# Властелин колец
«Властели́н коле́ц» (англ. The Lord of the Rings) — эпический роман английского писателя и филолога Джона Р. Р. Толкина. Его действие происходит в вымышленном мире Средиземья. Изначально книга задумывалась в качестве продолжения детской повести «Хоббит, или Туда и обратно», но развилась в гораздо более масштабное произведение. Автор писал его с 1937 по 1949 год. Роман стал бестселлером, общий тираж проданных книг превысил 150 миллионов.
Название книги является отсылкой к главному антагонисту, Тёмному властелину Саурону, который в далёком прошлом создал Единое кольцо (Кольцо Всевластья), дарующее ему власть над другими кольцами власти, полученные людьми, гномами и эльфами, с целью покорения всего Средиземья. Действие романа начинается в Шире, стране хоббитов, напоминающей английскую сельскую местность, и следует за героями в их походе в Чёрную страну Мордор, к Роковой горе — единственному месту, где Кольцо могло быть уничтожено. Главными героями романа являются хоббиты Фродо, Сэм, Мерри и Пиппин, а также маг Гэндальф, люди Арагорн и Боромир, эльф Леголас и гном Гимли, представители свободных народов Средиземья, выступившие против Саурона. Их отряд стал Братством Кольца.
Роман часто называют трилогией, хотя Толкин создавал его как единое целое, планируя опубликовать совместно с «Сильмариллионом». По экономическим соображениям издатель разделил роман на три тома, которые вышли с 29 июля 1954 года по 20 октября 1955 года под названиями «Братство Кольца», «Две крепости» и «Возвращение короля» («Сильмариллион» был опубликован уже после смерти автора). «Властелин колец» состоит из шести внутренних книг (по две в каждом томе), а также пролога и приложений, в которых содержатся данные по истории Средиземья, хронологические таблицы, генеалогии и информация о вымышленных языках. В 1968 году вышло первое однотомное издание «Властелина колец», что соответствовало изначальному авторскому замыслу.
Ранние обзоры романа были смешанными, варьируясь от восхищения до враждебности. В 1970-е и 1980-е годы появились публикации авторов, положивших начало отдельному направлению академических исследований — толкиноведению — в рамках которого изучаются затронутые в произведениях Толкина темы, литературные приёмы, языки. Исследователи выделяют ряд влияний на творчество Толкина (включая «Властелин колец»), в том числе филологию, мифологию, христианство, предшествующие произведения в жанре фэнтези, а также опыт участия автора в Первой мировой войне.
«Властелин колец» считается одним из величайших произведений в жанре фэнтези, а Толкин — одним из «отцов» современного фэнтези. Роман выдержал множество переизданий и был переведён более чем на 50 языков. Его огромная популярность нашла отражение в массовой культуре, появлении сообществ толкинистов, публикациях многочисленных книг и статей толкиноведов. Создано множество производных произведений, включая иллюстрации, музыку, фильмы, компьютерные и настольные игры.
Адаптации «Властелина колец» существуют в виде радиопостановок, мюзикла, анимационных фильмов и популярной кинотрилогии Питера Джексона. В 2003 году «Властелин колец» возглавил список «200 лучших романов по версии Би-би-си», составленный по результатам опроса жителей Великобритании.

## Сюжет

### «Братство Кольца»
Хоббит Бильбо Бэггинс, с которым читатель знаком по повести «Хоббит, или Туда и обратно», готовится с размахом отметить своё 111-летие. В разгар праздника, на который был приглашены хоббиты со всего Хоббитона и из многих других частей Шира, Бильбо внезапно исчезает на виду у всех, надев на палец магическое кольцо и став невидимым. Он оставляет свой дом Бэг Энд и наследство, включая волшебное кольцо, племяннику Фродо Бэггинсу, и покидает Шир. Волшебник Гэндальф, старый друг Бильбо, подозревает, что волшебное кольцо является одним из колец власти, и просит Фродо хранить его в тайне. Семнадцать лет спустя Гэндальф вновь приходит к Фродо и сообщает ему, что волшебное кольцо Бильбо — это Единое кольцо («Кольцо Всевластья» в популярном переводе), которое Тёмный властелин Саурон давным-давно выковал в Мордоре в огне Роковой горы с целью порабощения всего Средиземья. Кольцо извращает любые изначально благие намерения владельца, превращая его в прислужника зла. Саурон стремится найти Кольцо, поэтому Гэндальф советует Фродо покинуть Шир. Волшебник уходит, обещая вернуться к 50-му дню рождения Фродо и сопроводить хоббита в его путешествии из Шира, однако к намеченному сроку не возвращается.
Фродо отправляется в пешее путешествие без Гэндальфа, но в компании двух других хоббитов — своего слуги Сэма и друга Пиппина, — сообщив всем, что они якобы направляются в деревню Крикхоллоу. Хоббитов преследуют зловещие Чёрные всадники, слуги Саурона. По пути хоббиты встречают в лесу группу эльфов во главе с Гильдором Инглорионом, которые поют гимн Эльберет и тем самым отгоняют Чёрных всадников. Хоббиты ночуют в компании эльфов, после чего «срезают путь» через поля фермера Мэггота, который довозит их на повозке до паромной переправы Баклбери. Там они встречают своего друга Мерри, четвёртого хоббита в их компании. Добравшись до дома в Крикхоллоу, остальные хоббиты узнают о Кольце и решают продолжить путь вместе с Фродо и Сэмом.
Стремясь избежать встречи с Чёрными всадниками, хоббиты решают продолжить путь на восток не по дороге, а через Старый лес. Там Мерри и Пиппин попадают в ловушку Старой Ивы, но их спасает загадочный Том Бомбадил — хозяин Старого леса, после чего хоббиты отдыхают в его доме. Выйдя из Старого леса, хоббиты теряются в туманах Могильников, где попадают под злые чары Умертвий. Фродо удаётся освободиться от чар и призвать на помощь Бомбадила, который спасает остальных хоббитов и отдаёт им древние мечи из Могильников.
Ночью хоббиты достигают поселения Бри. В таверне «Гарцующий пони» Фродо получает от трактирщика письмо от Гэндальфа, который задерживается в своих странствиях. Там же они встречают следопыта по имени Странник, предлагающего хоббитам свою помощь в походе до эльфийской крепости Ривенделл. Странник уводит хоббитов из Бри через дикие земли и болота, так как за дорогой следят Чёрные всадники. Во время ночной стоянки возле руин башни Амон Сул на хоббитов нападают пятеро Чёрных всадников. Их лидер, Король-чародей Ангмара, ранит Фродо в плечо моргульским клинком. Навстречу хоббитам и Страннику из Ривенделла выезжает эльф Глорфиндель, он помогает Фродо уйти от преследующих его врагов. Когда Чёрные всадники пытаются пересечь брод реки Бруинен, их смывает гигантская волна, вызванная Эльрондом, владыкой Ривенделла.
Фродо приходит в себя в Ривенделле после исцеления Эльрондом. Там он встречает Гэндальфа, а также Бильбо — как оказалось, уже много лет живущего среди эльфов. Гэндальф сообщает Фродо, что преследовавшие его Чёрные всадники — это назгулы, когда-то бывшие людьми, порабощённые Сауроном при помощи девяти колец власти и ставшие призраками. На Совете Эльронда, куда были приглашены представители всех свободных народов Средиземья, обсуждается история Саурона и Кольца. Все узнаю́т, что следопыт, называющий себя Странником, — это Арагорн, наследник Исильдура, который отрезал Единое кольцо от руки Саурона в последней битве Второй эпохи и решил оставить его себе, хотя Эльронд советовал Кольцо уничтожить. Вскоре после этого Исильдур попал в засаду и был убит, а Кольцо на долгое время было утеряно, пока его не нашёл Бильбо в пещере Голлума. Гэндальф сообщает Совету о предательстве волшебника Сарумана, мечтающего заполучить Кольцо для себя, и о том, что Саруман держал Гэндальфа в плену в Изенгарде. Гэндальфу в итоге удалось сбежать, но он не успел вернуться в Шир до того, как его покинул Фродо.
Совет решает, что Кольцо необходимо уничтожить, но это можно сделать только в Мордоре, в огне вулкана Роковой горы. Фродо принимает решение исполнить волю Совета и отнести Кольцо в Мордор. Эльронд выбирает ему компаньонов, которые становятся Братством Кольца. В Братство входят девять путешественников, представляющих разные свободные народы Средиземья: хоббиты Фродо, Сэм, Мерри и Пиппин, волшебник Гэндальф, эльф Леголас, гном Гимли, а также двое людей — Боромир (старший сын и наследник наместника Гондора) и Арагорн.
Братство Кольца выходит из Ривенделла, отправившись на юг. Попытка пересечь Мглистые горы через перевал Карадраса оказывается неудачной из-за непроходимо глубокого снега. Гэндальф решает продолжить путь через подземелья Мории. Братство входит в Морию через Западные врата, столкнувшись с нападением Водного Стража. В чертоге Мазарбул отряд находит могилу Балина и узнаёт из книги Мазарбул об уничтожении орками колонии гномов под его началом. На Братство нападают орки и тролли, а также Балрог — древний огненный демон Моргота. Гэндальф останавливает Балрога ценой собственной жизни: оба падают в пропасть с моста Кхазад-дум. Арагорн ведёт остальных членов Братства в эльфийский лес Лотлориэн, где путники отдыхают под защитой эльфийских владык Галадриэли и Келеборна. Фродо предлагает Галадриэли Кольцо, но она отказывается, понимая, что не сможет справиться с его властью. Эльфийская владычица позволяет Фродо и Сэму взглянуть в волшебную чашу («Зеркало Галадриэли»), в которой хоббиты наблюдают видения из прошлого, настоящего и будущего. Затем Галадриэль преподносит дары каждому члену Братства.
Келеборн передаёт путникам эльфийские лодки, плащи и дорожный хлеб лембас. Члены Братства Кольца покидают Лориэн и плывут вниз по течению реки Андуин, пока не достигают Парт Галена, после которого находятся непроходимые на лодках водопады Раурос. Там Боромир, поддавшись жажде заполучить Кольцо, пытается силой отнять его у Фродо. Хоббиту удаётся уйти, надев Кольцо на палец и став невидимым. Наблюдая за тем, как чары Кольца влияют на его спутников, Фродо решает идти в Мордор в одиночку. Однако его замысел разгадывает Сэм, который следует за хозяином. На оставшихся членов их группы нападают орки.

### «Две крепости»
Отряд огромных орков урук-хай, посланных Саруманом, и другой отряд орков, посланных Сауроном, нападает на Братство Кольца. Боромир защищает Мерри и Пиппина, но орки убивают его и берут в плен двух хоббитов. Арагорн, Гимли и Леголас устраивают Боромиру похороны, возложив его тело на лодку и отправив её вниз по течению Андуина, после чего отправляются в долгую погоню за орками, захватившими Мерри и Пиппина. Через несколько дней в Рохане отряд орков уничтожают всадники рохиррим под предводительством Эомера. Мерри и Пиппину удаётся бежать, скрывшись в древнем лесу Фангорн. Там они встречают Древоборода, старейшего из энтов («пастырей леса» в виде огромных древоподобных существ), который уводит их вглубь Фангорна. Арагорн, Гимли и Леголас выслеживают хоббитов до опушки леса. В самом лесу они, к своему удивлению, встречают Гэндальфа, который воскрес из мёртвых.
Гэндальф вспоминает, что он убил Балрога, но и сам вскоре умер от полученных ран. Однако его вернули в Средиземье, чтобы он смог завершить свою миссию. Отныне он облачён в белоснежные одеяния и стал Гэндальфом Белым, заняв место Сарумана во главе Белого Совета. Гэндальф сообщает Арагорну, Леголасу и Гимли, что Мерри и Пиппин в безопасности. Вчетвером они едут в Эдорас, столицу Рохана, где Гэндальф освобождает короля Теодена от влияния шпиона Сарумана Гримы Змеиного языка. Теоден собирает войска и отходит с ними в древнюю крепость Хорнбург в Хельмовой Пади. С ним отправляются Арагорн, Гимли и Леголас, а Гэндальф их покидает, чтобы привести подмогу.
Тем временем энты решают атаковать предателя Сарумана. Они нападают на его крепость Изенгард и затапливают её, а сам Саруман прячется в башне Ортанк. Гэндальф убеждает Древоборода отправить армию хуорнов на помощь Теодену в Хельмову Падь. На рассвете Гэндальф и Эркенбранд с войском рохиррим прибывают на помощь осаждённым в крепости, и вместе они одерживают победу над войском Сарумана в битве при Хельмовой Пади. Побеждённые орки Сарумана бегут в лес, где их всех уничтожают хуорны. После битвы Гэндальф, Теоден, Арагорн, Гимли и Леголас отправляются в Изенгард, где встречают Мерри и Пиппина, отдыхающих среди руин. Гэндальф предлагает Саруману добровольно покинуть Ортанк, но тот отказывается, после чего Гэндальф лишает его посоха и членства в Ордене магов и Белом совете. Грима швыряет в Гэндальфа из окна башни тяжёлый круглый предмет, но промахивается. Этот предмет поднимает Пиппин, но Гэндальф забирает его. Однако ночью любопытный хоббит крадёт его у спящего мага. Загадочным предметом оказывается палантир, «видящий камень», с помощью которого Саруман общался с Сауроном и попал под его влияние. Изучая палантир, Пиппин видит Саурона. Тёмный властелин полагает, что хоббит находится в Ортанке в заключении Сарумана и что Кольцо у него. Гэндальф отбирает палантир у хоббита, после чего вместе с Пиппином отправляется в Минас Тирит, столицу Гондора.
Фродо и Сэм, покинув остальных членов Братства Кольца и переправившись через Андуин, направляются в Мордор. Несколько дней они пытаются преодолеть труднопроходимое нагорье Эмин-Муиль. Их преследует Голлум, желающий вернуть себе Кольцо. Хоббитам удаётся схватить Голлума. Сэм ему открыто не доверяет, а Фродо сочувствует. Он заставляет Голлума принести клятву верности, после чего тот обещает провести хоббитов в Мордор. Голлум ведёт хоббитов через Мёртвые болота. Сэм подслушивает, как Голлум, страдающий раздвоением личности, спорит сам с собой по поводу того, помочь ли Фродо или предать его и украсть Кольцо.
Голлум приводит Фродо и Сэма к Чёрным вратам Мордора. Хоббиты понимают, что ворота хорошо охраняются и через них невозможно пройти незамеченными. Голлум предлагает альтернативный путь в Мордор: дорогу на юг до перекрёстка, а затем на восток, до тайного прохода в горах. Фродо соглашается. Все трое идут на юг через Итилиэн, где хоббитов захватывают следопыты Гондора под командованием Фарамира, младшего брата Боромира. В отличие от брата, Фарамир преодолевает искушение Кольцом и отпускает хоббитов.
Голлум проводит хоббитов мимо крепости Минас Моргул через перевал Кирит Унгол, а затем в логово гигантской паучихи Шелоб. Фродо сначала удаётся отпугнуть Шелоб при помощи фиала Галадриэли, вмещающего в себе свет звезды Эарендиля. Когда хоббиты выходят из пещеры, Шелоб нападает вновь. Одновременно Сэма атакует Голлум. Отразив атаку Голлума, Сэм нападает на Шелоб, используя меч Жало и фиал Галадриэли. Хоббиту удаётся серьёзно ранить чудовище, после чего Шелоб убегает. Сэм видит лежащего без сознания Фродо, отравленного паучьим ядом. Полагая, что его хозяин мёртв, Сэм забирает у Фродо Кольцо и решает завершить миссию самостоятельно. Вскоре орки находят тело хоббита и из их разговоров Сэм понимает, что Фродо всё ещё жив, но попал в плен к врагу.

### «Возвращение короля»
Саурон отправляет огромную армию против Гондора. Гэндальф с Пиппином прибывает в Минас Тирит, чтобы предупредить наместника Гондора Денетора о скором нападении врага, а Теоден собирает войска Рохана для помощи Гондору. Минас Тирит в осаде, предводитель назгулов разбивает главные ворота города. Денетор, не видя выхода из ситуации, впадает в отчаяние и сжигает себя на костре. Гэндальф и Пиппин спасают его сына Фарамира от сожжения. Арагорн вместе с Леголасом, Гимли и следопытами севера идёт через Тропы мёртвых, где призывает мертвецов Дунхарроу исполнить клятву, в далёком прошлом данную королю Гондора, чтобы наконец обрести покой. Арагорн ведёт армию мёртвых в Пеларгир, где уничтожает корсаров Умбара, вторгшихся в южный Гондор. Затем он отпускает мёртвых, считая их клятву исполненной. Арагорн со спутниками, а также воинами южного Гондора на захваченных у корсаров кораблях плывут вверх по Андуину в Минас Тирит. Войско рохиррим приходит на помощь Гондору, однако король Теоден погибает, а его племянница Эовин при помощи хоббита Мерри убивает Короля-чародея Ангмара. В битве на Пеленнорских полях войска Гондора и Рохана, а также прибывший с юга флот под командованием Арагорна побеждают войска Саурона. Арагорн в Минас Тирите помогает исцелить раненых, включая Фарамира, Эовин и Мерри. Позднее Арагорн собирает армию и ведёт её к Чёрным вратам Мордора, чтобы отвлечь внимание Саурона от миссии Фродо. В битве при Моранноне армию запада окружают вдесятеро превосходящие её войска Саурона.
Из-за конфликта между орками Минас Моргула и Кирит Унгола между ними происходит резня, благодаря чему Сэму удаётся спасти Фродо из плена в башне Кирит Унгол. Хоббиты, для маскировки надев одежду и снаряжение орков, отправляются в путь через Мордор. Через несколько дней Фродо и Сэма перехватывает отряд орков, идущий к Удуну, посчитав орками-дезертирами, однако через некоторое время хоббитам удаётся сбежать. С огромным трудом Фродо и Сэм добираются до Роковой горы. У Роковой расщелины Фродо не может больше противостоять мощи Кольца, объявляет себя его владельцем и надевает на палец. Появляется Голлум, преследовавший хоббитов на протяжении всего пути. Он нападает на Фродо и откусывает палец с Кольцом. Ликуя от обретения своей «прелести», Голлум теряет равновесие и падает в Роковую расщелину вместе с Кольцом.
После уничтожения Кольца приходит конец Саурону, назгулам, Барад Дуру и Чёрным вратам. Войска запада одерживают неожиданную победу при Моранноне. Фродо и Сэма спасает Гэндальф, призвавший на помощь огромных орлов. Хоббитов чествуют на Кормалленских полях Итилиэна. У стен Минас Тирита Гэндальф коронует Арагорна под именем короля Элессара. Позднее в Минас Тирит пребывают эльфы с севера, и Арвен, дочь Эльронда, выходит замуж за Арагорна.
Оставшиеся члены Братства Кольца отправляются на север. Теодена хоронят вблизи Эдораса, новым королем Рохана становится Эомер, а его сестра Эовин обручается с Фарамиром, ставшим принцем Итилиэна. У развалин Изенгарда энты сажают деревья, а Древобород передаёт Арагорну ключи от Ортанка. Хоббиты и Гэндальф прощаются с Арагорном, Леголасом и Гимли, после чего направляются в Ривенделл, где навещают Бильбо, затем идут в Бри, где останавливаются в таверне «Гарцующий пони».
После этого четверо хоббитов уже без Гэндальфа возвращаются в Шир, который оказывается захваченным бандитами Сарумана, запугавших большинство хоббитов, установивших свои «правила» и вырубивших деревья. Мерри поднимает восстание хоббитов, которые побеждают бандитов в битве у Байуотера и очищают Шир. Грима Змеиный язык убивает Сарумана на пороге Бэг Энда, после чего лучники хоббитов убивают Гриму. Хоббиты восстанавливают Шир от разрушений, Сэм высаживает деревья, в том числе маллорн из семени, которое ему подарила Галадриэль, и женится на Рози Коттон. Спустя два года Фродо отправляется в Серые гавани, где отплывает за море вместе с Бильбо, Гэндальфом, Эльрондом и Галадриэль.

### Приложения
Третий том «Властелина колец» снабжён приложениями, в которых детально описаны история, хронология, генеалогии, культуры и языки вымышленного мира Средиземья. Написанные в антикварном стиле, приложения предоставляют множество подробностей о разных аспектах Средиземья для поклонников творчества Толкина.

## Концепция и создание

### Контекст
Хотя «Властелин колец» является самостоятельным произведением, действие в нём происходит в вымышленном мире, истории о котором Толкин начал сочинять ещё в 1917 году (начиная с «Книги утраченных сказаний») и продолжал работать над ними до самой смерти («Сильмариллион»).
Изначально книга задумывалась в качестве продолжения детской повести «Хоббит, или Туда и обратно», опубликованной в 1937 году. Из-за успеха «Хоббита» издатель George Allen & Unwin попросил Толкина написать продолжение. Толкин предупредил, что пишет довольно медленно, и направил в издательство несколько уже существующих историй, включая «Роверандом», «Фермер Джайлс из Хэма» и черновики «Сильмариллиона». Однако издатель продолжал требовать продолжения истории про хоббитов.

### История создания
После многочисленных просьб от издателя Толкин в декабре 1937 года начал работать над продолжением «Хоббита». Первоначально он собирался написать историю о том, как главный герой «Хоббита» Бильбо растратил все своё состояние и отправился в новый поход за сокровищами, но по мере написания глав история и главные герои изменились. Согласно черновикам первых четырёх глав, небольшая группа хоббитов отправилась в путь «за плутовскими приключениями», которые по мере сочинения «увеличивались в объёме, сложности, серьёзности». По мере усложнения истории Толкин начал прорабатывать ключевые элементы сюжета, в особенности природу кольца Бильбо, а также других колец власти, персонажа Троттера (позднее ставшего «Странником» — Арагорном), а также вопрос о том, будет ли у Бинго (прототипа Фродо) компаньон Сэм Гэмджи. В процессе переработки нарратива Толкин понял, что ему потребуется строгая хронология, которая будет соотносить ключевые события и действия его многочисленных персонажей.
Написание книги шло медленно, отчасти из-за перфекционизма писателя, отчасти из-за того, что Толкин имел постоянную должность в Оксфордском университете в качестве профессора англосаксонского языка, проверял экзамены у множества студентов и работал над рядом других произведений. Толкин скрупулёзно выверял датировку всех сюжетных линий романа, тщательно перерабатывая временны́е шкалы, высчитывая по картам расстояния, преодолеваемые пешком и верхом. Чтобы определить длину шага хоббитов, он даже придумал для них особую систему мер. Автор создал подробную хронологию событий, описываемых в романе, учитывая даже разные фазы Луны.
Поначалу Толкин не осознавал масштаб и сложность задачи. В феврале 1939 года в письмах к Ч. А. Ферту из Allen & Unwin Толкин отметил, что написано уже больше 300 страниц «Властелина колец», а для завершения истории потребуется «ещё по меньшей мере 200» и что он постарается закончить книгу «до 15 июня» (1939 года). В августе 1939 года автор набросал канву сюжета будущего романа «от Ривенделла до уничтожения Кольца и падения Тёмной башни». Его герои должны были пройти через Мглистые горы во время снежной бури, лес Древесной бороды, Морию, осаду Онда (Гондора). Как отметил Ник Грум, Изенгард, Лотлориэн, Рохан, Итилиэн и Кирит Унгол отсутствовали в списке мест, которые посетили герои книги, также не было упоминаний трёх главных битв (Хельмова Падь, Пеленнор и Чёрные врата). В первом черновике второй книги Толкин собирался описать бой между Гэндальфом и Чёрным всадником (а не Балрогом) в Мории и уже тогда планировал, что маг упадёт в «бездну», но затем «вернётся обратно», правда не сразу, а спустя продолжительное время, когда герои уже будут в Мордоре, а «король Онда [Гондора] будет побеждён в битве».
В августе 1940 года Толкин добавил в сюжет «падшего мага» Сарумана, который стал причиной «задержки» Гэндальфа. В предисловии ко второму изданию «Властелина колец» автор отметил, что в 1940 году, несмотря на войну, он «продолжал [писать], в основном по ночам, до того момента, пока не оказался у могилы Балина в Мории». Затем он взял паузу почти на год. Вернувшись к роману в конце 1941 года, он написал главы о Лотлориэне и о путешествии членов Братства Кольца по Андуину.
В 1942 году Толкин работал над третьей книгой. К концу года он также набросал первые черновики двух глав, которые позднее станут первой и третьей главами пятой книги («Минас Тирит» и «Сбор войск Рохана»). После этого взял долгую паузу, не зная, как продолжать историю: «А когда в Анориэне вспыхнули маяки, а Теоден приехал в Харроудейл, я вновь остановился. Предвидеть будущее оказалось невозможно, а времени для раздумий не было».
Работа над книгой останавливалась много раз. На протяжении всего 1943 и начала 1944 года Толкин не работал над романом и только в апреле 1944 года вернулся к написанию «Властелина колец», занявшись четвёртой книгой, где описывается путь Фродо и Сэма в Мордор. По мере развития истории Толкин включал в повествование отсылки к «Сильмариллиону» — например, когда Сэм в разговоре с Фродо упоминает Берена, Сильмарили, железную корону (Моргота) и Эарендиля.
После написания новых глав Толкин давал их для ознакомления К. С. Льюису и своему сыну Кристоферу в качестве некоего «сериала». В 1944 году Толкин написал последние главы четвёртой книги, которая завершилась тем, что орки берут Фродо в плен. В письме к сыну Кристоферу он признался: «Я загнал героя в такой переплёт, что теперь даже сам автор не вытащит его без труда и усилий». Распутать этот «переплёт» Толкин смог только в 1947 году, придумав ссору Шаграта и Горбага по поводу снятых с Фродо вещей, которая привела к драке и резне между орками башни Кирит Унгол и моргульскими орками. В августе — сентябре 1948 года Толкин фактически закончил написание «Властелина колец». Также он написал эпилог о Сэме Гэмджи, Рози Коттон и их семье, но решил не включать его в окончательный текст книги.
В 1949 году Толкин делал чистовые рукописи и машинописные копии своих черновиков и вносил в текст окончательные правки, завершив работу к октябрю. В последующие годы писатель работал над «Приложениями», куда включил большое количество информации о созданном им мире Средиземья, а также вычитывал текст всех шести книг и вносил в него мелкие правки. Оригинальные черновики «Властелина колец» состоят из 9250 страниц и находятся в «Коллекции Дж. Р. Р. Толкина» в Университете Маркетт (Милуоки, штат Висконсин, США).
Детальный анализ черновиков отца, связанных с написанием «Властелина колец», провёл сын писателя Кристофер Толкин в четырёх томах «Истории „Властелина колец“», опубликованных в качестве шестого, седьмого, восьмого и девятого томов «Истории Средиземья».

## История публикации
Толкин хотел, чтобы издатель опубликовал «Властелин колец» вместе с «Сильмариллионом» (всё ещё незавершённым), но получил отказ от издателя (George Allen & Unwin). С 1950 по 1952 год он вёл переговоры с издательством Collins, однако сотрудник издательства Милтон Уолдман сообщил Толкину, что его роман «настоятельно требует сокращения». В итоге к середине 1952 года писатель вновь обратился к Рейнеру Анвину, который согласился на публикацию «Властелина колец» (без «Сильмариллиона») в издательстве Allen and Unwin.
Из-за нехватки бумаги в послевоенной Великобритании, а также с целью снижения стоимости книги издатель решил разделить роман на три тома и напечатать их по отдельности. Первый том получил название «Братство Кольца» (англ. The Fellowship of the Ring, в него вошли книги 1 и 2), второй том — «Две крепости» (англ. The Two Towers, в него вошли книги 3 и 4), третий том — «Возвращение короля» (англ. The Return of the King, в него вошли книги 5 и 6, а также «Приложения»). Сам Толкин изначально был против разбития своего романа на три тома, считая такое разделение искусственным, и указывал в письме к своему издателю, что сгруппированные из двух «книг» тома на самом деле пар не образуют, а книги 3 и 4 (ставшие томом «Две крепости») вообще между собою не связаны.
Из-за того, что Толкин хотел включить в последний том приложения, карты и алфавитный указатель имен и названий, публикация романа затянулась. В Великобритании первый том вышел 29 июля 1954 года, второй — 11 ноября того же года, третий — 20 октября 1955 года. В США издательство Houghton Mifflin выпустило книги позже: «Братство Кольца» было опубликовано 21 октября 1954 года, «Две крепости» — 21 апреля 1955 года, «Возвращение короля» — 5 января 1956 года. Алфавитный указатель имен и названий Толкин так и не завершил, однако карты и приложения подготовил. Касаемо названий томов Толкин предлагал разные варианты издателю. Название «Две крепости» он считал неоднозначным, но в целом одобрил, как и «Братство Кольца», а вот по поводу «Возвращения короля» возражал, полагая, что такой заголовок заранее сообщает читателю слишком много о развитии сюжета. Он предложил озаглавить третий дом «Война Кольца», но издатель всё-таки настоял на «Возвращении короля».
Из-за того, что роман получил широкое распространение в виде трёхтомника, о «Властелине колец» часто пишут как о «трилогии». В письме к Уистену Хью Одену сам Толкин ссылался на «Властелин колец» как на трилогию, хотя в других письмах указывал, что называть его трилогией некорректно, так как он создавался как единое целое. «Властелин колец» часто называли «романом» (англ. novel, что означает современный роман), но Толкин возражал против этого термина, называя своё произведение «героическим романом» (англ. Heroic romance).
По соглашению с издателем Толкин не получал авторских процентов с каждого проданного экземпляра книги, вместо этого ему полагалась половина всей прибыли издательства. В итоге роман стал бестселлером; к 2007 году его суммарный тираж превысил 150 млн экземпляров. До 1990 года в Великобритании книга публиковалась издательством Allen & Unwin, после чего это издательство было поглощено компанией HarperCollins.

### Издания и переиздания
В начале 1960-х годов редактор отдела фантастики издательства Ace Books Дональд Уоллхайм заявил, что в США «Властелин колец» не защищён авторским правом из-за ошибки издательства Houghton Mifflin, опубликовавшего роман в твёрдой обложке. В 1965 году в США было опубликовано пиратское издание «Властелина колец» (в мягкой обложке без разрешения автора и без выплаты роялти), а издательство Ballantine Books выпустило «официальное» издание «Властелина колец» в мягкой обложке. Баллантайновское издание стоило на двадцать центов дороже, чем издание «Эйс Букс», и поначалу продавалось хуже. Толкин обратился за помощью к своим поклонникам в США. В результате американцы начали отказываться от покупки книги «Эйс Букс» и требовать от книготорговцев убрать с полок пиратское издание. Инициатива снизу дала результат: издательство «Эйс Букс» согласилось выплатить Толкину компенсацию и не печатать новые тиражи.
Толкин подготовил правки к тексту романа, написал новое предисловие, расширил пролог. Этот текст стал вторым изданием «Властелина колец», впервые опубликованным в 1965 году, и был полностью защищён авторским правом в США. Официальные издания от «Баллантайн Букс» и «Хофтон Миффлин» пользовались огромной популярностью. 4 сентября 1966 года «Властелин колец» занял третью строчку в списке бестселлеров в мягкой обложке, составленном газетой «Нью-Йорк таймс», а к 4 декабря возглавил список и удерживал его на протяжении восьми недель. В 1968 году вышло первое однотомное издание «Властелина колец», что соответствовало изначальному авторскому замыслу.
После смерти писателя в 1973 года его сын Кристофер продолжил исправлять ошибки в новых изданиях романа и делал это вплоть до конца 1980-х годов. В 1994 году издательство HarperCollins оцифровало полный текст романа вместе с приложениями. В 1999 году вышло первое семитомное издание романа, так называемое «Издание тысячелетия» (англ. Millenium edition). Оно состояло из шести книг, изначально задуманных Толкином, с придуманными им же названиями, и отдельной книги приложений.
В октябре 2004 года вышло издание к 50-й годовщине выхода романа (англ. 50th Anniversary Edition) с корректурой Уэйна Дж. Хаммонда и Кристины Скалл. Правки в текст были внесены после одобрения Кристофера Толкина. Впоследствии корректировки вносились в издания 2005 и 2014 года.

### Посмертные публикации черновиков
С 1988 по 1992 год сын писателя Кристофер Толкин публиковал черновики «Властелина колец», где подробно описал историю создания и развития текстов. Получилось четыре книги: «Возвращение Тени» (англ. The Return of the Shadow, 1988), «Предательство Изенгарда» (англ. The Treason of Isengard, 1989), «Война Кольца» (англ. The War of the Ring, 1990) и «Саурон Побеждённый» (англ. Sauron Defeated, 1992).

### Переводы
Роман переведён более чем на 50 языков. Будучи филологом, Толкин самостоятельно проверял качество многих переводов, оставляя комментарии по этому поводу. Ему не понравился первый перевод на шведский, сделанный
Оке Ольмарксом. В помощь переводчикам Толкин составил «Гид по именам во „Властелине колец“» (1967). Поскольку роман позиционируется писателем как перевод вымышленной «Алой книги Западного предела», английский язык в нём представляется как «перевод» с вестрона, поэтому Толкин предложил переводчикам попытаться найти эквиваленты некоторых английских имён и названий в соответствующем языке, другие оставить без перевода, снабдив это конкретными примерами.
Первые переводы романа на русский язык были самиздатовскими. Первый перевод на русский язык ещё в 1960-е годы сделала Зинаида Анатольевна Бобырь, однако он был сильно сокращённым и с дополнениями, отсутствующими в оригинале, поэтому в основном рассматривается как «пересказ». В 1970-е годы появился первый полноценный перевод романа, сделанный пермским лингвистом Александром Грузбергом и распространявшийся через самиздат. В 1983 году в московском издательстве «Детская литература» вышел в свет сокращённый перевод первого тома (под названием «Хранители»), который сделали Андрей Кистяковский и Владимир Муравьёв. Этот перевод быстро стал бестселлером, но публикаций второго и третьего томов не последовало, из-за чего стали распространяться другие самиздатовские переводы, наибольшее распространение из них получил перевод Натальи Григорьевой и Владимира Грушецкого. Полные переводы Кистяковского и Муравьёва выходили в 1988, 1990 и 1992 годах. «Пересказ» Бобырь был издан однотомником в 1990 году. Перевод В. А. М. вышел в свет в 1991 году, тогда же, когда и первое издание полного перевода Григорьевой и Грушецкого. В 1990-е годы были изданы перевод Марии Каменкович и Валерия Каррика, перевод Виталия Волковского, на CD-дисках впервые вышел перевод Грузберга. Существуют также переводы «Властелина колец» на русский язык Алины Немировой, Н. Эстель (Надежды Чертковой) и пересказ для детей Леонида Яхнина. У каждого из переводов имеются свои преимущества и недостатки, которые широко обсуждались как в среде толкинистов, так и в профессиональной среде филологов и переводчиков.

## Влияния и источники вдохновения

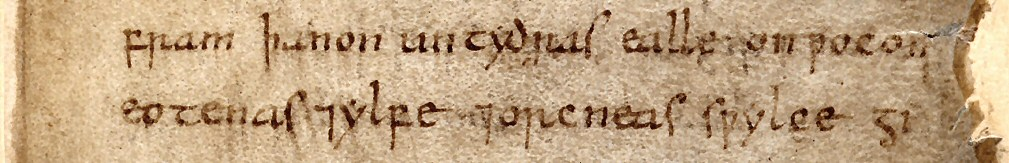
В «Беовульфе» говорится об ограх (eotenas), эльфах (ylfe) и демонах (orcneas), которых можно соотнести с толкиновскими орками, эльфами и другими расами

На творчество Толкина большое влияние оказали языки, христианство, мифология, археология (в особенности храм Ноденса), древняя и современная литература, включая эпическую поэму «Беовульф» и поэтический эпос «Калевала», а также личный опыт автора. Основным источником вдохновения для него была филология.

### Филология и языки
Толкин был учёным-филологом, специалистом по контрастивной и исторической лингвистике. В письме 1955 года он писал о том, что языки и имена для него неотделимы от сюжета: «…они являются и являлись, так сказать, попыткой создать фон или мир, в котором могли бы найти выражение мои лингвистические вкусы. Истории возникли сравнительно поздно». В другом письме того же года он признался, что «Властелин колец» является, в немалой степени, «эссе по „лингвистической эстетике“». Исследователь творчества Толкина Том Шиппи отметил, что это утверждение может «звучать дико», однако имеет под собой основания. Языки для Толкина были одновременно и «вымыслом», и «вдохновением» для написания историй.
Толкин был специалистом по древнеанглийской литературе, в особенности по эпической поэме «Беовульф», которая повлияла на произведения Толкина, в частности на «Властелин колец». К примеру, в «Беовульфе» упоминаются различные мифические существа, включая огров (eotenas), эльфов (ylfe) и демонов (orcneas). В другой древнеанглийской поэме «Максимы II» Толкин нашёл фразу orþanc enta geweorc (в переводе — «искусная работа гигантов»), из которой, по мнению Тома Шиппи, происходит название энтов — вымирающей расы лесных гигантов. Из той же фразы, по мнению Шиппи, Толкин позаимствовал название башни Ортанк (orþanc). Древнеанглийскую фразу в таком случае можно перевести как «Ортанк, крепость энтов». Древнеанглийское searo, имеющее богатую семантику и встречающееся в «Беовульфе» во фразе searonet seowed, smiþes orþancum («кольчуга искрилась — сеть, искусно сплетённая в кузнице»), Толкин использовал в его мерсийской форме *saru в имени правителя Ортанка, мага Сарумана. «Беовульф» и другие древнеанглийские тексты повлияли и на создание образов рохиррим (всадников Рохана) — например, их земля называлась «Маркой» (Mark), а на мерсийском диалекте древнеанглийского языка «Маркой» (*Marc) именовалось королевство Мерсия.

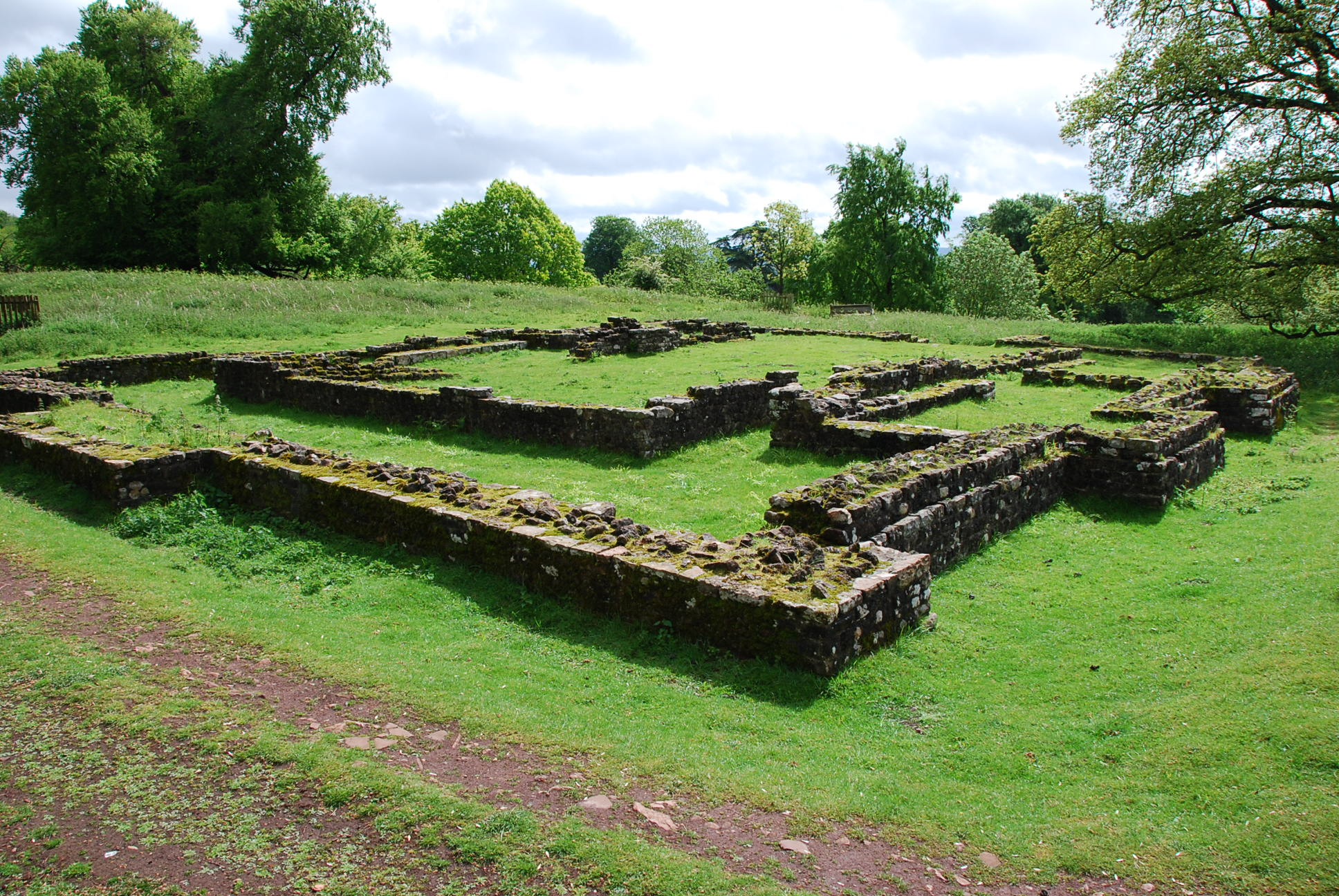
Толкин посетил храм Ноденса в месте, названном Дворфс-Хилл, и перевёл надпись, содержащую проклятье, наложенное на кольцо. Это могло быть источником вдохновения для создания гномов (дворфов), шахт Мории, Колец власти и персонажа Келебримбора

В 1928 году в Глостершире в Лидни-Парк (Lydney Park) был раскопан языческий храм IV века н. э. Толкина попросили изучить найденную в этом храме надпись, сделанную на латыни: «Богу Ноденсу. Сильвиан потерял кольцо и даст за находку его Ноденсу половину стоимости. Из тех, кто носит имя Сенициан, никто не будет здоров до тех пор, пока не принесёт его в храм Ноденса». Место, где была найдена табличка с надписью, на англосаксонском называлось «Дворфс-Хилл» (Dwarf’s Hill). В 1932 году Толкину удалось проследить связь между Ноденсом и героем мифологии ирландских кельтов Нуаду по прозвищу «Серебряная рука». По мнению Тома Шиппи, работа Толкина по исследованию надписи имела «ключевое влияние» на Средиземье, так как данный сюжет сочетал бога-героя, кольцо, гномов («дворфов») и «серебряную руку». В «Энциклопедии Дж. Р. Р. Толкина» отмечаются «похожие на норы хоббитов шахтные отверстия [Дворфс-Хилла]» и тот факт, что Толкин был очень заинтересован в исследовании истории и мифологии этого места раскопок. Также отмечается, что это место в Англии могло вдохновить Толкина на создание персонажа Келебримбора и «павших королевств» Мории и Эрегиона.
Помимо древнеанглийского, влияние на Толкина оказали кельтский, финский, славянские, греческий языки и мифология. Так, в «Приложении F» к «Властелину колец» Толкин признался, что использовал названия типа Бри, Арчет и Четвуд потому, что они содержат неанглийские элементы и непривычно, «по-кельтски» звучат для английского уха. Финский язык имеет много общего с выдуманным Толкином эльфийским языком квенья.
Толкин самостоятельно разработал несколько языков, признавшись: «Скорее „истории“ сочинялись для того, чтобы создать мир для языков, нежели наоборот». Шиппи отметил, что «Песня об Эарендиле» хоббита Бильбо, спетая им в Ривенделле, звучит «по-китсовски». Эльфы отряда Гильдора, которых Фродо и компания встречают в лесах Шира, поют на вымышленном языке квенья, и даже те хоббиты, кто совсем не знали этот язык, ощущали, что «звук, слитый с мелодией, проникал глубоко в душу и сам собой складывался в слова». По мнению Шиппи, Толкин верил, что с помощью не переведённых на английский эльфийских слов можно добиться того, чего невозможно достичь с помощью одного только английского языка. Подобным эффектом обладали и другие его вымышленные языки. Так, Гэндальф в Ринведелле читает надпись на Кольце на Чёрном наречии, звучащем грубо и «с ощущением угрозы», что создаёт для слушателей устрашающий эффект. А когда Гимли в Мории поёт песню о Дурине, Сэм отзывается на звучание эльфийских и гномьих имён, которыми изобилует эта песня, просто и прямо: «Мне нравится!.. Я бы это выучил». По мнению Шиппи, это и есть «образцовый отклик», которого Толкин хотел бы добиться.

### Мифология
Влияние на Толкина оказали германские героические легенды, в частности «Сага о Вёльсунгах» и «Песнь о Нибелунгах». Обе поэмы послужили основой для цикла опер «Кольцо нибелунга» Рихарда Вагнера, в обеих присутствует волшебное, но проклятое золотое кольцо, а также сломанный и впоследствии перекованный меч. В «Саге о Вёльсунгах» это кольцо Андвари под названием Андваранаут и меч Грам; эти предметы во многом соответствуют Единому кольцу и мечу Нарсилю (после перековки получившему название Андуриль) во «Властелине колец».
Влияние древнеанглийской поэмы «Беовульф» во «Властелине колец» особенно заметно в описаниях Рохана: так, зал для пиршеств Хеорот стал прообразом Медусельда, Золотых чертогов короля Рохана. Эльф Леголас описывает Медусельд прямой цитатой из «Беовульфа» (др.-англ. líxte se léoma ofer landa fela): «Свет его сияет далеко над землёй». Само название Медусельд означает «медовый зал» и также взято из «Беовульфа». По мнению Тома Шиппи, вся глава «Король Золотых чертогов» построена по образцу сюжета из «Беовульфа»: герой приходит к королю, его дважды останавливает стража, затем он оставляет своё оружие. Правда, у Толкина героев несколько, своё оружие они оставляют неохотно, а стражник Хама разрешает Гэндальфу пройти с посохом.
Вопрос о том, позаимствовал ли Толкин главный сюжет «Властелин колеца» из цикла опер «Кольцо нибелунга» Рихарда Вагнера, является предметом полемики. Одни критики находили сходство в темах загадок, очистительного огня, сломанного оружия, владыки и раба кольца. Другие отметили, что сходство связано с влиянием на оба произведения «Саги о Вёльсунгах» и «Песни о Нибелунгах». Сам Толкин отрицал наличие какой-то связи своей книги с произведением Вагнера, написав в письме к своему издателю: «Оба кольца были круглыми, и на этом сходство заканчивается».

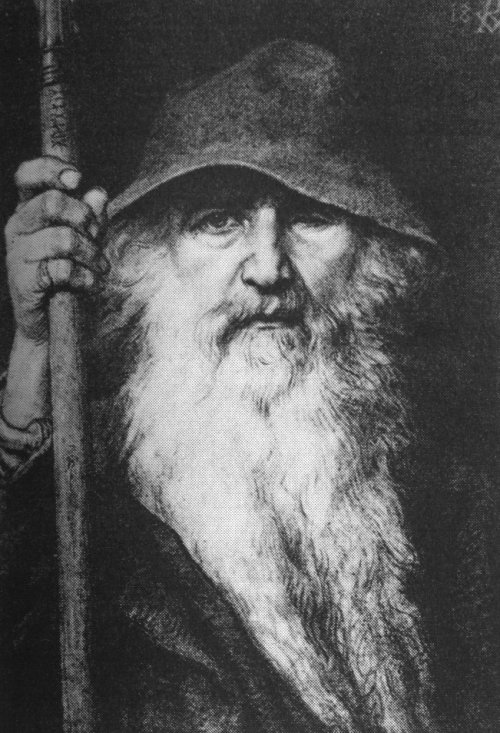
Толкин представлял Гэндальфа «странником в духе Одина»

У толкиновского Гэндальфа есть много общего с германским божеством Одином в его воплощении в виде бедного странника, одноглазого старика с длинной белой бородой, широкополой шляпой и посохом. В одном из писем Толкин признался, что представляет Гэндальфа «странником в духе Одина». Описанные в «Братстве Кольца» Балрог и обрушение моста Кхазад-дум в Мории напоминают огненного великана Сурта и предсказание о разрушении моста в Асгард, Биврёста. Гэндальф походит и на главного героя карело-финского эпоса «Калевала» Вяйнямёйнена: он стар, мудр, а в конце своих приключений отплывает на лодке в дальние земли прочь от смертных. Некоторые критики также отметили сходство между Вяйнямёйненом и толкиновским Томом Бомбадилом.
Некоторые исследователи отмечают, что имя волшебника Радагаста и название его жилища Росгобель в Рованнионе звучит «по-славянски». Имя «Радагаст» может быть связано со славянским божеством Радегастом — богом солнца, войны, гостеприимства, плодородия и урожая. Река Андуин — синдаринское название Великой реки Рованниона — имеет некоторое сходство с реально существующим Дунаем, протекающим в основном через земли славянских народов и сыгравшим важную роль в их фольклоре.

### Артуровский цикл
Филологи нашли некоторые параллели толкиновских сюжетов с артуровскими легендами. Гэндальфа сравнивали с Мерлином, Фродо и Арагорна — с королём Артуром, Галадриэль — с Владычицей Озера. Толкин сам признавал, что отплытие Фродо и Бильбо на Тол Эрессеа (порт которого назывался «Аваллонэ») было «артурианской концовкой». Корреляции между местами и персонажами из артурианы и из легедариума Толкина были рассмотрены в книге «Падение Артура» (2013) сыном писателя Кристофером Толкином.

### Литературные влияния

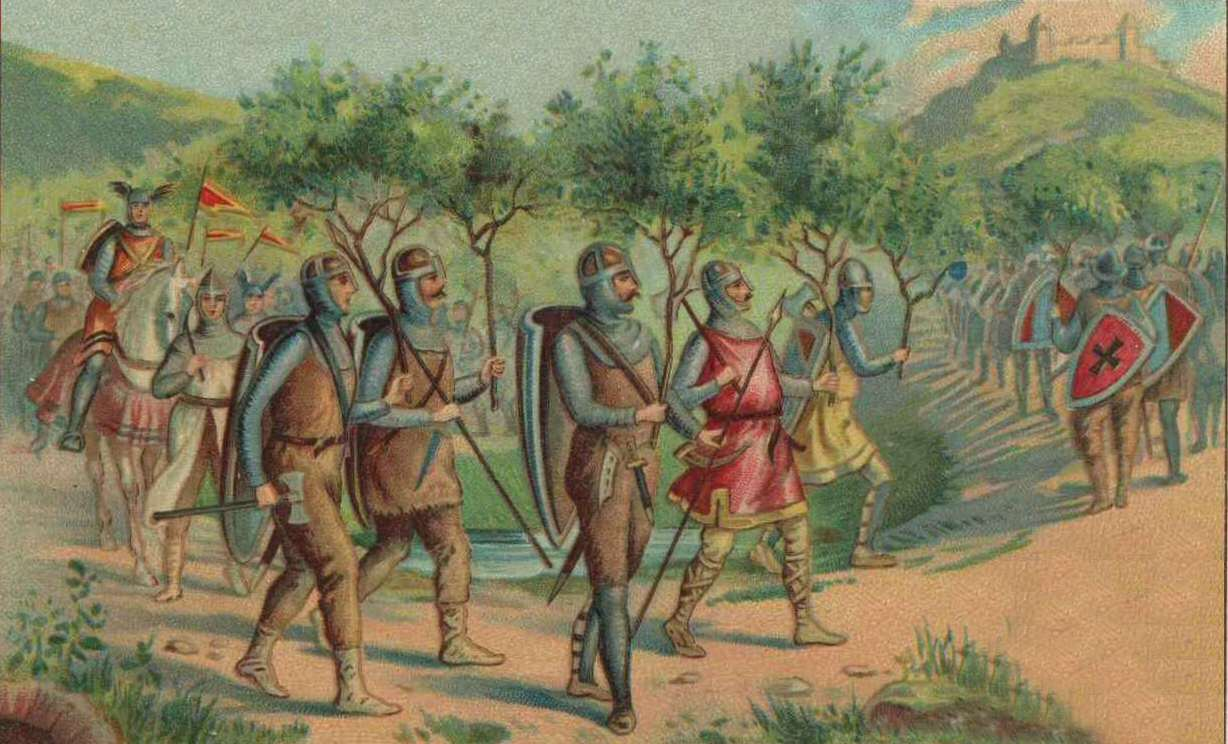
«Пока на Дунсинанский холм в поход Бирнамский лес деревья не пошлет, Макбет несокрушим». Толкин испытывал отвращение к этим строкам Шекспира

Толкин открыто признавался в своей нелюбви к пьесам Уильяма Шекспира. В частности, он не одобрил использование драматургом слова «эльф», назвав это «опошлением», также Толкин ещё со школьных лет испытывал «горькое разочарование и отвращение» по поводу того, как «жалко и неубедительно Шекспир обыграл приход „Великого Бирнамского леса на высокий Дунсинанский холм“» в «Макбете». Тем не менее филологи отмечают существенное влияние на Толкина шекспировских пьес, в особенности «Макбета», «Сна в летнюю ночь», а также «Короля Лира» — в последнем поднимались вопросы королевской власти, безумия и престолонаследия. Некоторые исследователи отмечают влияние и на Толкина и некоторых других пьес драматурга, включая «Венецианский купец», «Генрих IV, часть 1» и «Бесплодные усилия любви», а также поэзии Шекспира. Том Шиппи предположил, что Толкин испытывал к Шекспиру «сдержанное уважение», отчасти потому, что тот был его земляком из Уорикшира. По мнению Шиппи, Шекспир вполне мог бы стать «одним из поэтов Шира».
Толкину нравились приключенческие истории эдвардианской эпохи таких авторов, как Джон Бакен и Генри Райдер Хаггард. У. Х. Оден сравнил «Братство Кольца» с романом «Тридцать девять ступеней» Джона Бакена. Толкин писал, что в детстве ему нравились истории о «краснокожих индейцах»; Шиппи сравнил спуск Братства по Андуину на лодках из Лотлориэна в Тол Брандир с романом «Последний из могикан» Джеймса Фенимора Купера. В интервью 1966 года Толкин признался, что ему нравился роман Хаггарда «Она», влияние которого прослеживается во «Властелине колец».
Сильное влияние на Толкина оказал Уильям Моррис. Толкин ещё в 1914 году писал, что хотел бы написать произведение в духе романов Морриса, «со стихотворными вставками тут и там». Позднее он признался, что произведения Морриса повлияли на создание Мёртвых болот (англ. Dead Marshes) и Лихолесья (англ. Mirkwood). По мнению Колина Мэнлава, во «Властелине колец» заметно влияние романа «Змей Уроборос» (1922) Эрика Рюкера Эддисона — с точки зрения сюжета, стиля, общей атмосферы и антуража, а также «исторической» хронологии событий в «Приложениях».

### Личный опыт
Сам Толкин признавал некоторое влияние на свои произведения собственного опыта, включая детские воспоминания о жизни в деревне в Вустершире вблизи мельницы Сэрхоула, а затем в разрастающемся Бирмингеме, а также опыт участия в Первой мировой войне. Милитаризация и урбанизация, которые Толкин наблюдал в реальном мире, отразились на персонажах Саурона и Сарумана и подчинённых им территорий (Мордор, Изенгард).
Бэг Энд — название жилища Бильбо и Фродо в Хоббитоне — было реальным названием дома, принадлежавшего тёте Толкина Джейн Нив в Дормстоне (графство Вустершир).

## Темы и мотивы
Исследователи и критики выделяют множество разных тем романа, включая противопоставления добра и зла, судьбы и свободы воли, размышления о развращающей природе власти и различные аспекты христианского вероучения.
Важной темой в романе являются языки, их звучание и взаимосвязь с географией и народами Средиземья. Также в романе есть намёки на божественный промысел при описании погоды и пейзажей.
Толкин считал главной темой произведения смерть и бессмертие. 

### Добро и зло
Во «Властелине колец» есть чёткое противопоставление добра и зла. Орки представлены как порочные и злобные создания. Крепость Минас Моргул, место обитания предводителя назгулов, противостоит крепости Минас Тирит, столице Гондора, последнего оставшегося королевства дунэдайн в конце Третьей эпохи. Гондору и другим свободным землям противопоставлен Мордор, страна Тёмного властелина Саурона. Джон Магун отметил, что Средиземье имеет вполне явную «моральную географию». В Средиземье живут самые разные народы, от хоббитов Шира на северо-западе до «злых» истерлингов на востоке и южных племён, олицетворяющих «имперскую изощрённость и упадок». По мнению Магуна, Гондор одновременно «добродетельный» как запад и «имеет проблемы» как юг; Мордор (в переводе с синдарина — «чёрная страна») на юго-востоке — «адское» место, а Харад на дальнем юге регрессирует в «горячее одичание».
Некоторые критики (например, Эдмунд Уилсон и Кэтрин Стимпсон) называли противопоставления добра и зла у Толкина избыточными, рисующими утрированно чёрно-белую картину без других оттенков. Толкиноведы не соглашались с такими оценками. Так, теолог Флеминг Ратледж отметила, что Толкин, напротив, стремился показать отсутствие чёткой линии разграничения между добром и злом, так как даже «хорошие» люди способны творить зло при определённых обстоятельствах.
По мнению Шиппи, природа зла у Толкина неоднозначна. Фраза Эльронда «Ибо ничто не бывает злом с самого начала. Даже Саурон не родился таким» звучит практически как заявление в духе ортодоксального христианства, концепции, сформулированной Августином и нашедшей наиболее полное воплощение у Боэция: всё изначально было добром, а зла не существует — зло является просто отсутствием добра. Этой концепции противостояло манихейское представление о том, что добро и зло (свет и мрак) одинаково могущественны и ведут борьбу за власть над миром. Во «Властелине колец» прослеживается двойственная природа зла: это и «отсутствие добра», и некая внешняя сила. По выводу Шиппи, христианские убеждения подталкивали Толкина к трактовке Боэция, но личный опыт участия в войне и история XX века склоняли писателя к манихейскому объяснению могущества и торжества зла в мире, что также можно наблюдать в истории Средиземья.
Кэтрин Мадсен указывала на моральную неоднозначность сцены у Роковой расщелины, где Фродо боролся с Голлумом за обладание Кольцом: в ней победа добра зависит от вмешательства зла, а добро и зло меняются местами. Стрэтфорд Колдекотт отметил, что спасение Средиземья стало возможным из-за того, что ранее Фродо пощадил Голлума, но мир спас даже не он, а божественное Провидение. Специалист по античной литературе Джон Кевин Ньюман, отмечая эту кульминационную сцену (Фродо «негероически» решает всё же оставить себе «смертельное кольцо», но ему мешает Голлум, который затем случайно падает с Кольцом в огонь), сравнил её с «морально неоднозначным» убийством Турна Энеем в «Энеиде» Вергилия, а самого Фродо назвал наследником «эгоистичного Ясона» из «Аргонавтики», стремившегося завладеть Золотым руном.

### Зависимость от власти

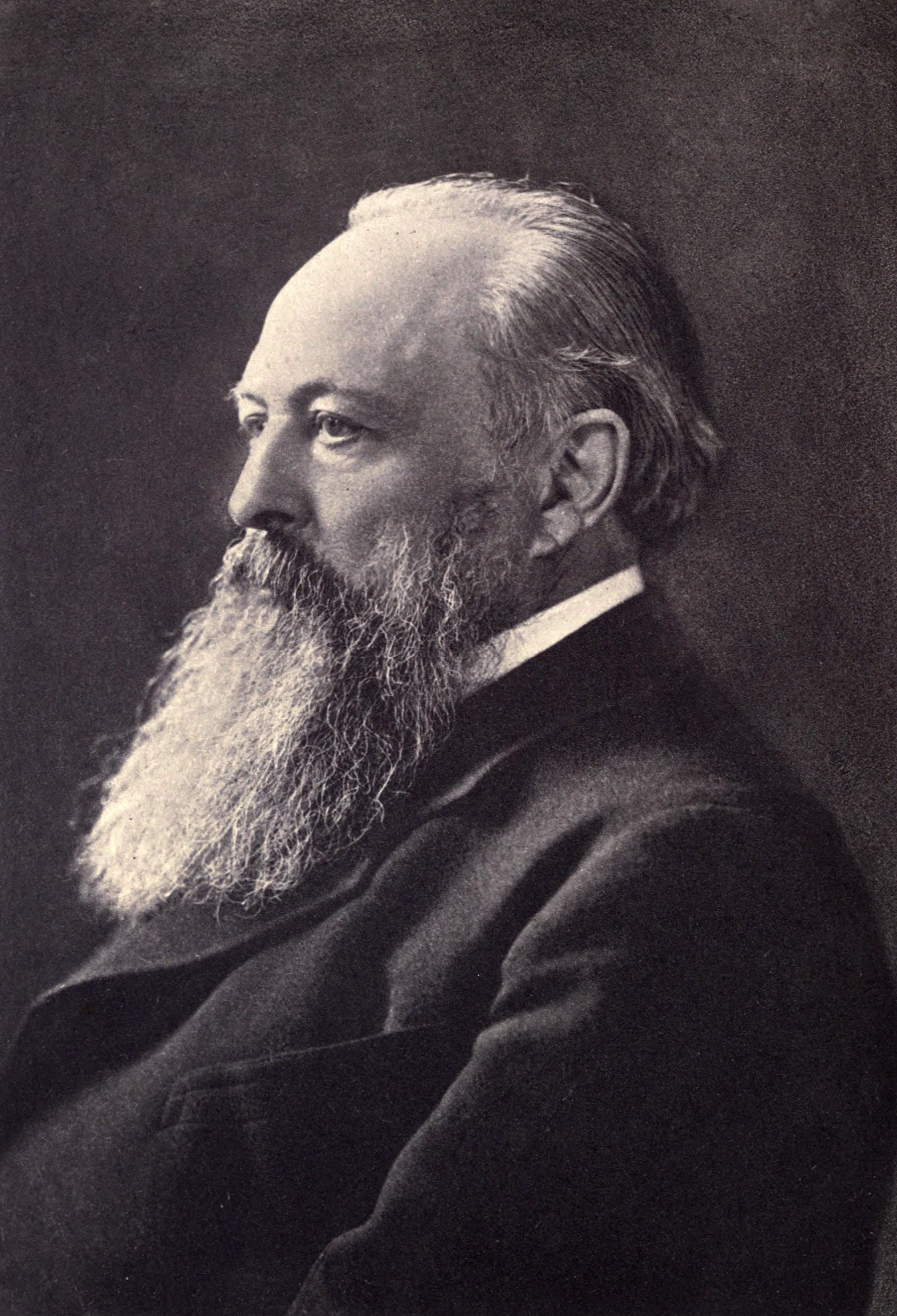
Автор цитаты «Власть развращает, абсолютная власть развращает абсолютно» лорд Актон

Одной из ключевых тем «Властелина колец» является развращающее влияние Кольца, дарующего власть его обладателю, в особенности тому, кто уже является могущественным. Том Шиппи приводит слова Гэндальфа о том, что Кольцо «овладевает», а затем «поглощает без остатка» любое существо, которое им пользуется. Уже могущественные Гэндальф, Эльронд, Галадриэль, Арагорн и Фарамир отказываются от Кольца, считая, что оно ими овладеет. Куда менее могущественные хоббиты Фродо и Сэм менее подвержены искушению властью, но не полностью защищены от его влияния, что можно видеть по изменениям, которые Кольцо оказало на Фродо, Бильбо и Голлума. Боромир оказывается смертельно одержимым Кольцом, но так и не получает его, а Смеагол убивает своего сородича Деагола, чтобы его заполучить.
Согласно Шиппи, идея о том, что власть развращает, появилась только в Новое время. В Средневековье считалось, что власть не меняет человека – если короли были злыми, то такова была их природа. Шиппи цитирует заявление лорда Актона 1887 года:
Власть имеет тенденцию развращать, а абсолютная власть развращает абсолютно. Великие люди — почти всегда плохие люди…
Некоторые критики отмечали проблематичность природы Кольца: неясно, символизирует ли оно греховные желания, например жажду власти, либо является внешней силой, магическим артефактом. Шиппи, отвечая на критику, трактовал зависимость от Кольца как «аддикцию». По его мнению, эта параллель объясняет то, что на ранних стадиях зависимость излечима (как в случае с Сэмом и Фродо). Также можно относительно просто противостоять искушению, когда аддикция ещё не возникла (как в случае с Галадриэлью и Фарамиром). А на поздних стадиях (Голлум) она вносит уже непоправимые изменения в саму личность. Для владельца Кольца разрушительной является жажда его использования, даже в благих целях. Ричард Дженкинс считал аргумент об аддикции неубедительным: поскольку Фродо, по-видимому, не свойственна жажда власти, Кольцо действует как сила, навязанная ему извне, что не позволяет говорить о моральной ответственности.

### Судьба и свобода воли
В главе «Тень прошлого» Гэндальф рассуждает над тем, что Бильбо было суждено найти Кольцо, а Голлум играет во всей истории важную роль. Во всём романе решения, принятые в прошлом, оказывают большое влияние на последующие события. Например, благодаря решению Бильбо и затем и Фродо сохранить жизнь Голлуму в конечном итоге и было уничтожено Кольцо, с которым Голлум упал в Роковую расщелину Ородруина. Спасение приходит неожиданно, казалось бы, от счастливого случая, удачи, однако это также можно рассматривать как судьбу.
Утверждалось, что во «Властелине колец» есть как «судьба», так и свобода воли и личный выбор. Так, центральным элементом сюжета является добровольное решение Фродо отправиться в поход в Мордор. Важными элементами истории являются попытки Фродо отдать Кольцо Гэндальфу, Арагорну, Галадриэли и их добровольный отказ, а также неспособность самого Фродо уничтожить Кольцо в финале. Таким образом, в истории важны и судьба, и свобода воли. Это проявляется, например, в видении Сэмом осквернённого Шира в зеркале Галадриэли, в выборе смертной участи дочерью Эльронда Арвен.
По мнению Колина Мэнлава, свободы воли в романе нет, поскольку выбор за Фродо делают обстоятельства, из-за которых его решения кажутся неизбежными, а также «удача». Том Шиппи отметил, что «удача» по Толкину — это постоянное взаимодействие божественного Провидения и свободы воли, подчеркнув влияние христианских убеждений автора.

### Смирение и мужество
Толкина интересовала тема, по его собственному выражению, «облагораживания (или освящения) смиренных и малых». Обыденность и смирение воплощают хоббиты, которые, не будучи могучими героями, в конце концов спасают Средиземье, проявляя подлинное благородство. В этой связи литературовед Девин Браун цитировал строки из «Евангелия от Матфея» «Блаженны кроткие, ибо они наследуют землю». Стрэтфорд Колдекот, ссылаясь на письма Толкина, отмечал, что главным героем книги является не Фродо, который оказывается за пределами обыденной жизни в Шире, а Сэм — «истинное воплощение Шира», «смиреннейший из хоббитов», в нём нет ни капли честолюбия. Книга не случайно завершается его возвращением домой, что указывает на «освящение обыденного». Ричард Дж. Кокс и Лесли Джонс отметили, что герои являются «маленькими ребятами, буквально» и назвали одной из главных тем романа идею о том, что даже самые скромные и неприметные персонажи могут иметь значение. Сам Толкин писал, что хоббиты «низводят романтику на грешную землю» и больше достойны похвалы, нежели «профессионалы». Филип и Кэрол Залески связали это со строками из Магнификата: «Низложил сильных с престолов, и вознёс смиренных».
Толкин противопоставлял мужество, обретаемое верной службой, и высокомерное стремление к славе. Сэм следует за Фродо из верности и готов умереть за него, а Боромир, движимый гордыней и желанием заполучить Кольцо, подвергает риску жизни других (хотя в конце раскаивается). Галадриэль, Фарамир и Сэм не поддаются искушению заполучить Кольцо себе, добровольно отрекаясь от власти, славы и личной известности. Мужество перед лицом превосходящих сил — это повторяющаяся тема. В своей статье «Беовульф: Чудовища и критики» Толкин признался, что вдохновлялся апокалиптической скандинавской легендой о Рагнарёке, в которой боги знают, что они обречены в своей последней битве за мир, но всё равно идут сражаться. Фродо и Сэм разделяют это «северное мужество», осознавая, что у них почти нет шансов вернуться домой, но всё равно идут к Роковой горе.

### Христианские мотивы
В романе представлены христианские мотивы, в том числе несколько «фигур Христа», темы воскрешения, надежды, милосердия и искупительного страдания.
По мнению католического философа Питера Крайфта, во «Властелине колец» нет однозначной фигуры, соответствующей Христу, подобной Аслану в «Хрониках Нарнии». При этом и Крайфт, и Жан Шосс выделили некоторые черты Христа в трёх персонажах романа: Гэндальфе, Фродо и Арагорне. Шосс писал об «аспектах личности» Иисуса в этих персонажах, а Крайфт отметил, что они олицетворяют «ветхозаветное триединство мессианских символов» — пророк (Гэндальф), священник (Фродо) и король (Арагорн).
| Атрибут Христа                       | Гэндальф                                       | Фродо                                                               | Арагорн                                                                                       |
| ------------------------------------ | ---------------------------------------------- | ------------------------------------------------------------------- | --------------------------------------------------------------------------------------------- |
| Принесение себя в жертву воскресение | Умирает в Мории, воскресает как Гэндальф Белый | Символически умирает от моргульского клинка, излечивается Эльрондом | Идёт через Пути мёртвых (англ. Paths of the Dead), затем выходит к живым и прибывает в Гондор |
| Спасение                             | Все трое помогают спасти Средиземье от Саурона | Все трое помогают спасти Средиземье от Саурона                      | Все трое помогают спасти Средиземье от Саурона                                                |
| Триединство мессианских символов     | Пророк                                         | Священник                                                           | Король                                                                                        |

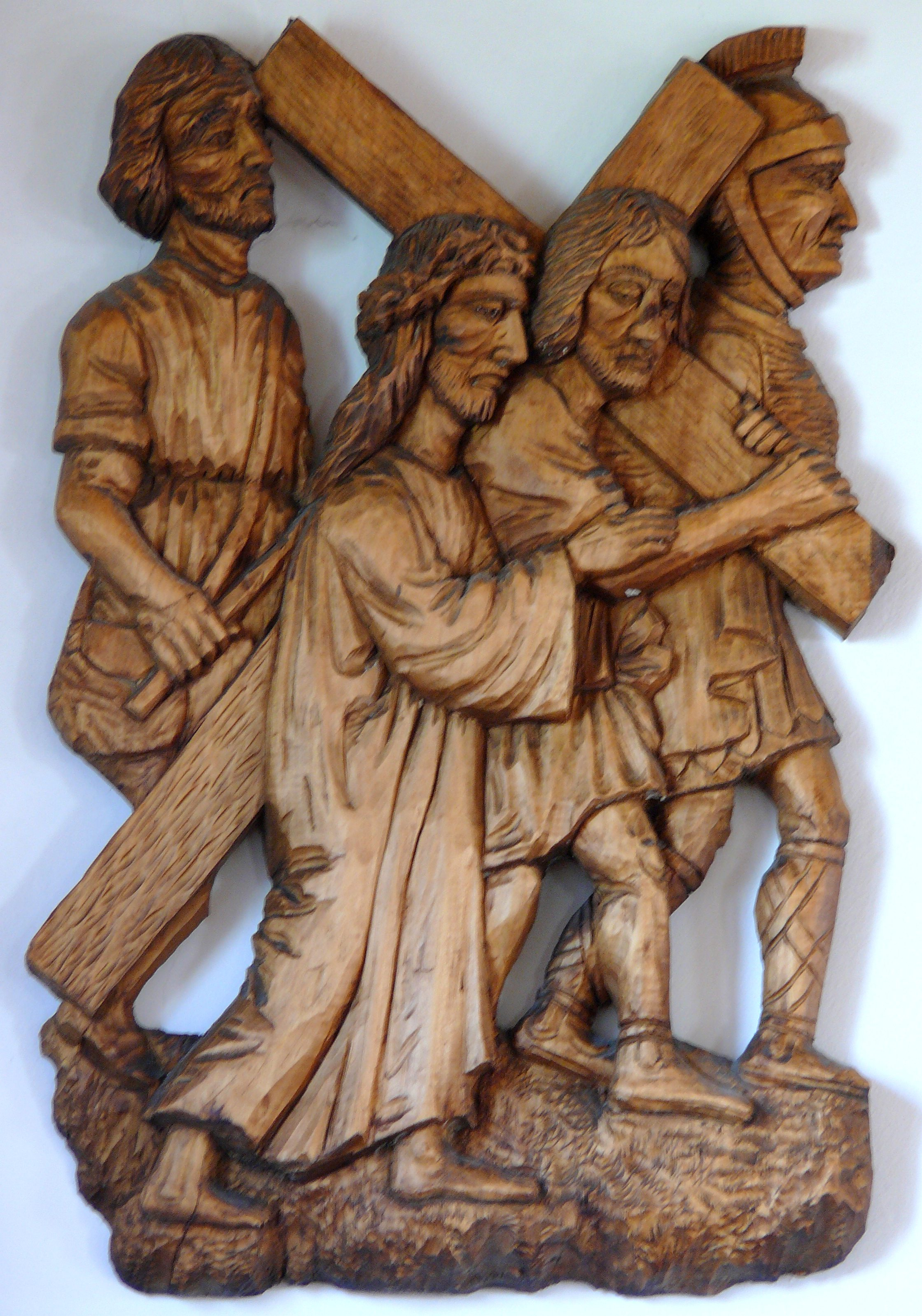
Критики сравнили Фродо с Христом, а Сэма — с Симоном Киринеянином, который нёс крест Христа к Голгофе

Некоторые комментаторы рассматривали смерть Гэндальфа в Мории и его возвращение в виде «Гэндальфа Белого» как символ воскресения Христа. Подобно Иисусу, который нёс крест за грехи всего человечества, Фродо нёс своё бремя (Кольцо) для спасения Средиземья. Фродо идёт по своей «Виа Долороза» к Роковой горе подобно Иисусу, идущему к Голгофе. Вблизи Роковой горы Кольцо становится невыносимо тяжёлым, как и крест для Иисуса. Спутник и слуга Фродо Сэм Гэмджи после этого несёт на себе Фродо с Кольцом. Критики увидели в этом параллель с Симоном Киринеянином, который помогал Христу нести крест к Голгофе или с Христофором Ликийским. Христос возносится на небеса, а жизнь Фродо в Средиземье завершается отплытием в «Бессмертные Земли».
Критики выделяли в романе христианский мотив надежды. Это иллюстрируется, к примеру, успешным обращением Арагорна с палантиром («видящим камнем») из Ортанка. Одно из имён Арагорна — Эстель, что на синдарине означает «надежда». Арагорн мог по праву использовать палантир, будучи наследником Исильдура, тогда как Саруман и Денетор, часто прибегавшие к помощи видящего камня, впали, соответственно, в самонадеянность и отчаяние. Эти черты в католичестве считаются грехами против «добродетели надежды». Анна Ванинская отметила, что отчаявшийся Денетор совершает самоубийство той же ночью, когда Сэм Гэмджи среди теней Мордора видит звезду — символ надежды; утром того же дня крик петуха символизирует конец отчаяния и триумф надежды для защитников Минас Тирита. Мотив милосердия выражается в решении Фродо пощадить Голлума: без этого прощения Кольцо не было бы уничтожено.
Также в католицизме признаётся искупительное страдание. Нечто подобное испытывают Фродо и Сэм в Мордоре, а также Боромир, искупающий вину за нападение на Фродо попыткой защитить Мерри и Пиппина от нападения орков. Важность искупления подтверждается словами Гэндальфа: «Он (Боромир) [был] в опасности. Но в конце концов он избежал её. Я рад. Не напрасно пошли с нами молодые хоббиты, хотя бы из-за Боромира».
Отмечалось, что в романе нет религии в виде обрядов и доктрины, в чём Толкина нередко упрекали. У хоббитов нет храмов и алтарей, хотя Фродо обращается к Элберет, одной из Валар, находясь в смертельной опасности. Самое большее, что напоминает о религии, — это «пауза перед едой», которую делают люди Гондора. По мнению Ральфа Вуда, Толкин намеренно исключил из книги упоминания о религии, чтобы читатель мог увидеть «отражения» христианства более чётко, хотя и опосредованно. Сам Толкин утверждал, что во «Властелине колец» был описан монотеистический (но не христианский) мир «естественной теологии» со свойственной той эпохе атмосферой и символизмом, подчеркнув, что это произведение «религиозное и католическое», однако весь религиозный элемент в нём «вобрали в себя сюжет и символика». Помимо христианских, в романе есть и языческие черты. Филолог Верлин Флигер отметила, что «Властелин колец» часто получал противоположные отзывы от неоязычников и от евангельских христиан — это объяснялось противоречивыми свидетельствами самого Толкина. По мнению Флигер, автор желал свободной интерпретации своего романа читателем, предложив тому «богатую», «разнообразную фактуру» и возможность выбирать понравившиеся элементы истории. Касаемо религии Толкин пытался согласовать самобытность и мифологичность своего романа с христианской ортодоксальностью, не отказываясь ни от одного, ни от другого.

### Природа и техника
Многие исследователи отмечают любовь Толкина к природе и его критическое отношение к современной технике. Анн Пиенчиак подчеркнула, что техника во «Властелине колец» применяется только силами зла и Толкин считал их «одним из зол» современного мира: «уродство, обезличивание и отделение человека от природы». По словам Шиппи, в образе падшего мага Сарумана воплотились «идеи индустриализма, или технологизма», «хитроумного… машинного человека». Саруман образован, но он скорее практик; его развратила страсть к машинам, стремление властвовать над природой — «этически нейтральные научные исследования» Сарумана превратились в «бездумную порчу окружающей среды». Крепость Изенгард, в которой обитал Саруман, описывалась как «индустриальный ад». По приказу Сарумана вырубались деревья, чаще всего — на топливо для промышленных машин, но иногда без всякой практической цели. В главе «Очищение Шира» индустриальные технологии Сарумана заменяют традиционные ремёсла хоббитов, загрязняя окружающую среду. Эндрю О’Хехир заметил, что Мордор отличается «горами шлака, вечным дымом и рабовладельческой промышленностью», а Саруман изображён как представитель технологического утопизма (что отмечал ещё Шиппи), насильственными методами проводящий индустриализацию Шира. О’Хехир назвал роман Толкина «плачем» о последствиях промышленной революции, разрушения среды обитания когда-то бывшей «зелёной и приятной» Англии. В этом, по его мнению, Толкин сближается с такими авторами, как Томас Харди, Дэвид Лоуренс и Уильям Блейк.

### Война

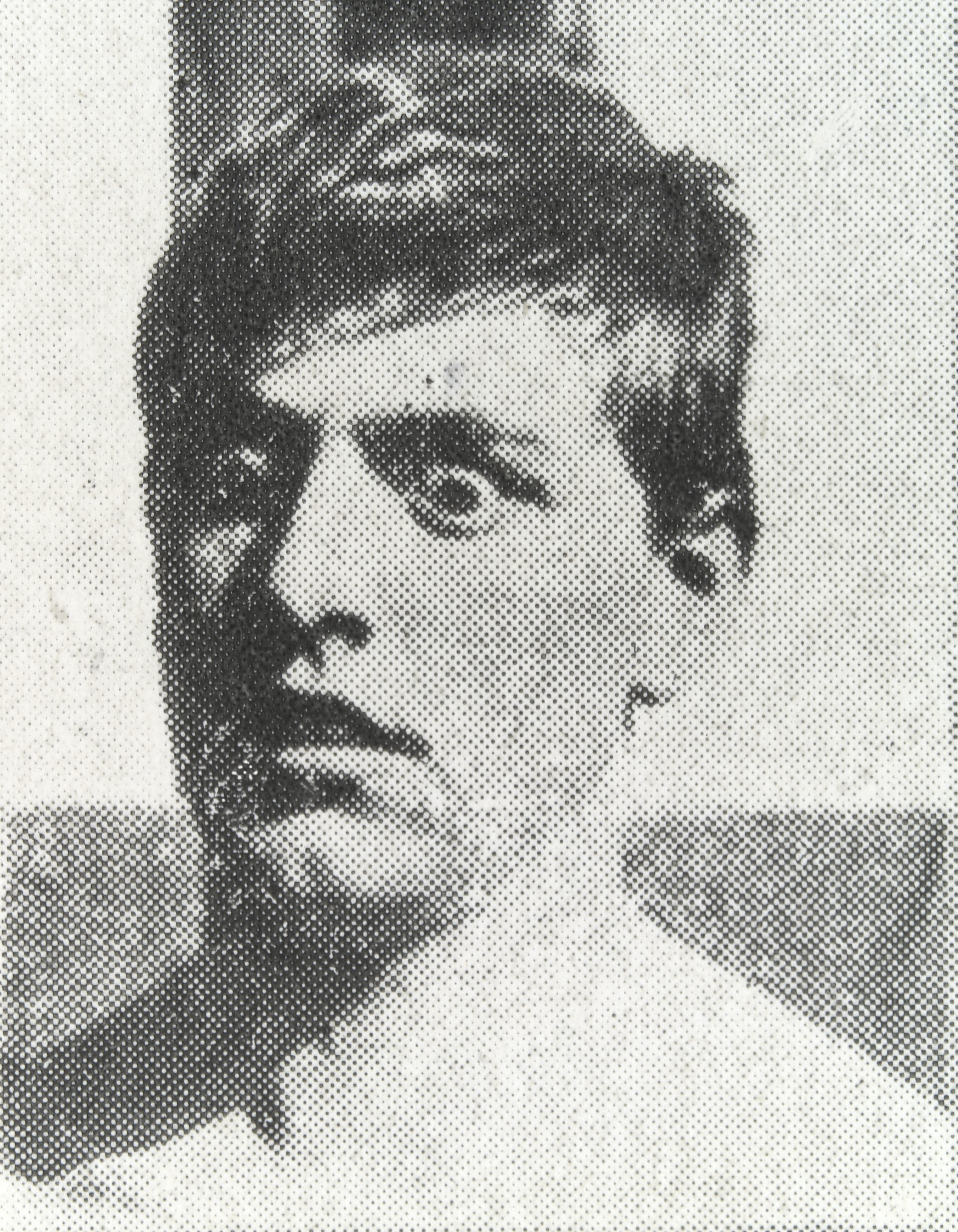
Вернувшись домой в Шир, Фродо переживает посттравматическое стрессовое расстройство. На иллюстрации — солдат, испытавший снарядный шок

В вымышленной вселенной Толкина события романа происходят во время Войны Кольца, в которой Тёмный властелин Саурон пытается подчинить своей воле свободные народы Средиземья. В романе с разной степенью детализации описаны или упоминаются военные действия войск Саурона и его союзника Сарумана против Гондора, Рохана, эльфов Лотлориэна и Лихолесья, людей и гномов Дейла и Эребора. Ввиду того, что роман был опубликован спустя примерно десять лет после окончания Второй мировой войны, некоторые критики предположили, что «Властелин колец» является аллегорическим изображением войны против Гитлера. Критики отметили в тексте произведения влияние Первой и Второй мировых войн. Сам Толкин отрицал аллегоричность романа по отношению к реальным событиям XX века. В предисловии ко второму изданию романа он написал, что предпочитает рассказывать истории, настоящие или выдуманные, которые каждый читатель сможет переосмыслить «на основании собственных мыслей и опыта». 
К. С. Льюис, участвовавший в битве при Аррасе, писал, что «Властелин колец» реалистично демонстрирует «самое качество войны», которую знало его поколение, включая «живую и яркую дружбу», задний план, состоящий из «отчаяния», и «весёлый» передний план, а также некоторые детали, включая «ниспосланные с неба» подарки вроде «тайника с табаком, „спасённого“ из руин».
Джон Гарт в книге «Толкин и Великая война» (2003) отметил, что Толкин «создал мифологию, а не окопные мемуары», и в его книгах отчётливо прослеживается влияние войны, невзирая на всю их «нешаблонность», более того — автор «живописует те грани военного опыта, о которых умолчали его современники». Толкин использовал нетипичный для «окопных» писателей «высокий слог», благодаря чему он показал не только очевидные ужасы войны, но и «упоение битвой», поэтому война во «Властелине колец» одновременно «ужасная и воодушевляющая». Хоббиты Пиппин, Мерри и Сэм не теряют присутствия духа даже самых в тяжёлых ситуациях, что отражает убеждённость Толкина в том, что «лучше притворяться мужественным, чем поддаться искреннему отчаянию» (как Денетор) или покориться врагу. В этом плане роман Толкина стал, по определению К. С. Льюиса, «отходом и от поверхностного оптимизма, и от плаксивого пессимизма».
По признанию самого Толкина, военачальник Гондора Фарамир больше всего походил на него самого (Гарт отметил, что Фарамир, как и Толкин, — офицер, а ещё любит древние хроники), а персонаж Сэма Гэмджи был «списан с английского солдата, с тех рядовых и денщиков», которых Толкин знал во время войны. По мнению Гарта, военный опыт автора ощущается в пейзажах: при описании Мёртвых болот (картина «мрачного запустения», ставшая «символом окопной жизни», а также затопленные могилы), Перекрёстка (Перепутья) в Итилиэне (развороченные и «мёртвые» верхушки деревьев), подземелий Мории, мордорского плато Горгорот. Джанет Бреннан Крофт отметила, что участие Толкина в траншейной войне могло найти отражение в разнообразных туннелях, описанных в романе, включая жилища хоббитов, пещеры Мории, туннель на Тропах мёртвых, логово Шелоб. Крис Хопкинс писал, что «изуродованные боями» территории Средиземья напоминают пейзажи Фландрии периода Первой мировой войны. Шиппи отметил, что во время битвы при Хельмовой Пади орки Сарумана применяют что-то вроде пороха, а энты в Изенгарде сталкиваются с «аналогом напалма» или (учитывая личный опыт Толкина) немецкого огнемёта Flammenwerfer.
Вернувшийся домой Фродо переживает посттравматическое стрессовое расстройство (в период Первой мировой войны нечто подобное описывали как снарядный шок). Это выразилось у него в шоке, печали, нежелании участвовать в насилии (пацифизм). Том Шиппи отметил, что неспособность жителей Шира воздать почести Фродо, которую «не без грусти» заметил Сэм, отражает «разочарование возвратившегося ветерана».
Критики отметили, что «Властелин колец» — это книга не о конкретной войне, а о влиянии, которое война (любая) оказывает на людей. Том Шиппи отметил, что если бы война против Саурона была аллегорией Второй мировой войны, а Кольцо — аллегорией на атомную бомбу, то Кольцо было бы использовано против Саурона: его бы не уничтожили, а поработили, а Мордор бы оккупировали. Настоящая аллегория была бы такой: Саурон — страны «оси», Саруман — СССР, тема «предательства» и Мордора — роль англо-американских разведчиков и немецких учёных в создании советской атомной бомбы. Однако такая аллегория, по мнению Шиппи, не имеет ничего общего с «Властелином колец».

### Чувство утраты
Роман пронизывает ощущение утраты, тоски по прошлому, «неизбежного распада». По мнению исследовательницы творчества Толкина Маджори Бернс, этот сюжет встречается в скандинавской мифологии, согласно которой сразу после сотворения мира начался процесс его разрушения: в стране огня Муспельхейм великан Сурт ожидал конца света. Бернс заметила, что эта мифология, в которой даже боги могут умереть, оставляет читателя «с ярким ощущением жизненных циклов», с осознанием того, что всему приходит конец — ведь после конца Саурона придёт конец и эльфам. Элегические мотивы неоднократно встречаются в книге в сказаниях и поэмах, например в песни Гилраэнь и в «Плаче Рохиррим».
Патрис Хэннон писала в Mythlore:
«Властелин колец» — это история утраты и тоски, сопровождаемая моментами юмора, ужаса и героических поступков, но в целом это плач по миру — пусть и вымышленному — который ушёл в прошлое, хотя мы и ловим его последний мерцающий проблеск
По мнению Хэннон, Толкин хотел показать, что всё прекрасное исчезает под натиском времени, и даже победа над злом приближает это исчезновение. В романе много элегических моментов: например, когда Бильбо покидает Бэг Энд в первой главе и автор уточняет, что его больше никогда не видели в Хоббитоне, или когда Арагорн и Фродо покидают Лотлориэн и мы узнаём, что они никогда больше туда не вернутся, или когда погребальная лодка уносит Боромира по Андуину и мы читаем: «Никогда больше не видели его в Минас Тирите, стоящим, как он привык, поутру на Белой башне». К тому моменту читатель уже знает, что Боромир мёртв, поэтому это авторское дополнение является элегическим. Даже последняя строчка последнего «Приложения», по мнению Хэннон, написана в элегическом тоне: «Их [эльфов] господство давно прошло, и обитают они теперь за пределами кругов мира и не вернутся». 

### Смерть и бессмертие
В своих письмах Толкин утверждал, что ключевой темой «Властелина колец» является смерть и человеческое желание её избежать:
…если бы меня спросили, я бы ответил, что в истории на самом деле речь идет не о Власти и Господстве, это — только двигатели сюжета; моя история — о Смерти и жажде бессмертия. А это почти то же самое, что сказать: эта история написана человеком!
В другом письме он отметил:
В книге речь идёт главным образом о Смерти, и Бессмертии; и «путях к бегству»: о циклическом долгожительстве и накоплении воспоминаний
Несмотря на то, что эта тема не находится «на поверхности», её важность в романе подчёркивали Ричард Пертилл и Питер Крайфт. Андреа Монда отметила, что тема «циклического долгожительства» и «накопления воспоминаний» в романе наиболее ярко отражены в образах эльфов, леса Лотлориэн, персонажах Древоборода и Тома Бомбадила.
Смерть и стремление её избежать — сквозной мотив творчества и размышлений писателя. Элизабет Уиттингем отметила, что отплытие Фродо и Бильбо на Тол Эрессеа даровало им не бессмертие, а лишь исцеление от полученных ран, но в итоге хоббиты, как и все смертные, умрут, что соотносилось с толкиновской идеей о смерти как о даре Эру Илуватара. Уэйн Хаммонд и Кристина Скалл заметили, что в христианстве смерть является наказанием за грехопадение, тогда как в мире Толкина это божественный дар. Анна Ванинская отметила разную природу эльфов и людей, не понимающих и завидующих «дару» или «року» друг друга; однако лишь немногие люди (прежде всего, «друзья эльфов», например, Арагорн) могли принимать смерть как дар и даже выбирать время своего естественного ухода из жизни. По мнению Рене Винк, тема избегания смерти путём бесконечного продления жизни воплотилась в образах колец власти. Ванинская отметила, что Саурон даровал назгулам вместе с их кольцами мнимое бессмертие, «смерть при жизни».
В «Приложения» к роману Толкин включил «Историю об Арагорне и Арвен», повествующую о том, как бессмертная Арвен выбирает смертный удел, чтобы сочетаться браком со смертным человеком Арагорном. Спустя сто двадцать лет Арагорн умирает, после чего Арвен направляется в увядший лес Лотлориэн, где и она умирает на зелёном холме Керин Амрот. Том Шиппи отметил, что здесь проявляется элемент эскапистской фантазии: Арагорн, проживший необычайно долгую для человека жизнь, выбирает момент своей смерти и предлагает Арвен отказаться от своего решения стать смертной и уплыть в Бессмертные земли, однако она отвергает эту возможность. Анна Ванинская заметила, что Арагорн на смертном одре ведёт себя почти «как эльф» и принимает смерть как дар, а Арвен, наконец, осознаёт всю горечь смертного удела людей и сочувствует им.

### Роль женских персонажей
Книгу часто критиковали за изображение женских персонажей, которых в романе мало, а имеющиеся, по мнению критиков, изображены стереотипно. Литературовед Кэтрин Р. Стимпсон с феминистских позиций писала, что женщины у Толкина «шаблонные» и мужчины их либо идеализируют (как Галадриэль), либо игнорируют, либо сводят их к роли домохозяйки и матери (Рози Коттон). По её мнению, в образе Шелоб Толкин выразил своё презрение к женщинам, с «ликованием» описав, как паучиха сама насадилась на кинжал Сэма «где-то в районе матки», показав, как «маленькая, но храбрая мужская фигура достаёт огромную, вонючую суку-кастраторшу».
Возражая на критику, Ральф Вуд заметил, что Галадриэль, Эовин и Арвен в романе — далеко не «гипсовые фигуры»: Галадриэль могущественна, мудра и «ужасна в своей красоте», у Эовин «исключительная храбрость и доблесть», а Арвен отказывается от бессмертия, чтобы выйти замуж за Арагорна. Кроме того, у Толкина все, независимо от пола, сталкиваются с одними и теми же искушениями, надеждами, желаниями. Кэтерин Хассер писала, что гендерные роли в Шире не жёстко распределены и даже мужчины вроде Бильбо выполняют работу по дому, включая приготовление пищи и уборку. По мнению Адама Робертса, во «Властелине колец» три главных женских персонажа — Галадриэль, Эовин и Шелоб, — олицетворяют три «неудачных» способа, при помощи которых женщина может вписаться в «мужской мир»: быть «недостижимой королевой», быть сильной, храброй и «боевой» либо воплощать «чудовищную женственность» (все самые гротескные мужские страхи относительно женщин, злобы и враждебности ко всему мужскому). Четвёртая, традиционная роль (жена, мать, целительница) тоже представлена в романе, но на периферии. Робертс предположил, что суть женственности у Толкина заключается в добровольном отказе от мужских ценностей деятельности и активности в пользу религиозно обоснованной пассивности (преодолев искушение, Галадриэль отказывается от Кольца и «остаётся собой», Эовин отказывается от роли воительницы и выбирает роль жены Фарамира и целительницы), что соответствует более общей эстетике отречения у Толкина (обретение силы через слабость).

### Стереотипные изображения рас
Некоторые критики отметили устаревшие взгляды Толкина на расы: к примеру, орки у него описаны как «смуглые», желтокожие и «узкоглазые» (в чём некоторые усмотрели демонизацию врага или «расу недочеловеков»), а гномы походят на евреев. Из-за этого писателя обвиняли в расизме и фашизме. Исследователи, выступавшие в защиту писателя, опровергали эти обвинения многочисленными заявлениями самого Толкина, а также описаниями поликультурного мира Средиземья. По мнению Димитры Фими, расовые предрассудки у Толкина действительно присутствуют, но суть «Властелина колец» определяют не они, а позитивные ценности в виде дружбы, братства, альтруизма и мужества.

## Художественные особенности

### Структура повествования

#### Квесты

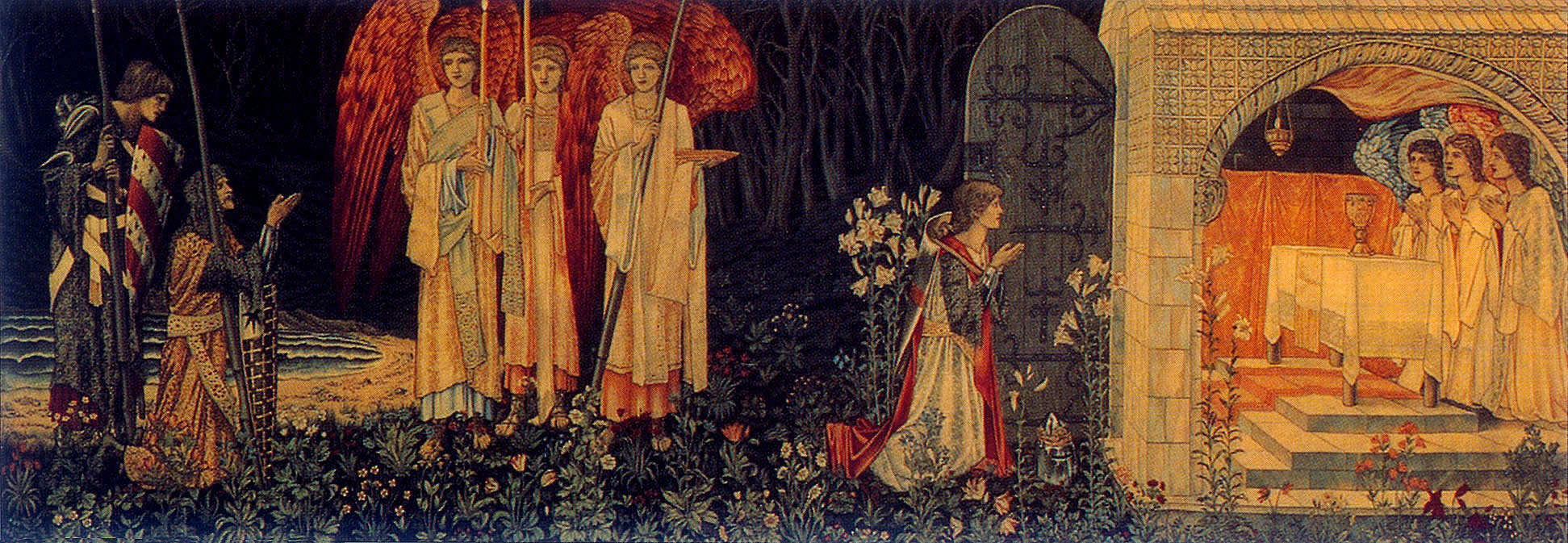
В отличие от классического квеста, как в случае с поиском Святого Грааля в артуровских легендах или сокровищ дракона в «Хоббите», Фродо отправляется в поход с целью избавить Средиземье от магического артефакта. На илл. — «Видение Святого Грааля» Уильяма Морриса, 1890 год

Формальная структура романа: сюжетные арки основного квеста с путешествием «вовне» и возвращения домой в «Очищении Шира»

Исследователь творчества Толкина Ричард К. Уэст отметил, что история «Властелина колец» по сути проста: хоббит Фродо Бэггинс отправляется в поход к Роковой горе с целью уничтожить Кольцо, созданное Тёмным властелином Саурона. По мнению Дэвида М. Миллера, поход героев является важнейшим повествовательным элементом книги, однако структура этого похода «перевёрнута с ног на голову» по сравнению с традиционной: во «Властелине колец» герой не ищет сокровище, а хочет его уничтожить. При этом с точки зрения Саурона история является классическим поиском сокровища: его Чёрные всадники заменяют традиционных странствующих рыцарей, которые ищут «святая святых», тогда как члены Братства Кольца пытаются им помешать, но сами не могут использовать Кольцо. Таким образом, получается несколько «полных перестановок» знакомых нарративов.
Помимо основного квеста Фродо, в книге присутствуют и другие, например квест Арагорна, который становится лидером Братства Кольца (после того, как Гэндальф сгинул в Мории), а затем военачальником, целителем и королём, и Сэма Гэмджи, ставшего мужем, отцом и мэром Шира.
Помимо «внешнего квеста» (поход в Мордор), в романе есть и «внутренний» — возвращение хоббитов домой и «очищение» Шира от захвативших его банд Сарумана. Бернард Хирш отметил, что глава «Очищение Шира» логично завершает «путешествие вовне» возвращением домой, которое описывается в трёх главах (с шестой по восьмую) и достигает кульминации возвращением в Шир. По мнению Николаса Бернса, с моральной точки зрения эта глава не менее важна, чем главный сюжет с уничтожением Кольца, однако в ней рассматривается не героическая мораль, а мораль повседневной жизни.

#### Нарратив первого тома
В первом томе («Братство Кольца») исследователи выделяют особенности структуры повествования, которые не встречаются в следующих томах романа. Во-первых, хоббиты, отправившиеся в путешествие, неоднократно возвращаются в «гостеприимные приюты» (англ. Homely Houses) — комфортные и безопасные места, где они могут восстановить силы. Во-вторых, Фродо неоднократно совещается и делит трапезу с «советчиками» (причём необязательно в «гостеприимном приюте»), затем продолжает опасное путешествие, после чего ему неожиданно помогают. В-третьих, в этом томе есть две главы, значительно превосходящие объёмом остальные, в которых содержатся флешбэки, важные для понимания смысла всего романа.
В публикации 2001 года Дженни Тернер отметила, что в «Братстве Кольца» приключения повторяются: так, бегство от Чёрных всадников в Шире завершается ужином у фермера Мэггота, неприятности со Старой Ивой заканчиваются горячей ванной и удобствами дома Тома Бомбадила, после чего следуют новые опасности и новый комфорт в Бри и в Ривенделле. Тернер призналась, что чтение книги представляло для неё «качели»: «страшно, снова безопасно; опять страшно, снова безопасно». Структуру чередования моментов с опасными приключениями и отдыхом в безопасных местах в 1982 году отметил Том Шиппи, по мнению которого пафос повествования «Братства Кольца» заключён не в опасностях, а «в отдыхе от опасностей», сопровождаемом песнями, с нескрываемым удовольствием описанными блюдами, ваннами, уютными домами, где хоббиты могли расслабиться, а также юмористическими диалогами. Шиппи также заметил, что «хоббичья болтовня» (цитата из письма самого Толкина) развлекала автора даже больше, чем описание похода, но по просьбе друзей он вынужден был её «безжалостно сократить».
| Критик        | Предлагаемое объяснение                                            | Писательский метод                                                                               |
| ------------- | ------------------------------------------------------------------ | ------------------------------------------------------------------------------------------------ |
| Дженни Тернер | Фрейдистское: навязчивое повторение связано с влечением к смерти   | «Страшно, снова безопасно»                                                                       |
| Том Шиппи     | Кропотливая работа по «выдумыванию» событий в поисках вдохновления | Придумывание персонажей, мест, событий; возникновение трудностей и обретение наконец вдохновения |
| Том Шиппи     | Использование ранее написанного материала                          | Развитие ранее написанных стихов и персонажей из них (Старая Ива, Том Бомбадил, Умертвия)        |
| Том Шиппи     | Забота о создании географических названий                          | Создание географических названий в Шире и других местах (например, в Бри), опираясь на филологию |
| Том Шиппи     | Причудливые развлечения                                            | Детальные описания блюд; персонажи, поющие песни; «хоббичья болтовня» и ребячество хоббитов      |

Согласно Шиппи, пять «гостеприимных приютов» Фродо чередуются с опасными местами, образуя повторяющуюся структуру первого тома. «Гостеприимные приюты» изображены в виде домов, «опасные места» — в виде перекрещенных мечей

Литератор Дэвид М. Миллер описал «Хоббита» и «Властелин колец» как истории типа «туда и обратно» с различными «отвлекающими приключениями» по пути. Он выделил девять «циклов» в «Братстве Кольца». Каждая встреча включает в себя трапезу, а циклы состоят из этапов «пиршества» и «голода». Каждая опасность является смертельной, то есть поражение в любом моменте означает крах миссии Фродо. Нежданный помощник в каждом из циклов становится советчиком в следующем цикле. Миллер отметил, что «циклы», включающие Старую Иву и Умертвий, отклоняются от нормы, так как на этих этапах Кольцо не приближается к Ривенделлу, а враждебные персонажи не проявляют никакого интереса к Кольцу. Старый лес, Старая Ива, Том Бомбадил находятся вне времени, «сохранившись ещё от Первой эпохи». Подобно путешествию Фродо, время в романе «ускоряется и замедляется с ощутимым ритмом».
Шиппи назвал наблюдения Миллера «циклами и спиралями». По его мнению, такие структуры появились отчасти из-за рабочих привычек Толкина и постоянного переписывания им текстов, напоминая волны прилива, каждая из которых «катится по пляжу немного дальше, чем предыдущая».

#### Второй и третий том: техника «переплетения»

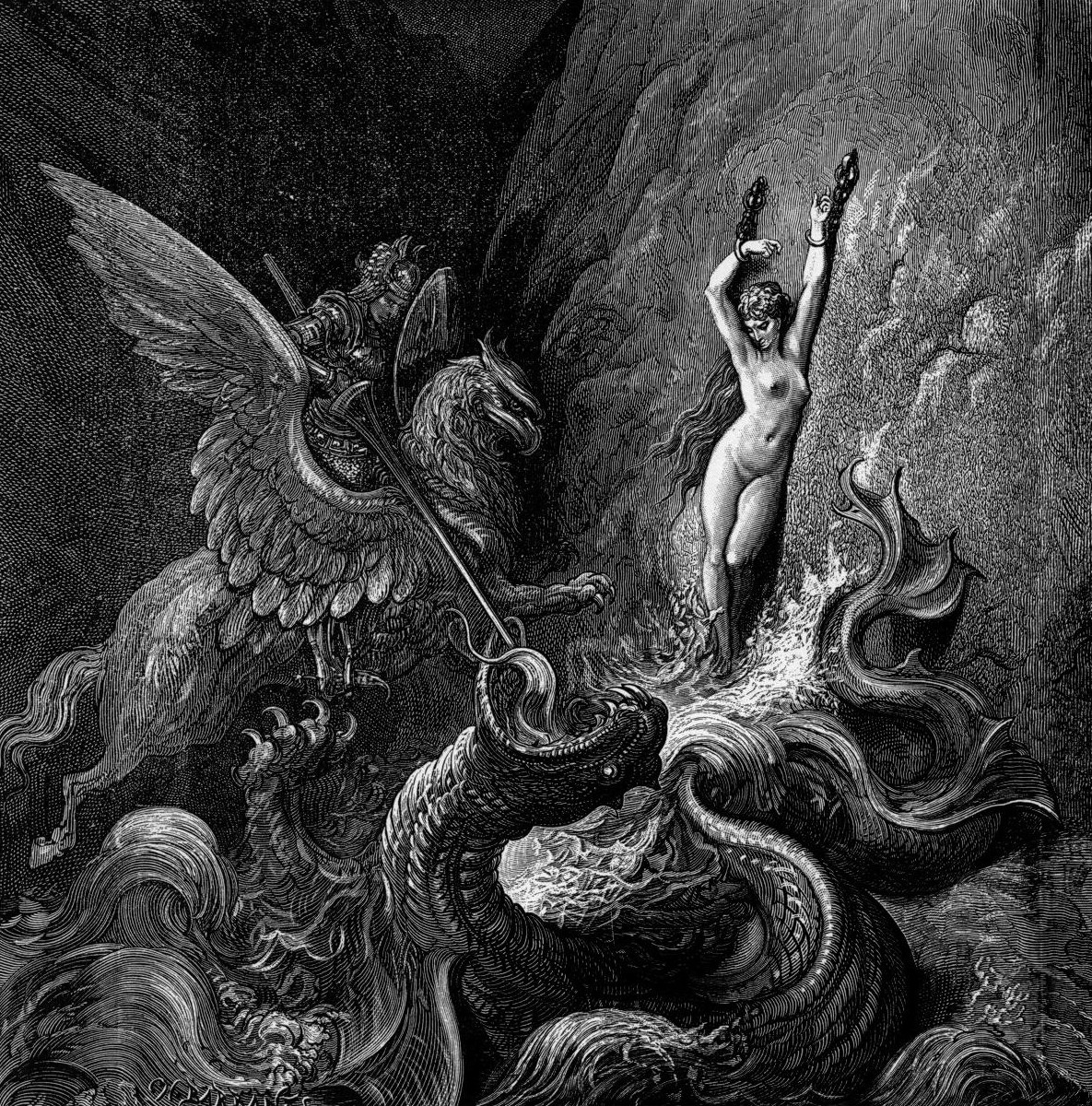
Толкин не любил французские и итальянские средневековые романы, однако использовал их технику «переплетения». На илл. Гюстава Доре к «Неистовому Орландо» — Руджьер спасает Анджелику

Во втором и третьем томах роман Толкин использовал технику нелинейного нарратива и «переплетения» повествования, которая заключается в последовательном описании событий, происходящих с одним персонажем или группой персонажей, при этом читатель не знает, что в этот момент происходит с другими персонажами. Том Шиппи отметил, что техника «переплетения» повествования (англ. interlacing, фр. entrelacement) характерна для средневековых романов, например для «Неистового Орландо» Лудовико Ариосто. У Толкина это выглядит так: после того, как Братство Кольца распалось в конце первого тома, его разные группы идут каждая своим путём. В третьей книге (первая часть «Двух крепостей») вообще ничего не сообщается о Фродо и Сэме, которые отправились в Мордор. Нелинейный нарратив позволил Толкину создать тщательно продуманную историю, показанную с точки зрения разных персонажей, которые зачастую дезориентированы и находятся в замешательстве. Узнавая историю определённой группы персонажей, читатель не знает, что происходит в этот момент с другими героями, живы они или нет. При этом Толкин оставил для читателя «повествовательные ориентиры», к примеру брошь, которую схваченный орками Пиппин бросает на землю, а потом её находит Арагорн. Также нелинейность повествования позволила Толкину создать эффекты саспенса и «клиффхэнгера», например в истории с внезапным появлением Гэндальфа, энтов и хуорнов в Битве при Хельмовой Пади.
Ричард Уэст отметил в романе некоторую «извилистость сюжета», при которой многие события происходят буднично, как в реальной жизни. К примеру, случайная, казалось бы, встреча Мерри и Пиппина с энтами приводит к тому, что энты атакуют Сарумана, врага королевства Рохан. Благодаря этому Рохан может прийти на помощь Гондору в войне с Сауроном. При этом хоббиты никогда бы не встретили энтов, если бы орки Сарумана не взяли их в плен и если бы всадники Эомера затем не разбили бы орков. Уэст заметил, что у каждого персонажа или группы персонажей есть своя мотивация, но все истории связаны между собой, что создаёт чувство «переплетения» и взаимосвязи.
Скрытые взаимосвязи и «переплетения» можно заметить лишь ретроспективно, когда читатель осознаёт, что некоторые события произошли в одно и то же время. Также этот приём позволяет показать неслучайность происходящих событий, «удачу», которая может быть как житейской и обыденной, так и чем-то мистическим и сверхъестественным. Эта «удача», по Толкину, проявляется в ходе «постоянного взаимодействия Промысла и свободной воли» с множеством переплетённых между собой факторов.

### Персонажи: противопоставления и архетипы

Юнгианские архетипы героев «Властелина колец» с точки зрения Патрика Гранта

Исследователи отметили наличие параллелей между рядом персонажей романа, которые подчёркивают их моральные различия. Обычно формат литературы в жанре фэнтези не предполагает психологической глубины в описании персонажей, вместо этого предлагая «двойников» или антиподов некоторых героев, или, в психоаналитической интерпретации, разные юнгианские архетипы. Так, персонажи троицы «Фродо — Сэм — Голлум» объединены Кольцом, дружбой либо узами преданности или клятвы, что позволило автору показать светлую и тёмную стороны личности Фродо. Кроме того, подчёркнуто «негероический» Фродо противопоставляется героическому Арагорну. Наместник Гондора Денетор противопоставлен как Арагорну, так и Теодену. В своём путешествии хоббиты встречают эльфийскую королеву Галадриэль, олицетворяющую свет и красоту, а затем — гигантскую паучиху Шелоб, воплощающую мерзость и тьму. Том Шиппи нашёл параллели между Теоденом и Денетором, а Джейн Чанс отметила, что даже имена этих двух правителей практически являются анаграммами.
Патрик Грант рассмотрел эти пары или тройки персонажей с точки зрения архетипов, предложенных Карлом Густавом Юнгом. В его интерпретации герой «Властелина колец» проявляется как в благородной и могущественной форме Арагорна, так и в изначально детско-наивной форме Фродо, который в ходе своего путешествия проходит процесс индивидуации. Им противостоят назгулы. Анима Фродо — эльфийская королева Галадриэль, противоположностью которой является злая паучиха Шелоб. Архетип мудрого старца очевидно воплощает Гэндальф, его противоположностью является Саруман. Тень Фродо — Голлум. Идеальный партнёр Арагорна — Арвен, отрицательный анимус — Эовин (до того момента, пока она не встретила Фарамира).

### Природная эстетика и пейзажная мораль
Толкин в своём романе (особенно в первом томе) уделяет большое внимание описаниям природы, создавая эстетический эффект удовольствия от созерцания «живописных картин» разных территорий Средиземья (Шира, Старого леса, Ривенделла, Лотлориэна). Эта описательная эстетика, по мнению Брайана Роузбери, является одной из ключевых характеристик романа.
Толкиновские пейзажи иногда отражают атмосферу происходящих событий: гнетущая тьма, идущая с востока, освежающий ветер, дующий со стороны моря, туман в Могильниках, кустарники с длинными шипами в Мордоре. Шиппи пишет о «пейзажной морали»: к примеру, возвышенное описание Лотлорэина противопоставлено зловещему облику Мёртвых болот или Мордора. По мнению Шиппи, Толкин близко подошёл к тому, что критик Джон Раскин назвал антропоморфизмом (англ. pathetic fallacy) — идее о том, что природные явления могут выражать человеческие эмоции и поведение.

### Ощущение «глубины»

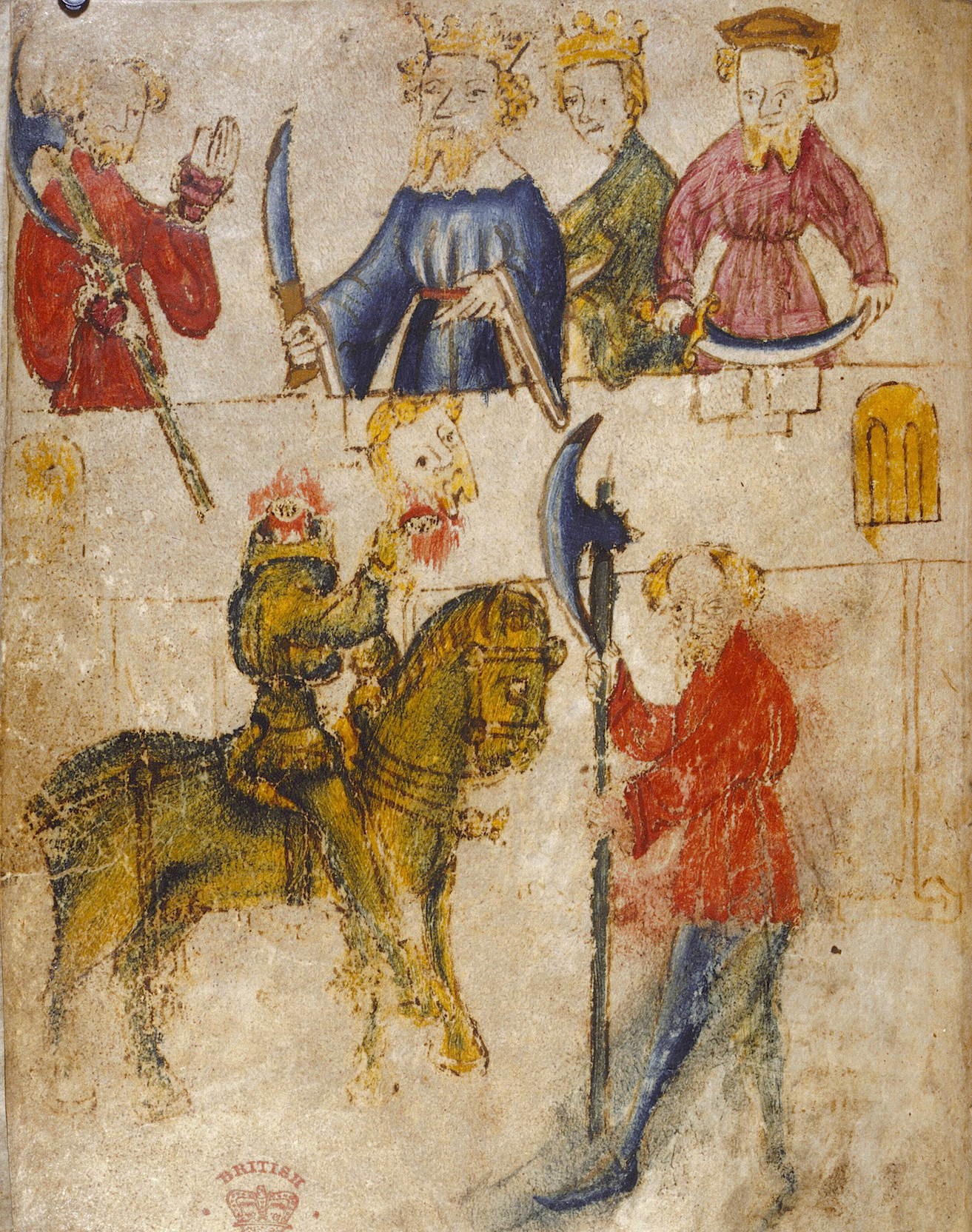
Толкин восхищался «ощущением глубины», возникающим при прочтении поэмы «Сэр Гавейн и Зелёный Рыцарь»

Толкин стремился создать для читателя романа эффект «глубины» — ощущение наличия у описываемых событий и даже пейзажей «глубинных корней в прошлом», «иллюзия исторической истинности и перспективы». Сам автор предположил, что привлекательность его романа отчасти заключается в намёках и отсылках на скрытую на заднем плане более обширную историю: «подобная притягательность сродни тому чувству, что испытываешь, видя вдали остров, на котором никогда не бывал, или башни далекого города, мерцающие в пронизанной солнцем дымке».
«Эффект глубины» достигается при помощи нескольких факторов: эпического масштаба повествования, большого количества второстепенных деталей, упоминаний о событиях древней истории (в том числе в песнях и стихах) и написания разных текстов в отличных стилях. Схожими эффектами обладали средневековые тексты, например «Беовульф» и «Сэр Гавейн и Зелёный Рыцарь», которые изучал и переводил Толкин. В дальнейшем авторы литературы в жанре фэнтези вроде Урсулы Ле Гуин и Джоан Роулинг последовали примеру Толкина, применяя такую же технику.
Том Шиппи отметил, что именно «глубина» отличает книги Толкина от его «многочисленных эпигонов» в жанре фэнтези, так как за видимым текстом находится «связный, последовательный, глубоко захватывающий мир».

### Стилевые особенности
Во «Властелине колец» представлены разнообразные художественные стили. Толкин использовал различные языковые стили для разных народов: хоббиты говорят на простом и современном английском, а гномы, эльфы и люди Рохана используют в своей речи архаизмы. 
Критики отмечают нестандартность речи ряда персонажей. Так, Сэм Гэмджи использует много разговорных выражений, а в речах Арагорна встречается высокопарная и старомодная лексика и архаичная грамматика. Саруман использует широкий репертуар стилей: «разговорный, дипломатический, устрашающий, оскорбительный». Так же разнообразны и речи странствующего мага Гэндальфа, которые адаптируются к ситуации и собеседнику: он может вести непринуждённые беседы, используя юмор и иронию, а может перейти на возвышенный стиль.
По мнению Брайана Роузбери, автору особенно удался идиолект Голлума, основанный на детской речи и включающий в себя подобострастие, льстивость, мольбы, навязчивое повторение, неразвитый синтаксис и путаницу в категориях лица (последнее позволяет заподозрить у героя психическое заболевание); речи Голлума свойственны шипение и булькание. По словам Роузбери, «моральное уродство» делает Голлума похожим на «состарившегося ребёнка», который ничуть не изменился и сохранил в гипертрофированном виде все непривлекательные детские качества — эгоизм, жестокость и неизбывную жалость к себе.
Примитивная речь орков иногда трактовалась как указание на «рабочий класс». Роузбери, полемизируя с такой оценкой, писал, что речь орков призвана отражать «закрытую милитаристскую культуру ненависти и жестокости». Толкин использовал ряд моделей — в тексте есть как минимум три типа диалогов для орков разных званий и кланов. Так, «сравнительно неглупый» Гришнак говорит «как злодей из мелодрамы или задира из средней школы», тогда как речь Горбага ближе всего по стилю к отчётам солдатов или чиновников XX века.

Недремлющее око, метонимия для Тёмного властелина Саурона

По мнению Верлин Флигер, писательская техника Толкина предполагала придание «буквальности тому, что в нашем мире называлось бы метафорой». Лингвист Йоанна Подгородецка отметила, что Толкин использовал разнообразные метафоры и метонимии для описания Саурона и сил зла, например «Недремлющее око» (англ. Lidless Eye) и «Чёрная рука» (англ. Black Hand). Брайан Роузбери отметил, что Толкин обычно использовал метафоры света и белого цвета для сил добра, а тьмы и чёрного цвета — для зла, но не всегда. К примеру, символ белой руки был отличительным знаком отрицательного персонажа Сарумана Белого, а штандарт Арагорна был чёрного цвета.
Стиль Толкина вызывал и негативные оценки, например со стороны литературных критиков из США Эдмунда Уилсона и Гарольда Блума. Кэтрин Р. Стимпсон критиковала стиль Толкина как «излишне сложный» и обвинила писателя в том, что он не только избегает обычной речи, но и искажает синтаксис. По её мнению, типично толкиновское предложение примерно такое: To an eyot he came («К островку он пришёл»; хотя eyot — редкое слово, обозначающее небольшой остров, общеупотребимое слово — island). Брайан Роузбери не согласился с её критикой, приведя в пример все случаи использования Толкином слова eyot и обосновав их уместность, и заметил, что в синтаксисе Толкина не было ничего необычного для писателя XX века: «Это мог бы написать и Эрнест Хемингуэй». Роузбери проанализировал отрывок из третьего тома, в котором Толкин описывал, как Мерри помог Эовин убить Короля-чародея. Текст начинается стандартно, затем переходит на «высокий стиль», что подчёркивает эпичность и мифологичность описываемых событий. Аллан Тернер проанализировал другой отрывок из битвы на Пеленнорских полях, в котором Эомер видит прибытие флота корсаров Умбара, что сначала кажется катастрофой, но превращается в эвкатастрофу, так как на захваченных кораблях плывут не враги, а союзники — Арагорн и люди южного Гондора. В том отрывке Толкин переходит на паратаксический стиль, используя союз «и» в «новозаветном стиле»:

И тут его охватили удивление и великая радость: он подбросил меч, сверкнувший в лучах солнца, и запел, поймав его. И все посмотрели туда же, куда и он, и о чудо! на головном корабле развернулось большое знамя, и, когда судно повернуло к Харлонду, ветер расправил его. На том знамени цвело Белое Дерево, знак Гондора, но над Деревом сияли Семь Звёзд под высоким венцом — знаки Элендиля, которых уже много лет не носил ни один повелитель. Звезды пламенели в лучах солнца, ибо их вышила самоцветами Арвен, дочь Эльронда, а венец ярко сверкал: он был сделан из митриля и золота.Оригинальный текст (англ.)And then wonder took him, and a great joy; and he cast his sword up in the sunlight and sang as he caught it. And all eyes followed his gaze, and behold! upon the foremost ship a great standard broke, and the wind displayed it as she turned towards the Harlond. There flowered a White Tree, and that was for Gondor; but Seven Stars were about it, and a high crown above it, the signs of Elendil that no lord had borne for years beyond count. And the stars flamed in the sunlight, for they were wrought of gems by Arwen daughter of Elrond; and the crown was bright in the morning, for it was wrought of mithril and gold.
Тернер отметил, что в данном отрывке стиль становится возвышенным из-за библейских ассоциаций, хотя Толкин использует не так много архаичных слов. Томас Кулльманн и Дирк Зипманн, которые проанализировали текст романа при помощи методов корпусной лингвистики, пришли к похожим выводам: Толкин часто использует не архаичные, а просто редкие для современного английского слова, благодаря чему возникает ощущение, что текст немного «средневековый» и необычный.
Стив Уокер отметил, что Толкин изредка использовал как выдуманные им самим неологизмы типа eleventy-first (дословно: «одиннадцатипервый», в значении «стоодиннадцатый») и beautifuller («более красивый», в корректной форме — more beautiful), так и архаизмы. Он подчеркнул, что настоящие архаизмы Толкин использовал редко и в малом количестве, назвав в их числе alas («увы»), thou («ты») и whither («куда»). При этом стиль «Властелина колец» кажется ностальгическим и даже архаичным. Наиболее показателен «воодушевляющий, аллитерационно величественный и строгий» стиль, используемый всадниками Рохана, с его древнеанглийскими синтаксическими моделями.

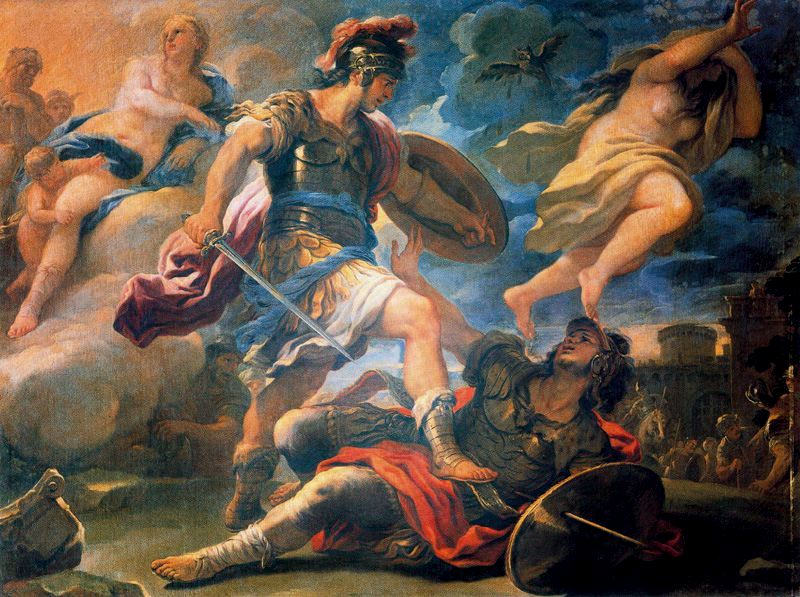
Сцену у Роковой расщелины сравнили с «морально неоднозначным» убийством Турна Энеем в «Энеиде»

По мнению Стива Уокера, для прозы Толкина характерна намеренная двусмысленность в языке, в описаниях персонажей, а также в обыденных и вместе с тем «почти пантеистически оживлённых» описаниях природы. Неоднозначность прослеживается даже в заголовках (к примеру, в названии второго тома могли иметься в виду две из нижеперечисленных «крепостей» — Изенгард, Барад-дур, Минас Тирит, Кирит Унгол, Минас Моргул или Ортанк).
В книге встречаются каламбуры, например Mordor звучит похоже на murder («убийство»), название Orthanc переводится сразу с двух языков: синдарина («Клык-гора») и с языка рохиррик («хитрый ум», такое же значение у слова в древнеанглийском). Приближаясь к Роковой расщелине (или «Трещинам рока», англ. Cracks of Doom), Фродо говорит «надтреснутым шёпотом» (англ. a cracked whisper). Старая Ива, злое дерево в Старом лесу, называется то «Стариком Ивой» (англ. Old Man Willow), то «старым человеком-ивой» (англ. old Willow-man), при этом намекается, что оно может быть как похожим на дерево человеком, так и деревом с человеческими чертами.

### Встроенные истории
В роман включено, по разным подсчётам, от 45 до 50 историй, рассказанных 23 разными персонажами. С первых страниц романа читатель видит мир с точки зрения хоббитов, в обыденной жизни которых нет ничего необычного: они воспринимают путешествующих через Шир гномов как «диковинных» существ из сказок. Целая глава второй книги («Совет Эльронда») состоит из историй, которые одни персонажи рассказывают другим. Встроенные истории включают в себя рассказы о недавних событиях, повествования о происшествиях, случившихся до того, как Фродо отправился в путешествие, а также сказания о событиях древних дней. Примерно половину текста «Властелина колец» составляют диалоги, стихотворения и истории, рассказанные персонажами. Томас Кулльманн и Дирк Зипманн отметили, что подобное соотношение характерно для эпоса Гомера и Вергилия, а не для современных романов, в которых диалоги обычно составляют до четверти текста. Другая половина романа — это нарратив, обычно представленный с точки зрения какого-то персонажа, причём в 85 % случаев — с точки зрения одного из хоббитов. Довольно редкие вставки от лица «всеведущего повествователя» обычно представляют собой географические описания и напоминают путеводитель (например, описание Бри). Эти вставки не развивают сюжет, однако благодаря им Средиземье воспринимается читателем и объективно реальным, и субъективно переживаемым. Другие вставки от лица «всеведущего повествователя» написаны в эпическом стиле (архаичные фразы, паратаксис с использованием союзов «и», образность, перифраз), подчёркивая героику происходящего.
Многие персонажи романа не просто рассказывают друг другу истории, а напрямую говорят об их создании и осознают, что сами являются частью какой-то истории. Фродо и Сэм на перевале Кирит Унгол обсуждают вопрос о том, что о них напишут книгу; их разговор напоминает теоретическую дискуссию о повествовании, превращаясь в метакомментарий о самом романе. Сэм замечает, что фиал Галадриэли содержит в себе свет Сильмарилей, а значит, он и Фродо находятся внутри той же истории, что и герои древних легенд вроде Берена и Лутиэн. Он задаётся вопросом, заканчиваются ли такие сказания, на что Фродо отвечает, что они никогда не кончаются, меняются лишь их герои. Мэри Боуман отметила, что этот диалог отражает мысли самого Толкина, всю свою жизнь занимавшегося изучением, редактированием и созданием нарративов: вывод героев совпадает с заключением писателя в эссе «О волшебных сказках» о том, что у волшебных сказок нет конца. Так «Властелин колец» становится размышлением о природе историй.

### Обрамление псевдопереводом
Толкин использовал литературный приём обрамления, представляя «Властелин колец» не как плод своего воображения, а как перевод на английский язык древнего документа, «Алой книги Западных пределов», составленного хоббитами Бильбо, Фродо и Сэмом. Эта книга напоминает реально существовавшую «Красную книгу из Хергеста», в которой содержался цикл повестей и поэтических произведений на валлийском языке. Детали обрамления истории «Властелина колец» можно найти в прологе, «Заметках о записях Шира» и в приложениях, в особенности в приложении F. Согласно Толкину, именно «Алая книга» стала источником для написания «Хоббита», «Властелина колец», «Сильмариллиона» и «Приключений Тома Бомбадила».
Убедительности этой концепции придают пролог и приложения с историческими справками, хронологическими таблицами, генеалогическими древами, календарями, алфавитами и картами, создающими впечатление, что Толкин действительно был лишь редактором и переводчиком обнаруженных им древних историй. В помощь переводчикам романа Толкин составил «Гид по именам», а также специальный раздел в приложениях к роману, где рассказал о своей концепции передачи имён и названий и оставил рекомендации по переводу на другие языки.

### Поэзия
Во «Властелин колец» более 60 стихотворений и песен, что нетипично для романов XX века. Поэзия в романе разных жанров: это стихи о путешествиях, военные марши, застольные песни, песни о купании, о древних временах и героях, загадки, пророчества, магические заклинания, хвалебные песни и плачи (элегии). Некоторые из них, включая загадки, заклинания, элегии и поэмы о героических событиях, встречаются в древнеанглийской поэзии, которой интересовался Толкин. Филологи отмечают, что поэзия в художественном произведении эстетически и тематически дополняет его тем, что нельзя передать одной только прозой, а также помогает лучше раскрыть персонажей и их опыт. Поэзия во «Властелине колец» удостоилась разных оценок, от критических до хвалебных. С технической точки зрения Толкин использовал разные стихотворные размеры, например, речи Тома Бомбадила написаны спондеем, амфибрахием и амфимакром.
Критики также отмечали, что даже некоторые прозаические отрывки романа приближаются по качеству и сути к поэзии. К примеру, плач Древоборода по пропавшим жёнам энтов, по мнению Стива Уокера, в своей «ритмической чувствительности, концептуальной целостности и лирической интенсивности своей элегической чувственности» однозначно является поэзией, хотя и не в стихотворной форме.

### Карты и иллюстрации

Каллиграфическая надпись на Кольце стала одной из немногих иллюстраций Толкина, попавших в первое издание

Во время работы над романом Толкин активно использовал нарисованные им самим карты Средиземья, уделяя большое внимание взаимосвязи элементов сюжета в пространстве и времени (в частности, выверял расстояния, пройденные пешком и верхом, учитывал фазы Луны). Для издания романа он подготовил разнообразные карты, каллиграфию, рисунки, дизайн обложек, даже факсимиле книги Мазарбул. Однако в первое издание романа попали только карты, надпись на Кольце (на тенгваре) и рисунок Врат Дурина.
Некоторые издания романа в твёрдом переплёте содержали иллюстрации Толкина на обложке (в частности, первые издания трёх томов, изданных по отдельности). Иллюстрации Барбары Ремингтон, размещённые на обложках изданий Ballantine Books, приобрели культовый статус в США в 1960-е годы, в особенности в студенческих кампусах.

## Литературная критика
«Властелин колец» получал полярные оценки: от восторженных до резко негативных. В первые десятилетия после выхода романа рецензии на него писали профессиональные литературные критики, литераторы, поэты. Впоследствии появилось отдельное направление исследований — толкиноведение (толкинистика) — специализирующееся на детальном анализе затронутых в произведениях Толкина тем, реминисценций, литературных приёмов, языков.

### Позитивные оценки
Поэт Уистен Хью Оден назвал «Властелин колец» «шедевром», в чём-то превосходящим «Потерянный рай» Джона Мильтона. Издатель Майкл Стрейт характеризовал роман как «одно из немногих гениальных произведений в современной литературе». Писатель и друг Толкина Клайв Стейплз Льюис написал восторженный отзыв на его книгу, отметив богатый сюжет, а также сложных персонажей: у некоторых «хороших» героев есть тёмная сторона, равно как и «добрые побуждения» у злодеев. Писательница Айрис Мердок призналась, что она «совершенно восхищена, увлечена и поглощена» «Властелином колец». Писатель и поэт Ричард Хьюз отметил, что в английской литературе не выходило ничего подобного роману Толкина со времён «Королевы фей» Эдмунда Спенсера (конец XVI века). По мнению Хьюза, роман не знает себе равных «по широте воображения» и написан с высоким повествовательным мастерством, правдоподобно и увлекательно. Позитивные отзывы о книге высказали филолог-классик Дуглас Паркер, писательца Наоми Митчисон, критик Уильям Роберт Ирвин, литературовед Джордж Х. Томсон, писатель-фантаст Лайон Спрэг Де Камп, писательница Урсула ле Гуин.

### Неприятие со стороны мейнстрима
Профессиональные критики, за редкими исключениями, негативно оценивали роман. Неприятие сохранялось на начало XXI века.
В 1956 году вышла статья литературного критика Эдмунда Уилсона «О-о, эти кошмарные орки!», в которой Уилсон назвал роман «инфантильным мусором» и заметил: «Доктору Толкину недостаёт повествовательных навыков, и у него нет литературного инстинкта». Поэт Эдвин Мюир, посчитав героев схематичными и недостаточно зрелыми, так высказался о романе: «Все персонажи — мальчишки, вырядившиеся в одежды взрослых героев … эти до половой зрелости никогда не дорастут … Едва ли кто-то из них разбирается в женщинах». Филип Тойнби заявил, что «фантазии профессора Толкина о хоббитах … скучные, плохо написанные, причудливые и ребяческие… [уже] преданы милосердному забвению». Позднее негативно отзывались о романе Толкина литературные критики Колин Мэнлав, Кристин Брук-Роуз и Гарольд Блум.
В начале XXI века Джудит Шулевиц в статье для The New York Times раскритиковала «напыщенность» и «помпезность» романа, который предназначен для взрослых, но из-за этих качеств может восприниматься только в детском возрасте. Дженни Тернер в статье для London Review of Books заявила, что Толкин своими книгами создал замкнутое самореферентное пространство, «зацикленное на собственной ностальгии», — «Властелин колец» привлекает тех, кому оккультное, легко доступное знание даёт чувство защищённости, возможность спрятаться от окружающей реальности в «маленькой уютной вселенной».
Историк и литературный критик Ричард Дженкинс в статье для The New Republic подверг критике «идиллические» описания Шира, эмоциональную скудность созданного мира, полное отсутствие секса и религии, недостаток психологической глубины и развития героев, а также «напыщенный» стиль повествования.
Эндрю Хиггинс в своём обзоре на книгу A Companion to J. R. R. Tolkien (2014) заявил, что «после многих лет вежливого (и не очень) пренебрежения и игнорирования со стороны „академического“ истеблишмента и „культурной интеллигенции“ Толкин вошел в „академический пантеон“ Blackwell's».

### Полемика
По оценке Шиппи, фигура Толкина заняла значимое место в так называемых «культурных войнах». Полярные оценки «Властелина колец» обусловлены мировоззренческими и идеологическими разногласиями, специфическим авторским стилем, местами сентиментальным, а также жанровой неопределённостью книги. По оценке Патрика Карри, Толкин был далёк от мейнстримной культурной и интеллектуальной жизни и даже был «враждебен» ей. Полемика структурировалась между двумя полюсами: неприятием романа со стороны профессиональных литературных критиков и огромной популярностью писателя(которую последние не могли объяснить).
Некоторые критики находили в книге расизм, колониализм, империализм и реакционный сексизм. По их мнению, в романе отдаётся предпочтение монархизму и «божественному праву аристократии» перед демократией, аграризму перед городами, стазису перед прогрессом и модернизацией, фантазиям о добре и зле перед культурным релятивизмом, а также традиционализму (иногда граничащему с религиозным фундаментализмом) перед материализмом. Фредрик Джеймисон считал Толкина сторонником системы «реакционной ностальгии по христианству и средневековому миру». Майкл Муркок в своём эссе «Эпический Пух» сравнил «Властелин колец» с «Винни-Пухом» и заявил, что это «колыбельная», «призванная успокаивать и утешать». Помимо эскапизма, Муркок обвинил Толкина в ультраконсерватизме, антиурбанизме и антитехнологичности. Писатель-фантаст Дэвид Брин, признавая заслуги Толкина в жанре «создания мира», негативно оценил представленную в романе ностальгию по традиционной социальной иерархии и недоверие (в духе романтизма) к идеям Просвещения и прогресса. Филип Пулман заявил, что роман «банальный» и «Толкин не стоит того, чтобы с ним спорить». Карри, возражая на обвинение в эскапизме, писал, что побег в случае «Властелина колец» не является эскапизмом, а иногда можно говорить и об активизме — последнее подтверждается влиянием романа на разнообразные политические и экологические движения.
Карри отметил, что атаки на Толкина начались сразу после выхода «Властелина колец» и усилились после того, как роман приобрёл популярность (1965 год), возобновившись с новой силой после читательских опросов Waterstones и BBC Radio 4 в 1996—1998 годах, а затем и после выхода кинотрилогии Питера Джексона (2001—2003). Карри предположил, что атаки критиков на Толкина вызваны системной предвзятостью; согласно Шиппи — интеллектуальным «снобизмом, элитизмом и профессиональной завистью». Шиппи заметил, что неприятию критиками романа способствовали их левые убеждения и религиозный подтекст романа, а также популярность «Властелина колец» среди читателей, что поставило под сомнение сам авторитет «арбитров вкуса» (литературных критиков). В свою очередь Дженни Тернер, полемизируя с Шиппи, считала его оценку упрощённой и поверхностной, поскольку игнорирование Толкина шире мнения одной социальной группы. По мнению Тернер, защита Толкина от снобизма литературных критиков осуществляется с помощью филологических исследований, в рамках которых анализируются первоисточники Толкина. Такие изыскания, по мнению критика, до некоторой степени «безумны» и в целом бесполезны. Дженкинс допускал возможность снобизма, но полагал, что критики реагировали не столько на саму книгу, сколько на чрезмерные претензии по поводу неё.
Карри цитировал признание журналиста газеты «Гардиан»: «из всех средств профессионального самоубийства, доступных литератору, выражение симпатии к Толкину является одним из самых эффективных». Тем не менее у писателя много поклонников левых взглядов; Толкина в свои работах цитировали такие авторы, как Чайна Мьевиль, Хунот Диас, Майкл Шейбон, Энтони Лейн, Лора Миллер и Эндрю О’Хехир. Чайна Мьевиль, критикуя политические взгляды Толкина, похвалил созданный писателем мир, отметив, как творчески Толкин использовал элементы скандинавской мифологии и трагедии, и разделил с писателем его антипатию к аллегории. По оценке литературоведа Джерри Канавана, левых привлекают герои из рабочего класса (образ Сэма); этика «бескорыстия и самопожертвования»; идеи солидарности и коллективного действия, гражданского неповиновения и активизма (изгнание Сарумана из Шира); категорическое неприятие автором тирании и жажды власти; экологизм и антивоенный пафос. В то же время, по мнению Канавана, пацифизм в книге ограничен, а авторский инвайронментализм глубоко трагичен; история понимается как «трагическое, нескончаемое грехопадение».

### Толкин и современность
Исследователи отмечали различие между «антимодернистской» направленностью романа (что соответствовало взглядам писателя) и его актуальностью. Шиппи считал, что «Властелин колец» стал ответом на кризис западной цивилизации, который включал две мировые войны и не закончился после них. Критик сравнил роман с произведениями Уильяма Голдинга «Повелитель мух» (1954) и «Наследники» (1955), Теренса Уайта «Король былого и грядущего» (1958) и Джорджа Оруэлла «Скотный двор» (1945) и «1984» (1949). По его мнению, все эти авторы открыто писали о проблемах XX века, о власти и изменившейся природе зла. По мнению Шиппи, хоббиты во «Властелине колец» выступают как промежуточное звено между современным миром и архаической героикой. Тернер, отмечая антимодернизм романа, обратила внимание на стандартный набор 1920-х и 1930-х годов: страх масс, уход в архаику, смешение вопросов расы и филогенеза Брайан Роузбери указывал на сложную, во многом антагонистическую связь Толкина с литературным модернизмом: «Властелин колец» в конечном счёте не модернистская книга, поскольку в ней нет иронии, несмотря на некоторые черты модернизма: творческая переработка мифов, обращение к литературным предшественникам, влияние религиозных представлений. С точки зрения Карри и некоторых других, Толкин возвращает современному читателю волшебство, ощущение таинственности и одухотворённости природы, «ценности общины… и духовности». Высказывалась точка зрения, что Толкина с XX веком связывает его новаторство, создание «героического фэнтезийного романа», а попытки Шиппи и Роузбери доказать современность Толкина не слишком плодотворны, поскольку сближают их с оппонентами — мейнстримными критиками. По оценке Брайана Аттебери, Толкин принадлежал к тем писателям первой половины XX века, которые сумели преобразовать элементы «народной и литературной традиций в единую форму повествования», соединить мотивы и сюжеты мифологических текстов (античных и средневековых) с разработанными романистами XVIII—XIX веков приемами для передачи внутреннего мира героя.
Критики марксистского толка видели в романе завуалированный политический и геополитический подтекст: диктатуры Саурона и Сарумана они рассматривали как карикатуры на тоталитарный коммунистический Восток (СССР), противостоящий демократическому Западу. В частности, Э. П. Томпсон связывал с влиянием романа представления американских «ястребов» времён обострения «холодной войны» в начале 1980-х годов. В образе Шира, захваченного бандами Сарумана («Очищение Шира»), видели сатиру на социализм, фашизм, а также политику лейбористского правительства Эттли в послевоенной Великобритании. Высказывался тезис о романе как эскапистском «политическом фэнтези» для среднего класса; в 1980-е годы Толкина иногда даже называли фашистом. 

### Толкинистика
В начале 1980-х годов начали появляться работы в области толкиноведения (толкинистики), в которых детально анализируются затронутые в произведениях Толкина темы, реминисценции, литературные приёмы, вымышленные языки. Толкинистика представлена как академическими авторами, так и «фанатами». В числе исследователей выделяются Джаред Лобделл, Том Шиппи, Джон Гарт, Патрик Карри, Майкл Драут, Джейн Чанс, Брайан Роузбери, Верлин Флигер, Ник Грум, Уэйн Хаммонд и Кристина Скалл.
Филолог Том Шиппи в своих книгах «Дорога в Средиземье» и «Толкин: Автор века» развёрнуто ответил на многие претензии критиков, а также детально разобрал источники вдохновения Толкина и поднятые в романе «Властелин колец» темы. Верлин Флигер отметила в своей книге «Расщеплённый свет», что в академическом сообществе до Толкина «волшебные сказки» не рассматривались всерьёз, так как они считались «недостойными внимания». Брайан Роузбери в книге «Толкин: Культурный феномен» подробно разобрал литературный стиль Толкина, отметив, что акцент большей части романа, особенно первой книги, в значительной степени описательный, а не сюжетный, благодаря чему читатель погружается в мир Средиземья. На фоне этой зачастую «медлительной» описательности есть объединяющая сюжетная линия — стремление уничтожить Кольцо. Но фокус романа, по мнению Роузбери, сконцентрирован не на сюжете, а на детально проработанном мире Средиземья, что и сделало «Властелин колец» культурным феноменом.

## Адаптации
Существует множество адаптаций «Властелина колец» в виде театральных и радиопостановок, анимационных и полнометражных фильмов и видеоигр.

### Радиопостановки
Существуют четыре радиопостановки романа. Первую из них выпустила британская компания Би-би-си в 1955 году, она состояла из 13 частей. В 1960-е годы нью-йоркская радиостанция WBAI выпустила радиопостановку отрывка из книги, эти постановки стали ежегодными. В 1979 году компания National Public Radio выпустила радиосериал, который транслировался в США, а затем вышел на аудиокассетах и CD-дисках. В 1981 году вышел новый радиосериал от Би-би-си, состоящий из 26 получасовых эпизодов.

### Экранизации

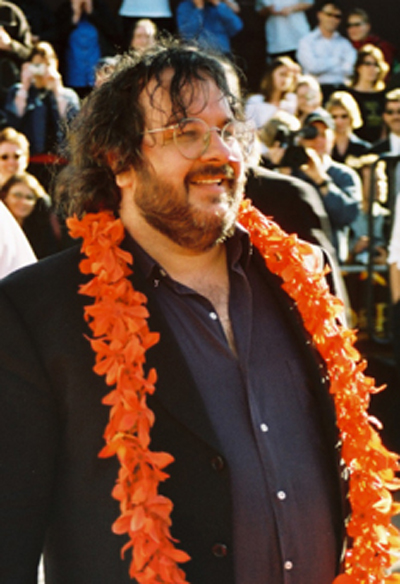
Экранизация Питера Джексона способствовала популяризации романа

В 1969 году Толкин продал мерчандайзинговые права (в том числе право на экранизацию) «Властелина колец» и «Хоббита» компании United Artists, получив единовременную выплату в размере 10 тыс. фунтов. Соглашение предусматривало выплату Толкину и его издательству 7,5 % от будущих доходов экранизаций. В 1976 году, через три года после смерти Толкина, United Artists продала права на экранизации компании Сола Зэнца, год спустя сменившей название на Tolkien Enterprises, а затем на Middle-earth Enterprises.
Возможность съёмки фильма по роману Толкина рассматривали многие режиссёры, включая Стэнли Кубрика (заключившего, что книга не поддаётся экранизации), Микеланджело Антониони, Джима Хенсона, Хайнца Эдельманна и Джона Бурмена. В 1971 году в Швеции вышел телефильм «Сага о Кольце», сюжет которого основан на первой части «Братства Кольца». В 1978 году художник-аниматор Ральф Бакши снял полнометражный анимационный фильм «Властелин колец». В него вошли события из «Братства Кольца» и части «Двух крепостей». Экранизация Бакши получила смешанные отзывы. В 1980 году Артур Ранкин и Жюль Бэсс, авторы мультфильма «Хоббит» (1977), экранизировали третий том романа в виде мультфильма «Возвращение Короля», который также получил смешанные отзывы. В 1993 году в Финляндии вышел мини-сериал «Хоббиты», основанный на романе Толкина и состоящий из девяти эпизодов.
В 2001—2003 годах была выпущена экранизация романа в трёх частях, снятая новозеландским режиссёром Питером Джексоном: «Властелин колец: Братство Кольца», «Властелин колец: Две крепости» и «Властелин колец: Возвращение короля». Сценарий фильмов в целом следовал роману, однако Джексон исключил из фильмов несколько глав (первые главы с походом хоббитов через Бакленд, Старый лес и Могильники, включая встречу с Томом Бомбадилом и Умертвиями, главу с поездкой рохиррим на помощь Гондору через Друаданский лес, где Теоден встретил друэдайн под руководством Гхан-бури-Гхана, а также предпоследнюю главу романа «Очищение Шира»), изменил или добавил некоторые сцены и персонажей. Все три фильма были высоко оценены кинокритиками и зрителями, получив множество наград, включая 17 премий «Оскар». Финальный фильм повторил рекорд по числу наград за всю историю (11 премий) и стал вторым фильмом в истории (после «Титаника»), собравшим в прокате более миллиарда долларов. Комментаторы, включая экспертов по Толкину, литературных и кинокритиков, разделились в своих оценках фильмов Джексона. Многие высоко оценили кинотрилогию, в особенности дизайн декораций, музыку, визуальные эффекты и подбор актёров. Другие критики отметили, что акцент фильмов был смещён на героические приключения и боевые сцены, из-за чего были утрачены психологическая глубина персонажей и философские смыслы произведения.
В 2009 году вышли фанатские фильмы «Охота на Голлума» режиссёра Криса Бушара и «Рождение надежды» Кейт Мэдисон, основанные на «Приложениях» к «Властелину колец».
В сентябре 2022 года состоялась премьера телесериала «Властелин колец: Кольца власти», действие которого происходит во Вторую эпоху, задолго до событий, описанных в романе. По утверждению Amazon, её сериал основан на материалах из «Приложений» к «Властелину колец».
В 2023 году компания Warner Bros. Discovery анонсировала планы по съёмке новых фильмов о Средиземье. Так, на 17 декабря 2027 года запланирована премьера фильма «Властелин колец: Охота на Голлума».

### Компьютерные и ролевые игры

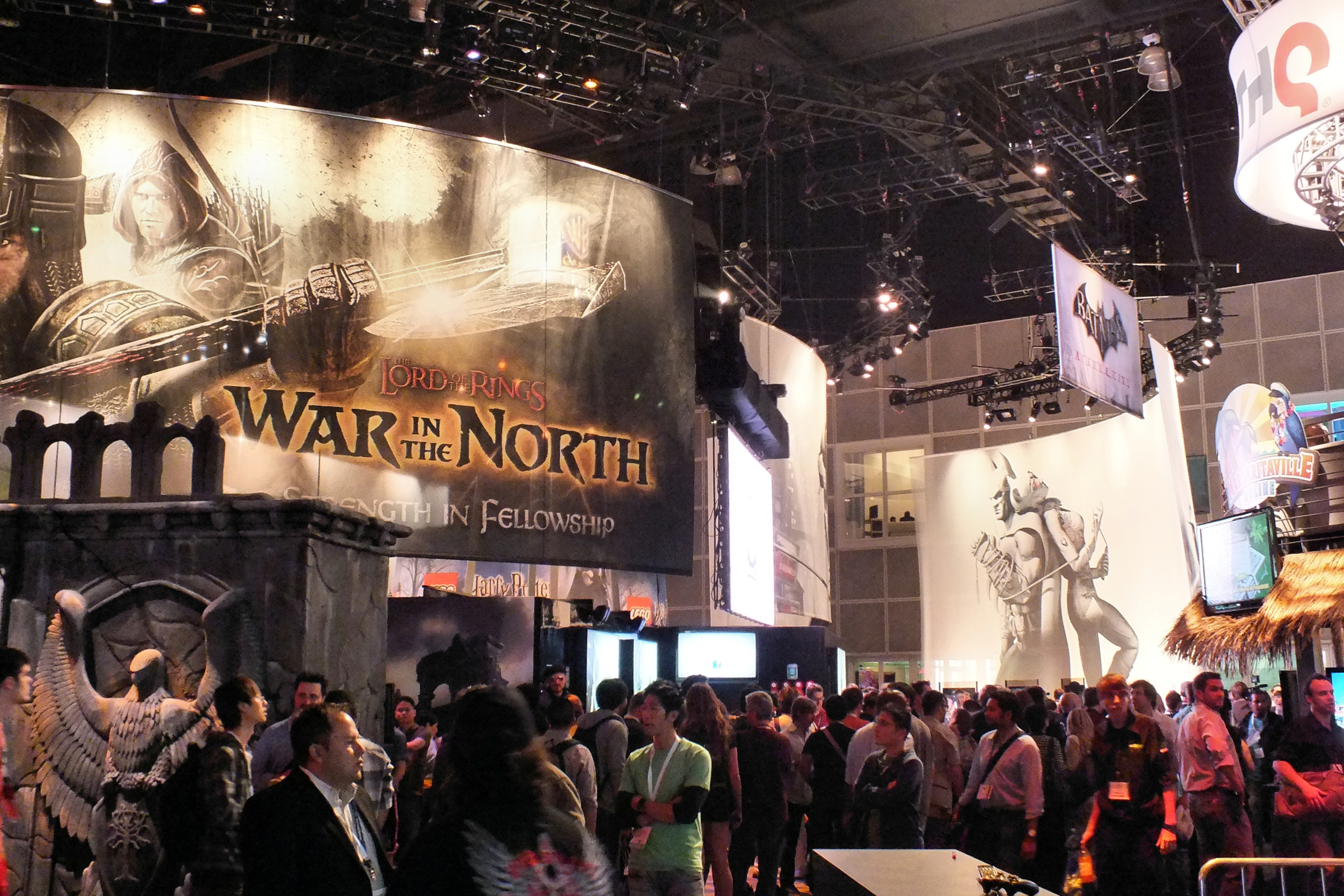
Видеоигры о Средиземье на выставке E3 2011

«Властелин колец» послужил основой для создания множества компьютерных игр. В 2002 году вышла приключенческая игра The Lord of the Rings: The Fellowship of the Ring разработки Surreal Software. В 2003 году была выпущена RTS The Lord of the Rings: War of the Ring от компании Liquid Entertainment. Игры The Lord of the Rings: The Two Towers и The Lord of the Rings: The Return of the King были выпущены в 2002 и 2003 году, следом за премьерой одноимённых кинофильмов. Разработка велась компанией Electronic Arts, который принадлежали права на выпуск игр по мотивам кинолент «Властелин колец» до 31 декабря 2008 года; игры были выполнены в стилистике кинофильмов, а внешность героев была смоделирована с внешности актёров, исполнявших свои роли в фильмах Питера Джексона. Впоследствии компания выпустила серию стратегических игр The Lord of the Rings: The Battle for Middle-earth и The Lord of the Rings: Tactics, проносящая игроков через сюжет всех трёх фильмов. В 2007 году была запущена серия MMORPG-игр The Lord of the Rings Online компании Turbine, Inc., для которой впоследствии было выпущено несколько крупных официальных дополнений. В начале 2009 года вышел экшен с видом от третьего лица — The Lord of the Rings: Conquest, за которым последовало и официальное дополнение к игре. В 2011 году вышла ролевая игра The Lord of the Rings: War in the North. В 2012 году вышли игра Guardians of Middle-Earth и Lego The Lord of the Rings. В 2014 и 2017 году соответственно вышли игры в жанре Action/RPG Middle-earth: Shadow of Mordor и Middle-earth: Shadow of War. В 2023 году вышли игры The Lord of the Rings: Gollum и The Lord of the Rings: Return to Moria.
В ролевой игре Dungeons & Dragons присутствовали расы из «Властелина колец», включая халфлингов (хоббитов), эльфов, дворфов (гномов), полуэльфов, орков и драконов. Ведущий разработчик D&D Гэри Гайгэкс заявил, что он включил в свою игру эти расы по просьбе целевой аудитории, которая по большей частью состояла из поклонников Толкина. Популярная в 1980-е годы видеоигра The Legend of Zelda была вдохновлена «Властелином колец» и другими книгами в жанре фэнтези. Влияние романа Толкина прослеживается и во многих других видеоиграх, например Dragon Quest, EverQuest, серии игр Warcraft и The Elder Scrolls.
Существуют компьютерные игры, действие которых происходит в самом Средиземье, например Middle-earth: Shadow of Mordor и The Lord of the Rings: Gollum.

### Аудиокниги
В 1990 году компания Recorded Books выпустила первую аудиоверсию «Властелина колец», озвученную британским актёром Робом Инглисом. В 2013 году Фил Драгаш озвучил всю книгу с использованием музыки из кинотрилогии Питера Джексона. В 2021 году роман озвучил британский актёр Энди Серкис, исполнивший роль Голлума в фильмах Питера Джексона.

## Наследие и влияние

### Популярность и награды

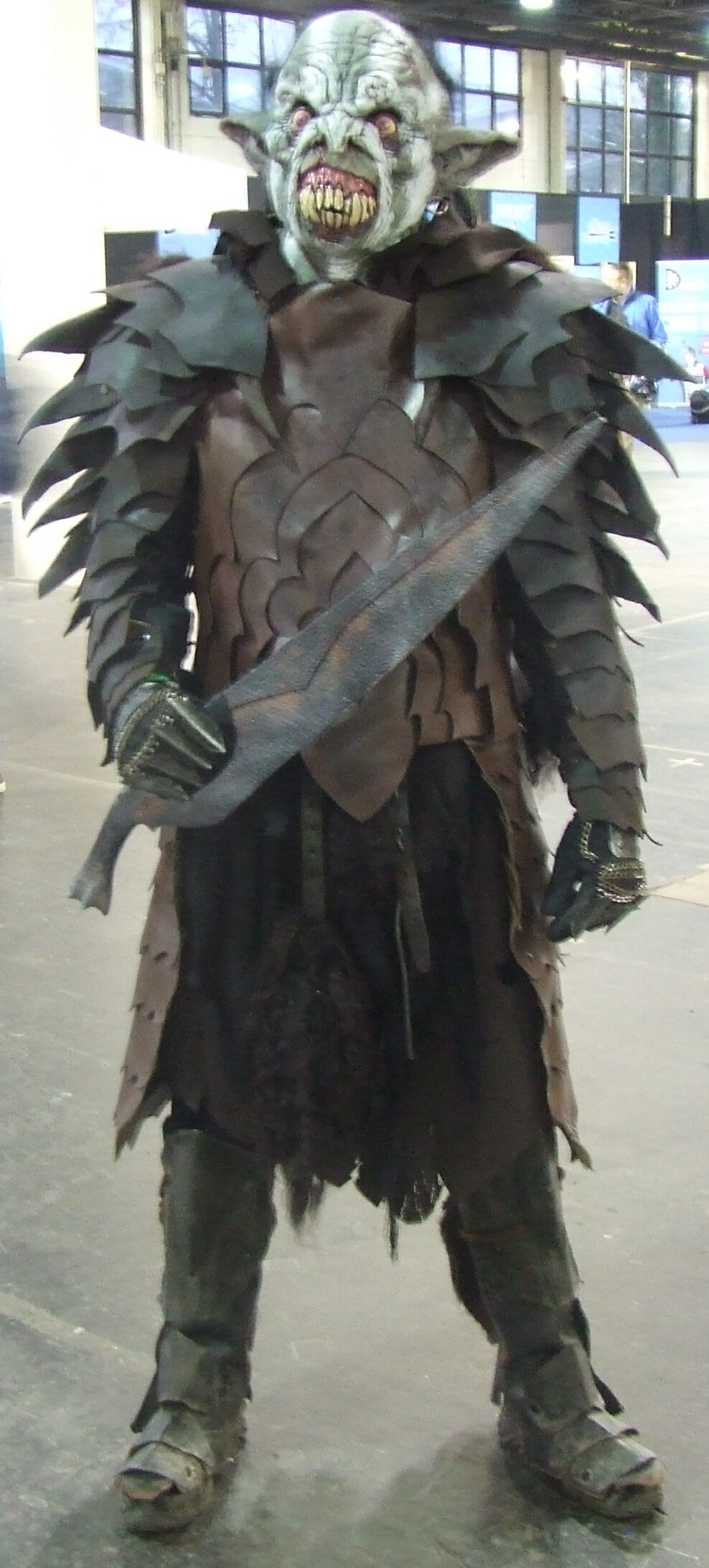
Толкинист в костюме орка (Будапешт, 2015)

«Властелин колец» оказал большое влияние на популярную культуру. По распространённой оценке, успех романа в 1960-е годы был связан с контркультурой, которая восторженно его приняла; книга Толкина срезонировала со многими культурными трендами того времени, включая антисистемные настроения, пацифизм и протест против войны во Вьетнаме, культуру хиппи и экоактивизм. Среди многочисленных американских толкинистов были популярны слоганы «Фродо жив!» и «Гэндальфа в президенты». Влияние было настолько значительным, что прилагательные Tolkienian и Tolkienesque («толкиновский» или «толкинистский») были включены в «Оксфордский словарь английского языка», равно как и другие термины из романа, например Orc и Warg. Появились пародии на роман, например «Пластилин колец» (в другом переводе — «Тошнит от колец») от Harvard Lampoon, которая переведена на 11 языков.
В 1957 году «Властелин колец» получил Международную премию по фантастике (англ. International Fantasy Award). Благодаря публикациям романа в мягкой обложке издательствами Ace Books (пиратское издание) и Ballantine «Властелин колец» приобрёл огромную популярность в США в 1960-е годы. С тех пор роман остаётся бестселлером, общий тираж проданных книг превышает 150 миллионов. В 2003 году «Властелин колец» возглавил список «200 лучших романов по версии Би-би-си», составленный по результатам опроса жителей Великобритании. По результатам похожих опросов 2004 года жители Германии и Австралии также назвали «Властелин колец» своей любимой книгой. В 1999 году сайт Amazon.com провёл опрос, по результатам которого роман Толкина был признан «книгой столетия». В 2019 году подразделение BBC News включило «Властелин колец» в список «100 самых вдохновляющих романов».
По мнению Шиппи, значение Толкина, чье влияние вышло далеко за рамки литературы, состояло в том числе в идеологической поддержке многих читателей, которые не отказались от «западной цивилизации» и «либерального гуманизма», несмотря на попытки их дискредитации. Исследователь объяснял популярность Толкина актуальностью его представлений о добре и зле в мире, до сих пор испытывающем последствия фашизма и сталинизма, аллегорической фигурой Фродо как спасителя, правдивостью языка. Брайан Аттебери связывал читательский успех «Властелина колец» в 1960-е годы не с контркультурой и беби-бумом, а с возрождением сильного интереса к мифу в академическом сообществе и за его пределами. Как отмечал Аттебери, литературные критики, предсказывая скорое забвение всему «хоббитскому», не смогли предугадать запрос на толкиновское мифопоэтическое фэнтези.

### Влияние на жанр фэнтези
Толкин часто рассматривается как один из основоположников современного фэнтези, а «Властелин колец» — как образец стиля и формулы этого литературного жанра; влияние Толкина не ослабевало и в XXI веке. Писатель Терри Пратчетт в 2013 году сравнил Толкина с горой Фудзияма в жанре фэнтези, отметив, что любой автор в этом жанре после Толкина либо осознанно идёт «против горы, что само по себе интересно, либо стоит на ней».
Авторы фэнтези восприняли модель создания независимого, «вторичного мира», а также медиевализм писателя, его обращение к приёму романтического квеста, тему глобального столкновения добра и зла. Вследствие читательского спроса Ballantine Books на рубеже 1960-х и 1970-х годов издавало тематически близкую (артуровский цикл, кельтская и германская мифология) к «Властелину колец» серию «Ballantine Adult Fantasy», где печатались старые и новые произведения. Подражание Толкину и следование его схемам, в том числе из коммерческих целей, породили рынок массового фэнтези, подъём которого в 1980-е годы способствовал появлению ряда бестселлеров в жанре. Эту линию составили такие американские авторы, как Терри Брукс (цикл о Шаннаре), Стивен Дональдсон, Дэвид Эддингс, Кэтрин Куртц, Роберт Джордан и Джордж Мартин. В то же время британцы Алан Гарнер, Сьюзен Купер и Диана Уинн Джонс, американская писательница Урсула Ле Гуин, отталкиваясь от Толкина, развивали фэнтезийный жанр и привносили в него оригинальность и новизну. Гарнер, отрицавший Толкина в качестве источника вдохновения, и Купер выступали против идеи «вторичного мира», предпочитая «приземлённое» фэнтези жанру толкиновского «высокого» фэнтези. В то же время Земноморье Ле Гуин, признававшей влияние Толкина, хотя и являлось вторичным миром, сильно отличалось от Средиземья с точки зрения подхода к гендеру и расе. Влияние писателя признавали Терри Пратчетт, Орсон Скотт Кард, Майкл Суэнвик, Раймонд Фэйст и многие другие. В книгах Джоан Роулинг о Гарри Поттере затрагивались толкиновские вопросы смерти, бессмертия и истоков зла (Дамблдор напоминал Гэндальфа, а Волан-де-Морт наследовал Саурону). На русском языке появились фанфики и альтернативные интерпретации толкиновских историй, включая «Последний кольценосец» Кирилла Еськова и «Кольцо Тьмы» Ника Перумова.

### Музыка

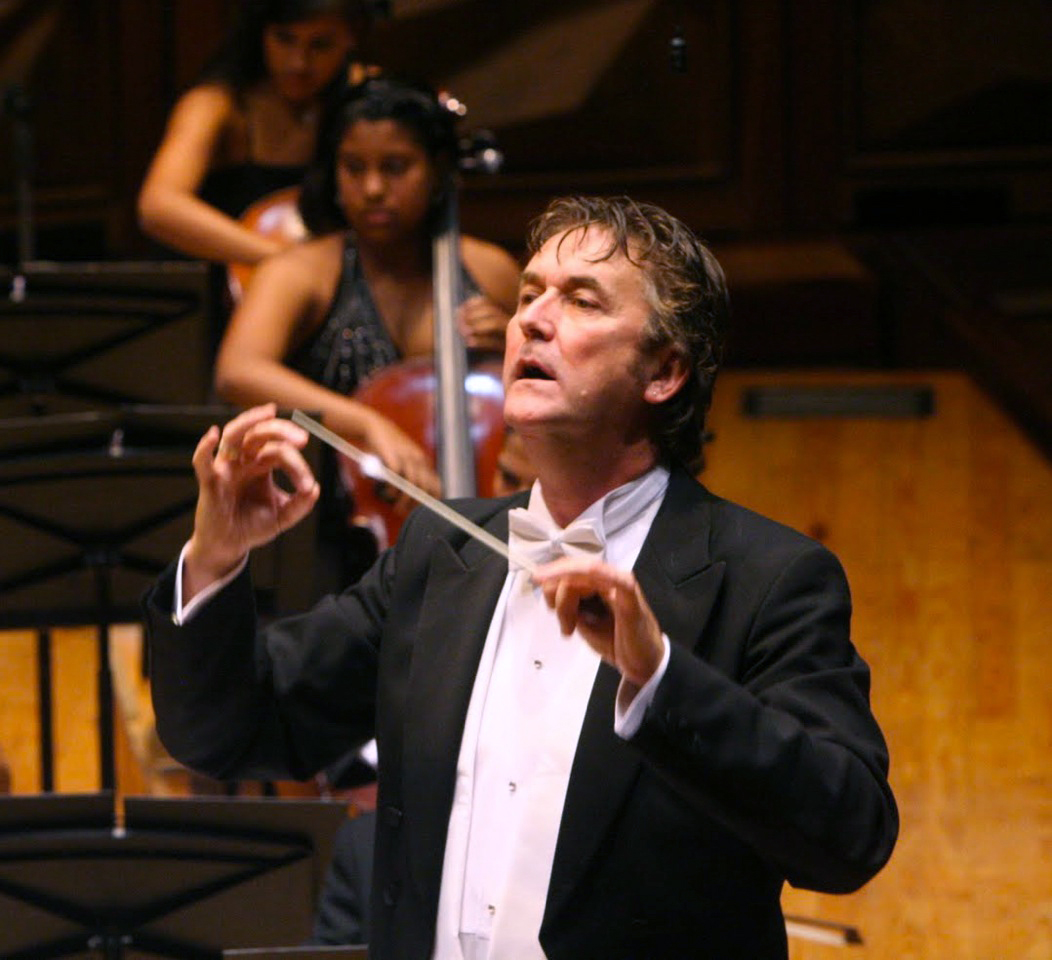
Нидерландский композитор Йохан де Мей сочинил Симфонию № 1 «Властелин колец»

В 1965 году композитор Дональд Суонн переложил на музыку шесть стихотворений из «Властелина колец» (и одно из «Приключений Тома Бомбадила»). После встречи Суонна с Толкином, который ознакомился с его музыкой, писатель предложил сделать «Намариэ» (плач Галадриэль) напоминающей григорианское пение, с чем композитор согласился. В 1967 году песни вышли в свет в виде сборника «Дорога вдаль и вдаль идёт: Цикл песен». В том же году компания Caedmon Records выпустила сборник Poems and Songs of Middle Earth, где Суонн сыграл на пианино, а автором вокала стал певец Уильям Элвин.
Рок-группы 1970-х годов вдохновлялись фэнтезийной контркультурой того времени. Британская рок-группа Led Zeppelin записала несколько песен с явными отсылками к «Властелину колец»: например, в «Ramble On» упоминаются Голлум и Мордор, в «Misty Mountain Hop» — Мглистые горы, в «The Battle of Evermore» — призраки кольца. В 1970 году шведский музыкант Бу Ханссон выпустил инструментальный концептуальный альбом Sagan om ringen («Сага о Кольце» — это было название шведского перевода романа). В 1972 году произошёл международный релиз альбома Ханссона под названием Music Inspired by Lord of the Rings. Начиная с 1980-х годов заметно влияние текстов Толкина на произведения групп в стиле хеви-метал. В 1988 году нидерландский композитор Йохан де Мей сочинил Симфонию № 1 «Властелин колец». Она состоит из пяти частей: «Гэндальф», «Лотлориэн», «Голлум», «Путь во тьме» и «Хоббиты». В альбоме Shepherd Moons 1991 года ирландской исполнительницы Энии есть инструментальный трек «Lothlórien» — это название эльфийского леса в романе «Властелин колец».

### Субкультура толкинистов

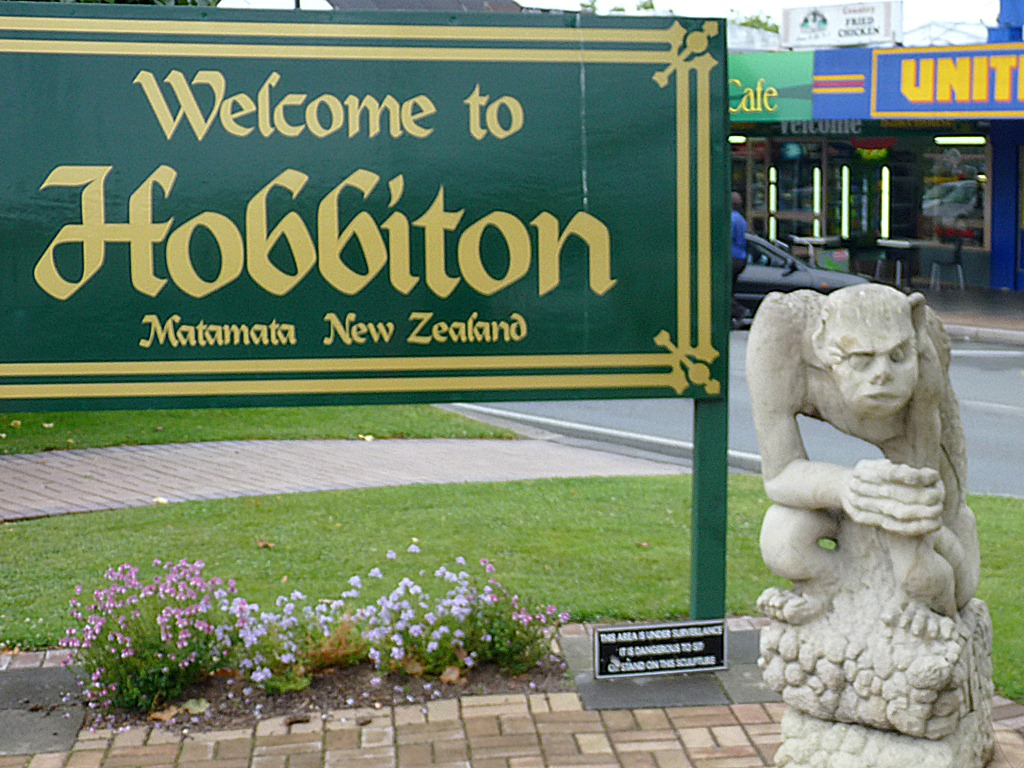
Знак «Добро пожаловать в Хоббитон» в Матамате (Новая Зеландия)

Книги Толкина, а затем и фильмы Джексона породили фэндом толкинистов, которые проводят встречи типа «Толкинмута» в США, играют в полигонные ролевые игры, обсуждают произведения Толкина в Интернете и дискуссионных группах, рисуют фан-арт, пишут фанфики. С конца 1970-х годов вся «авторизованная» рекламно-сувенирная продукция по «Властелину колец» и «Хоббиту» выпускалась по разрешению компании Tolkien Enterprises. Развивается толкин-туризм, в особенности в Новой Зеландии после выхода серии фильмов Питера Джексона.

## Комментарии
1. ↑  Сам Толкин называл своё произведение «героическим романом» (англ. Heroic romance).
2. ↑  Это событие описано в повести Толкина «Хоббит, или Туда и обратно».
3. ↑  Один из спутников Бильбо в повести «Хоббит».
4. ↑  Здесь и далее цитаты из «Властелина колец» приведены в переводе А. А. Грузберга (Издательство ИДДК, 2000).
5. ↑  Название «Война Кольца» в итоге получил восьмой том «Истории Средиземья», вышедший в 1990 году под редакцией Кристофера Толкина.
6. ↑  Названия книг: 1) «Кольцо отправляется в путь» (англ. The Ring Sets Out), 2) «Кольцо отправляется на юг» (англ. The Ring Goes South), 3) «Измена Изенгарда» (англ. The Treason of Isengard), 4) «Кольцо отправляется на восток» (англ. The Rings Goes East), 5) «Война Кольца» (англ. The War of the Ring), 6) «Конец Третьей эпохи» (англ. The End of the Third Age), 7) «Приложения» (англ. Appendices).
7. ↑  «Приспособление», «ухищрение», «искусство», но также может быть связано с «заговором» и «предательством».
8. ↑  У Шекспира солдаты срезали ветки с деревьев и понесли их с собой, создав видимость «леса», что было совершенно «немагическим объяснением» для Толкина, и в его романе настоящие деревья пошли на войну против Сарумана.
9. ↑  Уолтер Шепс и Изабел Дж. Маккаффри также отмечают наличие в Средиземье «пространственно-моральных» ракурсов[114][115].
10. ↑  Согласно Мэнлаву, Фродо никогда не оказывается в ситуации искушения; в романе нет внутренних конфликтов, только внешние, что критик связывал с авторским подходом к жанру фэнтези (отличающемуся от драмы или романа)[126].
11. ↑  Некоторые комментаторы, включая Джейн Чанс, сравнивают это с Преображением Иисуса[150].
12. ↑  Отмечается, в частности, Ричардом Мэтьюсом, см. Mathews, Richard. Fantasy: The Liberation of Imagination PA69. — Routledge, 2016. — P. 69. — ISBN 978-1-136-78554-2.
13. ↑  Уже после падения Саурона в Шире происходит битва при Байуотере, в которой хоббиты побеждают приспешников Сарумана, этот конфликт стал последним в Войне Кольца.
14. ↑  Сам Толкин в составе батальона Ланкаширских фузилёров принимал участие в битве на Сомме (Первая мировая война) в качестве офицера связи; сын Толкина Кристофер участвовал во Второй мировой войне.
15. ↑  Льюис ссылается на сцену из «Двух крепостей», в которой хоббиты Мерри и Пиппин находят заначку с провиантом и табаком на руинах ворот Изенгарда.
16. ↑  Эта структура описывается как «перевёрнутый квест» или «антипоиск приключений» (англ. inverted quest), в частности в публикациях Майкла Н. Стэнтона и Лори М. Кэмпбелла[230].
17. ↑  Имеются в виду главы «Тень прошлого» и «Совет Эльронда».
18. ↑  Эту статью в дальнейшем часто цитировали защитники Толкина, отмечая в ней фактические ошибки, логические несоответствия и отсутствие объективности[322][325].
19. ↑  Эти комментарии разозлили Толкина: в письме к своему издателю он в ответ обвинил Мюира в «подростковом инфантилизме».
20. ↑  Заявление Тойнби про «забвение» впоследствии многократно цитировалось как пример принятия желаемого за действительное[329][330].
21. ↑  Престижная книготорговая сеть Великобритании, специализирующаяся на продажах академической литературы.
22. ↑  Даже внутри литературной группы «Инклингов», к которой принадлежал Толкин, оценки романа различались. В отличие от К. С. Льюиса, Хьюго Дайсон[англ.] громко выражал своё неприятие книги («Только не очередной долбаный эльф!»)[337].
23. ↑  В том числе: в эпизоде с погоней Чёрных всадников Фродо помог не Глорфиндель, а Арвен; Саруман погиб не в Шире, а на вершине Ортанка; изменена сюжетная арка Фарамира; Арагорн упал с обрыва, чего в книге не было; в книге Денетор распорядился зажечь сигнальные огни ещё до приезда Гэндальфа, а в фильме огонь зажёг Пиппин вопреки воле Денетора; мертвецы из Дунхарроу в фильме сражались на Пеленнорских полях, а в книге Арагорн их отпустил ещё в Пеларгире[380].
24. ↑  Аттебери отмечал в тот период исследования мифа в психоанализе, структурализме, философии, антропологии, литературоведении; активную деятельность в 1960-е годы Клода Леви-Стросса, Джозефа Кэмпбелла, Нортропа Фрая, Мирча Элиаде и последователей Карла Юнга. Миф стал рассматриваться как доступный и понятный писателям и широкой публике[353].
25. ↑  В эклектичном движении Нью-эйдж, вобравшем в себя многие элементы неоязычества, в экологических и феминистских движениях и т. д.[353].

### По текстам и письмам Дж. Р. Р. Толкина
1. ↑  Карпентер, 2019, Письмо № 17 к Стэнли Ануину, 15 октября 1937 года.
2. ↑  Карпентер, 2019, Письмо № 35 К Ч. А. Ферту, «Аллен энд Анвин», 2 февраля 1939 года.
3. ↑  Карпентер, 2019, Письмо № 36 К Ч. А. Ферту, «Аллен энд Анвин», 10 февраля 1939 года.
4. 1 2 3  Tolkien, 1965, Foreword.
5. 1 2  Tolkien, 1954, Book IV, Chapter 8 "The Stairs of Cirith Ungol".
6. ↑  Карпентер, 2019, Письмо № 91 к Кристоферу Толкину, 29 ноября 1944 года.
7. ↑  Карпентер, 2019, Письмо № 136 к Райнеру Анвину, 24 марта 1953 года.
8. 1 2  Карпентер, 2019, Письмо № 140 к Рейнеру Анвину, 17 августа 1953 года.
9. 1 2 3  Карпентер, 2019, Письмо № 163 к К У. Х. Одену, 7 июня 1955 года.
10. ↑  Карпентер, 2019, Из письма № 149 к Рейнеру Анвину, 9 сентября 1954 года.
11. 1 2 3 4 5  Карпентер, 2019, Письмо № 165 в «Хоутон-Мифлин», 30 июня 1955 года.
12. ↑  Карпентер, 2019, Из письма № 329 к Петеру Сабо Сентмихайи (черновик), октябрь 1971 года.
13. ↑  Карпентер, 2019, Письма № 228 и 299 в «Аллен энд Анвин», 24 января и 23 февраля 1961 года.
14. ↑  Tolkien, 1983, pp. 162—197 "English and Welsh".
15. 1 2  Карпентер, 2019, Письмо № 142 к Роберту Мюррею, 2 декабря 1953 года.
16. ↑  Tolkien, J. R. R.. The Name Nodens, Appendix to Report on the excavation of the prehistoric, Roman and post-Roman site in Lydney Park, Gloucestershire, Reports of the Research Committee of the Society of Antiquaries of London, 1932.
17. ↑  Карпентер, 2019, Из письма № 229 в «Аллен энд Анвин», 23 февраля 1961 года.
18. 1 2  Карпентер, 2019, Из письма № 107 к сэру Стэнли Анвину, 7 декабря 1946.
19. ↑  Карпентер, 2019, Из письма № 151 к Хью Броугану, 18 сентября 1954 года.
20. ↑  Карпентер, 2019, Письмо № 1 к Эдит Брэтт, октябрь 1914 года.
21. ↑  Карпентер, 2019, Из письма № 226 к профессору Л. У. Форстеру, 31 декабря 1960 года
22. ↑  Tolkien, 1954a, Book II, Chapter 2 "The Council of Elrond".
23. ↑  Tolkien, 1954, Book III, Chapter 5 "The White Rider".
24. ↑  Карпентер, 2019, Из письма №203 к Герберту Широ, 17 ноября 1957 года.
25. ↑  Карпентер, 2019, Письмо №211 к Роне Бир, 14 октября 1958 года.
26. ↑  Карпентер, 2019, Письмо № 247 к полковнику Уорскетту, 20 сентября 1963 года.
27. ↑  Tolkien, 1955, Book V, Chapter 6 "The Battle of the Pelennor Fields".
28. ↑  Карпентер, 2019, Письмо № 143 в «Аллен энд Анвин», январь 1954 года.
29. 1 2  Карпентер, 2019, Письмо № 144 к Наоми Митчинсон, 25 апреля 1954 года.
30. ↑  Карпентер, 2019, Письмо № 141 в «Аллен энд Анвин», 9 октября 1953 года.

### По вторичным источникам
1. ↑  Chance, 1980, The Lord of the Rings: Tolkien's Epic.
2. ↑  Groom, Nick. The English Literary Tradition: Shakespeare to the Gothic // A Companion to J. R. R. Tolkien. — Wiley Blackwell, 2020. — P. 286—302. — ISBN 978-1119656029. — doi:10.1002/9781118517468.ch20.
3. ↑  Doughan, David. J. R. R. Tolkien: A Biographical Sketch (англ.). TolkienSociety.org. Архивировано 3 марта 2006 года.
4. 1 2 3 4 5  Carpenter, 1977, pp. 187—208
5. ↑  Carpenter, 1977, p. 195.
6. 1 2 3 4 5 6 7 8 9 10 11  Hammond & Scull, 2005.
7. ↑  Bratman, 2000.
8. ↑  Groom, 2022, pp. 136—137.
9. 1 2  Groom, 2022, pp. 137.
10. ↑  Groom, 2022, p. 138.
11. ↑  Groom, 2022, pp. 139—146.
12. ↑  Tolkien, 1988, p. 402.
13. 1 2  Tolkien, 1990, pp. 77, 231.
14. ↑  Shippey, 2005, pp. 1—6, 260—261..
15. ↑  Groom, 2022, pp. 153—156.
16. 1 2  Groom, 2022, p. 161.
17. ↑  Tolkien, 1992, p. 25.
18. ↑  Tolkien, 1992, pp. 114, 117—119, 121, 130—131.
19. ↑  J. R. R. Tolkien Collection (англ.). Raynor Memorial Libraries, Marquette University (2013). Архивировано 19 декабря 2013 года.
20. ↑  Reynolds, Pat. The Lord of the Rings: The Tale of a Text (англ.). The Tolkien Society. Архивировано из оригинала 3 марта 2016 года.
21. ↑  Unwin, Rayner. George Allen & Unwin: A Remembrancer. — Merlin Unwin Books, 1999. — P. 97—99. — ISBN 1-873674-37-6.
22. ↑  Carpenter, 1977, pp. 220—221.
23. ↑  Sturgis, Amy H. (2013) [2007]. Publication History. In Drout, Michael D. C. (ed.). The J. R. R. Tolkien Encyclopedia. Routledge. pp. 385–390. ISBN 978-0-415-86511-1.
24. ↑  Pate, Nancy. Lord of the Rings Films Work Magic on Tolkien Book Sales (англ.). SunSentinel (20 августа 2003). Архивировано 20 ноября 2018 года.
25. ↑  Smith, Anthony. Rayner Unwin (англ.). The Guardian (27 ноября 2000). Архивировано 8 мая 2014 года.
26. ↑  Betsy Wollheim: The Family Trade (англ.). Locus Online (2006). Архивировано 31 января 2011 года.
27. ↑  Silverberg, Robert. Reflections & Refractions: Thoughts on Science Fiction, Science, and Other Matters. — Underwood, 1997. — P. 253—256. — ISBN 1-887424-22-9.
28. 1 2  Carpenter, 1977.
29. ↑  Ripp, Joseph. Middle America Meets Middle-earth: American Publication and Discussion of J. R. R. Tolkien's Lord of the Rings (англ.) 38. Архивировано 5 ноября 2015 года.
30. 1 2 3  Reynolds, Pat. The Lord of the Rings: The Tale of a Text (англ.). The Tolkien Society. Архивировано из оригинала 8 сентября 2006 года.
31. ↑  Bishop, Chris. Medievalist Comics and the American Century. — University Press of Mississippi, 2016. — P. PT98. — ISBN 978-1-4968-0851-6.
32. ↑  Tolkien, J. R. R. The Lord of the Rings (Millennium Edition) Hardcover Box set. — Houghton Mifflin, 1999. — ISBN 0618037667.
33. 1 2  Lord of the Rings Comparison (англ.) (21 декабря 2014). Архивировано 7 октября 2017 года.
34. ↑  Tolkien, Christopher. The History of the Lord of the Rings: Box Set (The History of Middle-earth). — HarperCollins, 2002. — ISBN 978-0-261-10370-2.
35. ↑  Translations of Tolkien's work (англ.). Tolkien Library.
36. ↑  Hammond & Scull, 2005, pp. 750—782.
37. ↑  Lobdell, Jared. Guide to the Names in The Lord of the Rings // A Tolkien Compass. — Open Court, 1975. — P. 153—201. — ISBN 978-0-87548-303-0.
38. ↑  Хукер, 2003.
39. ↑  Shippey, 2005, p. 74.
40. 1 2  Lee, Stuart D. & Solopova, Elizabeth. The Keys of Middle-earth: Discovering Medieval Literature Through the Fiction of J. R. R. Tolkien. — Palgrave, 2005. — P. 124—125. — ISBN 978-1-4039-4671-3.
41. 1 2 3 4 5  Anger, Don N. & Drout, Michael D. C. Report on the Excavation of the Prehistoric, Roman and Post-Roman Site in Lydney Park, Gloucestershire (The J. R. R. Tolkien Encyclopedia). — Routledge, 2013. — P. 563—564. — ISBN 978-0-415-86511-1.
42. ↑  Smith, Noble. Chapter 5: Dealing with "the Big People" // The Wisdom of the Shire: A Short Guide to a Long and Happy Life. — St. Martin's Griffin, 2013. — P. 46. — ISBN 978-1250038296.
43. 1 2  Shippey, 2005.
44. 1 2 3 4 5 6  Shippey, 2005, pp. 125—133.
45. ↑  Shippey, 2005, pp. 66—74.
46. ↑  Shippey, 2005, p. 149.
47. ↑  Shippey, 2000, p. 88.
48. ↑  Shippey, 2000, pp. 169—170.
49. ↑  Shippey, 2000, pp. 90—97.
50. ↑  Shippey, 2005, pp. 40—41.
51. ↑  Vanderbilt, Scott. RIB 306. Curse upon Senicianus (англ.). Roman Inscriptions of Britain. Архивировано 30 января 2022 года.
52. ↑  Lyons, Mathew. There and Back Again: In the Footsteps of J. R. R. Tolkien. — London: Cadogan Guides, 2004. — P. 63. — ISBN 978-1860111396.
53. ↑  Armstrong, Helen (May 1997). And Have an Eye to That Dwarf. Amon Hen: The Bulletin of the Tolkien Society (145): 13–14.
54. ↑  Burns, 2005, pp. 13—29.
55. ↑  Handwerk, Brian. Lord of the Rings Inspired by an Ancient Epic (англ.). National Geographic News (1 марта 2024). Архивировано из оригинала 16 марта 2006 года.
56. ↑  Kuzmenko, Dmitry. Slavic echoes in the works of J. R. R. Tolkien (англ.). Kuzmenko. Архивировано из оригинала 25 апреля 2012 года.
57. ↑  Stanton, Michael. Hobbits, Elves, and Wizards: Exploring the Wonders and Worlds of J. R. R. Tolkien's The Lord of the Rings. — Palgrave Macmillan, 2001. — ISBN 1-4039-6025-9.
58. ↑  Hooker, Mark T. The Tolkienaeum: Essays on J.R.R. Tolkien and his Legendarium. — Llyfrawr, 2014. — P. 159—166. — ISBN 978-1-49975-910-5.
59. ↑  Cultural and Linguistic Conservation (англ.). National Geographic Society. Архивировано из оригинала 27 марта 2014 года.
60. ↑  Shippey, 2005, p. 219.
61. ↑  Byock, Jesse L. The Saga of the Volsungs: The Norse Epic of Sigurd the Dragon Slayer. — University of California Press, 1990. — P. 31. — ISBN 0-520-06904-8.
62. ↑  Völsunga Saga: The Story of the Volsungs and Niblungs, with Certain Songs from the Elder Edda / editors William Morris & Eiríkur Magnússon. — Frederick Startridge Ellis, 1870.
63. ↑  Simek, Rudolf. Mittelerde: Tolkien und die germanische Mythologie. — C. H. Beck, 2005. — P. 165, 173. — ISBN 978-3406528378.
64. 1 2  Shippey, 2005, pp. 141—143.
65. ↑  Ross, Alex. The Ring and the Rings (англ.). The New Yorker (15 декабря 2003).
66. ↑  Shippey, 2005, pp. 388—389.
67. ↑  St. Clair, Gloriana. Tolkien's Cauldron: Northern Literature and The Lord of The Rings (англ.). CMU Libraries.
68. ↑  Chance, Jane. Tolkien and the Invention of Myth: A Reader. — University Press of Kentucky, 2004. — P. 169. — ISBN 0-8131-2301-1.
69. ↑  Petty, Anne C. (2013) [2007]. Allegory. In Drout, Michael D. C. (ed.). J.R.R. Tolkien Encyclopedia: Scholarship and Critical Assessment. Routledge. pp. 6–7. ISBN 978-0-415-86511-1.
70. ↑  Burns, Marjorie J. (1991). Echoes of William Morris's Icelandic Journals in J. R. R. Tolkien. Studies in Medievalism. 3 (3): 367–373.
71. ↑  Gay, David. J.R.R. Tolkien and the Kalevala: Some Thoughts on the Finnish Origins of Tom Bombadil and Treebeard // Tolkien and the invention of myth: a reader / editor Jane Chance. — University Press of Kentucky, 2004. — P. 295—304. — ISBN 978-0-8131-2301-1.
72. 1 2  Orr, Robert (1994). Some Slavic Echos in J.R.R. Tolkien's Middle-earth. Germano-Slavica (8): 23–34.
73. 1 2  Jardillier, Claire (2003). Tolkien under the influence: Arthurian Legends in The Lord of the Rings. Bulletin des Anglicistes Médiévistes, Bulletin de l'Association des Médiévistes Anglicistes de l'Enseignement Supérieur (англ.) (63): 57–78.
74. ↑  Riga, Frank P. (2008-09-22). Gandalf and Merlin: J.R.R. Tolkien's Adoption and Transformation of a Literary Tradition. Mythlore.
75. ↑  Carter, Susan (2007-03-22). Galadriel and Morgan le Fey: Tolkien's redemption of the lady of the lacuna. Mythlore.
76. ↑  Dunstall, Eadmund. Orthodoxy in the Shire – A Tribute to J R R Tolkien (англ.). Orthodox England.
77. ↑  Pascual Mondéjar, Ignacio. Aragorn and the Arthurian Myth (англ.). Universitat de València Press (2006).
78. ↑  Flieger, 2005, p. 42.
79. ↑  Tolkien, J. R. R. The Fall of Arthur / editor Christopher Tolkien. — HarperCollins, 2013. — ISBN 978-0007489947.
80. ↑  Shippey, 2005, pp. 205—208.
81. 1 2  Drout, Michael D. C. (2004). Tolkien's Prose Style and its Literary and Rhetorical Effects. Tolkien Studies. 1 (1): 137–163. doi:10.1353/tks.2004.0006. S2CID 170271511.
82. 1 2  Shippey, 2000, pp. 192—196.
83. ↑  Carpenter, 1977, p. 35
84. ↑  Kollmann, Judith J. How 'All That Glisters Is Not Gold' Became 'All That Is Gold Does Not Glitter': Aragorn's Debt to Shakespeare // Tolkien and Shakespeare: Essays on Shared Themes and Languages / editor Janet Brennan Croft. — McFarland & Company, 2007. — P. 110—127. — ISBN 978-0786428274.
85. ↑  Shippey, 2005, pp. 208—209.
86. 1 2  Resnick, Henry (1967). An Interview with Tolkien. Niekas: 37–47.
87. ↑  Nelson, Dale (2013) [2007]. Literary Influences, Nineteenth and Twentieth Centuries. In Drout, Michael D. C. (ed.). J.R.R. Tolkien Encyclopedia: Scholarship and Critical Assessment. Routledge. pp. 366–377. ISBN 978-0-415-86511-1.
88. ↑  Hooker, Mark T. Reading John Buchan in Search of Tolkien // Tolkien and the Study of his Sources: Critical Essays / editor Jason Fisher. — McFarland, 2011. — P. 162—192. — ISBN 978-0-7864-6482-1.
89. ↑  Auden, W. H.. The Hero Is a Hobbit (англ.). The New York Times (31 октября 1954).
90. ↑  Shippey, 2005, p. 393.
91. ↑  Nelson, Dale J. (2006). Haggard's She: Burke's Sublime in a popular romance. Mythlore (Winter–Spring).
92. ↑  Muir, Edwin. The Truth of Imagination: Some Uncollected Reviews and Essays. — Aberdeen University Press, 1988. — P. 121. — ISBN 0-08-036392-X.
93. ↑  Stoddard, William H. Galadriel and Ayesha: Tolkienian Inspiration? (англ.). Franson Publications (2003). Архивировано из оригинала 22 декабря 2007 года.
94. ↑  Tolkien, J. R. R. The Annotated Hobbit / commentary by Douglas A. Anderson. — Boston: Houghton Mifflin, 2002. — ISBN 978-0-618-13470-0.
95. ↑  Гарт, 2021, с. 188.
96. ↑  Manlove, 1978, pp. 157, 285—286.
97. ↑  Предисловие к «Властелину колец»: «Страна, в которой я жил в детстве, была подло уничтожена ещё до того, как мне исполнилось десять лет».
98. ↑  Jahangir, Rumeana. The Hobbit: How England inspired Tolkien's Middle Earth (англ.). BBC (7 декабря 2014).
99. ↑  Ciabattari, Jane. Hobbits and hippies: Tolkien and the counterculture (англ.). BBC (20 ноября 2014).
100. ↑  Huttar, Charles A. Hell and the City: Tolkien and the Traditions of Western Literature // A Tolkien Compass / editor Jared Lobdell. — Open Court, 1975. — P. 135—137. — ISBN 978-0-8754-8303-0.
101. ↑  Ahmed, Ali Arslan. How War Inspired JRR Tolkien To Write Lord Of The Rings (англ.). Dankanator (8 мая 2020). Архивировано 28 апреля 2020 года.
102. ↑  Lord of the Rings inspiration in the archives (англ.). Explore the Past (Worcestershire Historic Environment Record) (29 мая 2013).
103. ↑  Morton, Andrew. Bag End – A Very English Place (англ.). Tolkien Library (30 декабря 2012).
104. 1 2  Flieger, Verlyn. Splintered Light: Logos and Language in Tolkien's World. — Kent, Ohio: Kent State University Press, 2002. — P. 2. — ISBN 978-0-87338-744-6.
105. 1 2  Spacks, Patricia Meyer. Power and Meaning in 'The Lord of the Rings' // Understanding The Lord of the Rings: The Best of Tolkien Criticism. — Houghton Mifflin, 2005. — P. 58—64. — ISBN 978-0-618-42253-1.
106. 1 2  Perkins, Agnes & Hill, Helen. The Corruption of Power // A Tolkien Compass. — Open Court Publishing Company, 1975. — P. 57—68. — ISBN 978-0875483030.
107. 1 2 3 4  Kreeft, Peter J.. The Presence of Christ in The Lord of the Rings (англ.). Ignatius Insight (2005). Архивировано из оригинала 24 ноября 2005 года.
108. 1 2  The Ring and the Cross: Christianity and the Lord of the Rings / editor Paul E. Kerry. — Fairleigh Dickinson, 2010. — P. 32—34. — ISBN 978-1-61147-065-9.
109. 1 2  Schultz, Forrest W. Christian Typologies in The Lord of the Rings (англ.). Chalcedon Foundation (1 декабря 2002).
110. ↑  Williams, Stan. 20 Ways 'The Lord of the Rings' Is Both Christian and Catholic. Catholic Education Resource Center. Архивировано из оригинала 20 декабря 2013 года.
111. ↑  Shippey, 2005, pp. 129—133, 245—247.
112. ↑  Drout, 2007, p. 154.
113. 1 2 3  Magoun, John F. G. (2006). South, The. In Drout, Michael D. C. (ed.). J.R.R. Tolkien Encyclopedia. Routledge. pp. 622–623. ISBN 1-135-88034-4.
114. ↑  Lobdell, 2003, The Interlace Structure of 'The Lord of the Rings', pp. 44—45.
115. ↑  MacCaffrey, Isabel G. Paradise Lost as Myth. — Harvard University Press, 1959.
116. ↑  Rutledge, Fleming. The Battle for Middle-earth: Tolkien's Divine Design in The Lord of the Rings. — Wm. B. Eerdmans Publishing, 2004. — P. 13. — ISBN 978-0-8028-2497-4.
117. ↑  Shippey, 2005, pp. 160—161.
118. ↑  Shippey, 2005, pp. 169—170.
119. ↑  Madsen, Catherine (1988). Light from an Invisible Lamp: Natural Religion in The Lord of the Rings. Mythlore. 14 (3): 43–47.
120. ↑  Колдекот, 2008, с. 59.
121. 1 2  Newman, J. K. (2005). J.R.R. Tolkien's 'The Lord of the Rings': A Classical Perspective. Illinois Classical Studies. 30: 240. JSTOR 23065305.
122. ↑  Shippey, 2000, pp. 112—160.
123. ↑  Roberts, Adam. The One Ring // Reading The Lord of the Rings: New Writings on Tolkien's Classic. — Continuum International Publishing Group, 2006. — P. 63. — ISBN 9780826484604.
124. ↑  Shippey, 2005, pp. 115—119.
125. 1 2 3 4 5 6 7  Jenkyns, Richard. Bored of the Rings (англ.). The New Republic (28 января 2002).
126. ↑  Manlove, 1978, pp. 178—180.
127. ↑  Shippey, 2000, pp. 115—119.
128. ↑  Yell, D. M. The Drama of Man. — Xulon Press, 2007. — P. 108. — ISBN 9781602667686.
129. ↑  Sommer, Mark. Addicted to the Ring (англ.). Hollywoodjesus.com (7 июля 2004).
130. ↑  Bell, Anita Miller. 'The Lord of the Rings' and the Emerging Generation: A Study of the Message and Medium. J. R. R. Tolkien and Peter Jackson. — 2009. — P. 56. — ISBN 9781109246766.
131. ↑  Solopova, 2009, p. 49.
132. ↑  Manlove, 1978, pp. 175—185.
133. ↑  Shippey, 2005, pp. 173—174.
134. ↑  Колдекот, 2008, с. 135.
135. ↑  Колдекот, 2008, с. 19.
136. 1 2  Brown, 2012, pp. 154—156.
137. ↑  Brown, 2012, pp. 159—160.
138. ↑  Brown, 2012, p. 161.
139. 1 2  Колдекот, 2008, с. 134—135.
140. ↑  Brown, 2012, pp. 154—155.
141. 1 2  Cox, Richard J. & Jones, Leslie. J.R.R. Tolkien: A Biography. — Greenwood Publishing Group, 2003. — P. 136. — ISBN 978-0-313-32340-9.
142. ↑  Лк. 1:52
143. ↑  Inkings Assemble // The Fellowship: The Literary Lives of the Inklings: J.R.R. Tolkien, C. S. Lewis, Owen Barfield, Charles Williams. — Farrar, Straus and Giroux, 2016. — ISBN 0374713790.
144. ↑  Solopova, 2009, p. 42.
145. ↑  Solopova, 2009, p. 28.
146. 1 2  Dickerson, Matthew. (2013) [2007]. Moria. J.R.R. Tolkien Encyclopedia: Scholarship and Critical Assessment. Routledge. pp. 438–439. ISBN 978-0-415-86511-1.
147. 1 2 3  MacArthur, Kerry J. The Theological Virtues in J.R.R. Tolkien's Lord of the Rings // Mapping the Catholic Cultural Landscape. — Rowman & Littlefield, 2004. — P. 57—60. — ISBN 0-7425-3184-8.
148. ↑  Колдекот, 2008, с. 57—60.
149. 1 2 3  Olar, Jared L. (July 2002). The Gospel According to J.R.R. Tolkien. Grace and Knowledge. No. 12.
150. ↑  Chance, 1980, p. 42.
151. 1 2  Колдекот, 2008, с. 56.
152. ↑  Stucky, Mark (2006). Middle Earth's Messianic Mythology Remixed: Gandalf's Death and Resurrection in Novel and Film (PDF). Journal of Religion and Popular Culture. 13 (1): 3. doi:10.3138/jrpc.13.1.003.
153. ↑  Keenan, Hugh. The Appeal of The Lord of the Rings: A Struggle for Life // J.R.R. Tolkien's The Lord of the Rings. — Chelsea House Publishers, 2000. — P. 3—5.
154. 1 2  Bedell, Haley (2015). Frodo Baggins: The Modern Parallel to Christ in Literature (PDF). Humanities Capstone Projects (Paper 24). Pacific University.
155. 1 2  Wood, 2003, p. 110.
156. ↑  Парфентьев, Павел. Эхо Благой Вести: Христианские мотивы в творчестве Дж. Р. Р. Толкина. — Москва: ТТТ, 2004. — С. 218. — ISBN 5-9900352-1-7.
157. ↑  Scull, Christina & Hammond, Wayne G. Hope and despair // The J. R. R. Tolkien Companion and Guide, Part I. — HarperCollins, 2017. — ISBN 978-0008-214524.
158. ↑  Vaninskaya, 2020, pp. 176, 178.
159. ↑  Колдекот, 2008, с. 57—59.
160. ↑  Rutledge, Fleming. The Battle for Middle-Earth: Tolkien's Divine Design in "The Lord of the Rings. — 2004. — P. 161. — ISBN 978-0802824974.
161. ↑  Rosebury, 2003, p. 153.
162. 1 2 3 4  Wood, 2003, pp. 2—4.
163. ↑  Flieger, Verlyn (2014). But What Did He Really Mean?. Tolkien Studies. 11 (1): 149–166. doi:10.1353/tks.2014.0005. ISSN 1547-3163.
164. ↑  Jeffries., Stuart. Mordor, he wrote: how the Black Country inspired Tolkien's badlands (англ.). The Guardian (19 сентября 2014).
165. ↑  Pienciak, Anne. J.R.R. Tolkien's Hobbit and Lord of the Rings. — Barron's Educational Series, 1986. — P. 37. — ISBN 0-8120-3523-2.
166. ↑  Shippey, 2000, pp. 169—171.
167. ↑  Huttar, Charles A. A Tolkien Compass. — Open Court Publishing Company, 1975. — P. 135—137. — ISBN 978-0875483030.
168. ↑  Dickerson, Matthew. Treebeard, Trees // J.R.R. Tolkien Encyclopedia. — Taylor & Francis, 2013. — P. 677—680. — ISBN 978-0-415-96942-0.
169. ↑  Schwarz, Guido. Jungfrauen im Nachthemd — Blonde Krieger aus dem Westen. Eine motivpsychologisch-kritische Analyse von J.R.R. Tolkiens Mythologie und Weltbild. — Königshausen & Neumann, 2003. — P. 67. — ISBN 3-8260-2619-5.
170. 1 2  O'Hehir, Andrew. The book of the century (англ.). Salon.com (4 июня 2001). Архивировано из оригинала 11 августа 2003 года.
171. ↑  Tolkien, 1955, Foreword, Appendix B..
172. ↑  Rosebury, 2003, p. 148.
173. 1 2  Drout, 2007, p. 698.
174. ↑  Croft, 2004, p. 72.
175. ↑  Hammond & Scull, 2005, Allegory.
176. ↑  C.S. Lewis (22 октября 1955). The Dethronement of Power. Time and Tide. p. 36.
177. ↑  Гарт, 2022, с. 345.
178. ↑  Гарт, 2022, с. 359.
179. ↑  Shippey, 2005, Chapter 5, Interlacements and the Ring.
180. 1 2  Гарт, 2022, с. 375.
181. ↑  Гарт, 2022, с. 373.
182. ↑  Гарт, 2021, с. 165—166.
183. ↑  Гарт, 2021, с. 162.
184. ↑  Гарт, 2021, с. 164.
185. ↑  Гарт, 2021, с. 167.
186. ↑  Croft, 2004, pp. 51—52.
187. ↑  Hopkins, Chris (1996). Tolkien and Englishness. Mythlore. 21 (2). Article 41.
188. ↑  Shippey, 2005, pp. 194.
189. ↑  Livingston, Michael (2006). The Shell-shocked Hobbit: The First World War and Tolkien's Trauma of the Ring. Mythlore. 25 (1). Article 6.
190. ↑  Leonard, Bruce D. (2023). The Posttraumatic Stress Disorder of Frodo Baggins. Mythlore. 42 (1). Article 6.
191. ↑  Shippey, 2000, Chapter III. Some conclusions.
192. ↑  Croft, 2004, p. 59.
193. ↑  Flieger, Verlyn. A Question of Time: J. R. R. Tolkien's Road to Faerie. — The Kent State University Press, 2011. — P. 8. — ISBN 978-0873386999.
194. ↑  Ellison, John (1989). 'The Legendary War and the Real One' The Lord of the Rings and the Climate of Its Times. Mallorn: The Journal of the Tolkien Society (26).
195. ↑  Shippey, 2005, p. 152.
196. 1 2 3  Burns (1989). J.R.R. Tolkien and the Journey North. Mythlore. 15 (4): 5–9. JSTOR 26811938.
197. 1 2 3 4  Hannon, Patrice (2004). The Lord of the Rings as Elegy. Mythlore. 24 (2): 36–42.
198. ↑  Straubhaar, Sandra Ballif (2005). Gilraen's Linnod: Function, Genre, Prototypes. Tolkien Studies. 2: 235–244. doi:10.1353/tks.2005.0032. S2CID 170378314.
199. ↑  Cunningham, Michael (2005). A History of Song: The Transmission of Memory in Middle-Earth. Mallorn (43): 27–29.
200. ↑  Vaninskaya, 2020, pp. 155.
201. ↑  Nelson, Charles W. (1998). 'The Halls of Waiting': Death and Afterlife in Middle-Earth. Journal of the Fantastic in the Arts. 9 (3 (35)): 200–211. JSTOR 43308357.
202. ↑  Purtill, Richard. J. R. R. Tolkien: Myth, Morality and Religion. — San Francisco: Ignatius Press, 2003. — P. 175—176. — ISBN 0-89870-948-2.
203. ↑  Kreeft, Peter. The Philosophy of Tolkien: The Worldview Behind the Lord of the Rings. — San Francisco: Ignatius Press, 2005. — P. 95—96. — ISBN 978-1-58617-025-7.
204. ↑  Andrea Monda. Death, Immortality and their Escapes: Memory and Longevity // The Broken Scythe: Death and Immortality in the Works of J.R.R. Tolkien / editors Roberto Arduini, Claudio A. Testi. — 2012. — P. 155—173. — ISBN 978-3-905703-26-9.
205. 1 2  Shippey, 2005, 'Mere "escapism"in literature'.
206. ↑  Гарт, 2022, Эпилог. «Новый свет».
207. ↑  Whittingham, Elizabeth A. The Evolution of Tolkien' Mythology. — McFarland & Company, 2008. — ISBN 978-0-7864-3281-3.
208. ↑  Scull, Christina & Hammond, Wayne G. Mortality and immortality // The J. R. R. Tolkien Companion and Guide, Part I. — HarperCollins, 2017. — ISBN 978-0008-214524.
209. ↑  Vaninskaya, 2020, pp. 155—156.
210. ↑  Vaninskaya, 2020, pp. 166, 171—172.
211. ↑  Vink, Renée. Immortality and the death of love: J .R.R. Tolkien and Simone de Beauvoir. The Proceedings of the Tolkien 2005 Conference. Birmingham.
212. ↑  Vaninskaya, 2020, p. 167.
213. ↑  Vaninskaya, 2020, pp. 171—172.
214. ↑  Introduction // Perilous and Fair: Women in the Works and Life of J. R. R. Tolkien / editors Janet Brennan Croft; Leslie A. Donovan. — Mythopoeic Press, 2015. — ISBN 978-1-887726-01-6.
215. ↑  Stimpson, Catharine. J.R.R. Tolkien. — Columbia University Press, 1969. — P. 18—19. — ISBN 978-0-231-03207-0.
216. ↑  Hasser, Katherine (2013). Goldberry. J.R.R. Tolkien Encyclopedia. Routledge. pp. 245–246. ISBN 978-1-1358-8033-0.
217. ↑  Roberts, Adam. Women // A Companion to J. R. R. Tolkien / editor Stuart D. Lee. — Wiley Blackwell, 2014. — P. 473—485. — ISBN 978-0-470-65982-3.
218. ↑  Yatt, John. Wraiths and Race (англ.). The Guardian (2 декабря 2002). Архивировано 26 августа 2013 года.
219. ↑  Bhatia, Shyam. The Lord of the Rings rooted in racism (англ.). Rediff India Abroad (8 января 2003). Архивировано 3 ноября 2010 года.
220. ↑  O'Hehir, Andrew. A curiously very great book (англ.). Salon.com (6 июня 2001). Дата обращения: 18 февраля 2022. Архивировано 16 января 2022 года.
221. ↑  Sledge, Ben. The Lord Of The Rings: The Rings Of Power Has People Of Colour, Get Over It (англ.). The Gamer (12 февраля 2022). Дата обращения: 18 февраля 2022. Архивировано 18 февраля 2022 года.
222. ↑  Did Tolkien have a racist message? (англ.). The Times (22 ноября 2002). Дата обращения: 18 февраля 2022. Архивировано 18 февраля 2022 года.
223. ↑  Rearick, Anderson (2004). Why is the Only Good Orc a Dead Orc? The Dark Face of Racism Examined in Tolkien's World. Modern Fiction Studies. 50 (4): 866–867. doi:10.1353/mfs.2005.0008. S2CID 162647975.
224. ↑  Straubhaar, Sandra Ballif. Myth, Late Roman History, and Multiculturalism in Tolkien's Middle-earth // Tolkien and the Invention of Myth: A reader. — University Press of Kentucky, 2004. — P. 112—115. — ISBN 978-0-8131-2301-1.
225. ↑  Fimi, Dimitra. Was Tolkien really racist? (англ.). The Conversation. Дата обращения: 18 февраля 2022. Архивировано 18 февраля 2022 года.
226. ↑  Fimi, Dimitra. Revisiting Race in Tolkien's Legendarium: Constructing Cultures and Ideologies in an Imaginary World (lecture) (англ.). Dimitra Fimi (2012). Дата обращения: 18 февраля 2022. Архивировано 18 февраля 2022 года.
227. 1 2 3 4 5  Miller, David M. Narrative Pattern in 'The Fellowship of the Ring' // A Tolkien Compass. — Open Court, 1975. — P. 95—106. — ISBN 978-0875483030.
228. 1 2  Birns, Nicholas (2012). 'You Have Grown Very Much': The Scouring of the Shire and the Novelistic Aspects of The Lord of the Rings. Journal of the Fantastic in the Arts. 23 (1): 82–101. JSTOR 24353144.
229. ↑  West, 1975, p. 81.
230. ↑  Campbell, Lori M. Portals of Power: Magical Agency and Transformation in Literary Fantasy. — McFarland, 2010. — P. 161. — ISBN 978-0-7864-5655-0.
231. ↑  Caughey, Anna. The Hero's Journey // A Companion to J. R. R. Tolkien / editor Stuart D. Lee. — Wiley Blackwell, 2020. — P. 412—415. — ISBN 978-1119656029.
232. ↑  Hirsch, Bernhard (2014). After the 'end of all things': The Long Return Home to the Shire. Tolkien Studies. 11 (11): 77–107. doi:10.1353/tks.2014.0015. S2CID 170501504.
233. 1 2 3 4  Shippey, 2000, pp. 59—68.
234. ↑  Nepveu, Kate. LotR re-read: Fellowship II.2, 'The Council of Elrond' (англ.). Tor.com (27 марта 2009). Дата обращения: 29 февраля 2024. Архивировано 19 июля 2022 года.
235. ↑  Flieger, Verlyn. A Question of Time: J.R.R. Tolkien's Road to Faërie. — 2001. — P. 21. — ISBN 978-0-87338-699-9.
236. 1 2 3  Turner, Jenny (15 ноября 2001). Reasons for Liking Tolkien. London Review of Books. 23 (22). Архивировано 14 ноября 2021. Дата обращения: 29 февраля 2024.
237. ↑  Shippey, 2005, pp. 118—119.
238. ↑  Shippey, 2000, p. 65.
239. 1 2  Shippey, Tom. Foreword // A Tolkien Compass. — Open Court, 2003. — P. vii–xi. — ISBN 0-87548-303-8.
240. 1 2  Shippey, 2005, pp. 181—183.
241. ↑  West, 1975, pp. 77—94.
242. ↑  West, 1975, pp. 81—83.
243. 1 2 3 4  Shippey, 2005, pp. 181—190.
244. ↑  Holmes, John R. The Lord of the Rings // A Companion to J. R. R. Tolkien. — Wiley-Blackwell, 2014. — P. 137. — ISBN 978-0-4706-5982-3.
245. ↑  West, 1975, pp. 83—84.
246. ↑  West, 1975, p. 89.
247. ↑  Shippey, 2005, pp. 170—174.
248. 1 2  Grant, Patrick (1973). Tolkien: Archetype and Word. Cross Currents (Winter 1973): 365–380. Архивировано из оригинала 3 декабря 2021. Дата обращения: 19 августа 2020.
249. ↑  Attebery, Brian. The Cambridge Companion to Fantasy Literature / editors Edward James & Farah Mendlesohn. — Cambridge University Press, 2012. — P. 87. — ISBN 978-1-107-49373-5.
250. ↑  Caughey, Anna. The Hero's Journey // A Companion to J. R. R. Tolkien / editor Stuart D. Lee. — Wiley Blackwell, 2020. — P. 404—417. — ISBN 978-1119656029.
251. 1 2  Burns, 2005, pp. 91—127.
252. ↑  Bettridge, William Edwin (1990). Tolkien's "New" Mythology. Mythlore. 16 (4). Article 5.
253. ↑  Hall, Alaric. The One Ring (англ.). Alaric Hall.
254. 1 2  Chance, 1980, pp. 119—122.
255. ↑  Solopova, 2009, pp. 28—29.
256. ↑  Shippey, 2005, pp. 136—137, 175—181, 187.
257. ↑  Shippey, 2000, pp. 50—52.
258. ↑  Rosebury, 2003, pp. 12—13.
259. ↑  Shippey, 2005, pp. 245—246.
260. ↑  Shippey, 2005, pp. 237—249.
261. 1 2  Tolkien, 1983, "Sir Gawain and the Green Knight", page 72.
262. 1 2  Shippey, 2005, pp. 259—261.
263. ↑  Shippey, 2005, pp. 181—183, 259—261, 351—352.
264. ↑  Drout, Michael D. C.; Hitotsubashi, Namiko; Scavera, Rachel (2014). Tolkien's Creation of the Impression of Depth. Tolkien Studies. 11 (1): 167–211. doi:10.1353/tks.2014.0008. ISSN 1547-3163. S2CID 170851865.
265. ↑  Sas, Katherine (2019). A Sense of Darker Perspective: How the Marauders Convey Tolkien's 'Impression of Depth' in Harry Potter and the Prisoner of Azkaban. Mythlore. 38 (1). Article 9.
266. ↑  Shippey, 2005, pp. 364—365.
267. ↑  Walker, 2009, pp. 7—11, 171.
268. ↑  Shippey, 2005, pp. 134—138.
269. ↑  Kullmann & Siepmann, 2021, p. 298.
270. ↑  Rosebury, 2003, p. 79.
271. ↑  Rosebury, 2003, p. 81.
272. ↑  Rosebury, 2003, pp. 82, 161.
273. ↑  Rosebury, 2003, p. 82.
274. ↑  Rosebury, 2003, pp. 82—83.
275. ↑  Vaninskaya, Anna. Modernity // A Companion to J. R. R. Tolkien / editor Stuart D. Lee. — Wiley Blackwell, 2020. — P. 363. — ISBN 978-1119656029.
276. 1 2  Podhorodecka, Joanna. Reviving Dead Metaphors: Images of Evil in JRR Tolkien's 'The Lord of the Rings' // Fictions and Metafictions of Evil. Essays in Literary Criticism, Comparative Literature and Interdisciplinary Studies / editors Branny, Grażyna; Holland, J. Gill. — Frankfurt am Main: Peter Lang, 2013. — P. 215—237. — ISBN 978-3-653-03503-2.
277. ↑  Rosebury, 2003, pp. 86—87.
278. 1 2  Wilson, Edmund. Oo, Those Awful Orcs! A review of The Fellowship of the Ring (англ.). The Nation (14 апреля 1956).
279. ↑  Introduction // J. R. R. Tolkien's Lord of the Rings (Modern Critical Interpretations) / editor Harold Bloom. — Chelsea House Pub, 1999. — ISBN 978-0791056653.
280. ↑  Stimpson, Catharine. J.R.R. Tolkien. — Columbia University Press, 1969. — ISBN 978-0-231-03207-0.
281. 1 2  Rosebury, 2003, pp. 71—88.
282. ↑  Rosebury, 2003, pp. 81—81.
283. 1 2  Turner, Allan. Style and Intertextual Echoes // A Companion to J. R. R. Tolkien / editor Stuart D. Lee. — Wiley Blackwell, 2020. — P. 389—403. — ISBN 978-1-119-65602-9.
284. ↑  Kullmann & Siepmann, 2021, p. 52—53.
285. ↑  Walker, 2009, pp. 152—153.
286. ↑  Walker, 2009, p. 143.
287. ↑  Walker, 2009, p. 34.
288. ↑  Walker, 2009, p. 51.
289. ↑  Walker, 2009, p. 49.
290. ↑  Hammond & Scull, 2005, The Two Towers.
291. ↑  Cohen, Cynthia M. (2009). The Unique Representation of Trees in 'The Lord of the Rings'. Tolkien Studies. 6 (1). Project Muse: 111. doi:10.1353/tks.0.0041. ISSN 1547-3163. S2CID 170258551.
292. 1 2  Kullmann & Siepmann, 2021, pp. 193—226.
293. ↑  Kullmann & Siepmann, 2021, p. 91.
294. ↑  Kullmann & Siepmann, 2021, pp. 90—92, 111—115.
295. ↑  Kullmann & Siepmann, 2021, pp. 111—115.
296. ↑  Kullmann & Siepmann, 2021, pp. 217—223.
297. 1 2 3 4  Bowman, Mary R. (October 2006). The Story Was Already Written: Narrative Theory in "The Lord of the Rings". Narrative. 14 (3): 272–293. doi:10.1353/nar.2006.0010. ISSN 1063-3685. JSTOR 20107391. S2CID 162244172.
298. ↑  Hooker, Mark T. The Feigned-manuscript Topos // A Tolkienian Mathomium: a collection of articles on J. R. R. Tolkien and his legendarium. — Llyfrawr, 2006. — P. 176—177. — ISBN 978-1-4382-4631-4.
299. ↑  Flieger, 2005, pp. 67—73
300. ↑  Shippey, 2005, pp. 131—133.
301. 1 2  Kullmann, Thomas (2013). Poetic Insertions in Tolkien's The Lord of the Rings. Connotations: A Journal for Critical Debate. 23 (2): 283–309. Архивировано 8 ноября 2018.
302. ↑  Higgins, Andrew (2014). Tolkien's Poetry (2013), edited by Julian Eilmann and Allan Turner. Journal of Tolkien Research. 1 (1). Article 4. Архивировано 1 августа 2019.
303. ↑  Straubhaar, Sandra Ballif (2005). Gilraen's Linnod : Function, Genre, Prototypes. Journal of Tolkien Studies. 2 (1): 235–244. doi:10.1353/tks.2005.0032. ISSN 1547-3163. S2CID 170378314.
304. ↑  Zimmer, Paul Edwin (1993). Another Opinion of 'The Verse of J. R. R. Tolkien'. Mythlore. 19 (2). Article 2.
305. ↑  Walker, 2009, pp. 140—141.
306. ↑  Hammond & Scull, 2005, Chronologies, Calendars and Moons.
307. ↑  Holmes, John R. (2013). Art and Illustrations by Tolkien. In Drout, Michael D. C. (ed.). The J. R. R. Tolkien Encyclopedia. Routledge. pp. 27–32. ISBN 978-0-415-86511-1.
308. ↑  Carmel, Julia. Barbara Remington, Illustrator of Tolkien Book Covers, Dies (англ.). The New York Times (15 февраля 2020).
309. ↑  Auden, W. H. At the End of the Quest, Victory (англ.). The New York Times (22 января 1956). Архивировано 20 февраля 2011 года.
310. ↑  Straight, Michael. The Fantastic World of Professor Tolkien (англ.). The New Republic (17 января 1956).
311. ↑  Scull, Christina & Hammond, Wayne G. 'The Lord of the Rings', § Reviews // The J. R. R. Tolkien Companion and Guide, Part I. — HarperCollins, 2017. — P. 549. — ISBN 978-0008-214524.
312. ↑  Wood, Ralph C. Introduction: Tolkien among the Moderns. — University of Notre Dame Press, 2015. — P. 1—6. — ISBN 978-0-268-15854-5. — doi:10.2307/j.ctvpj75hk.
313. ↑  Cowles, Gregory. Book Review: A Return to Middle-Earth, 44 Years After Tolkien's Death (англ.). The New York Times (9 июня 2017).
314. ↑  Wegierski, Mark. Middle Earth v. Duniverse – the different worlds of Tolkien and Herbert (англ.). The Quarterly Review (27 апреля 2013).
315. ↑  Parker, Douglass (1957). Hwaet We Holbytla ... The Hudson Review. 9 (4): 598–609. JSTOR 4621633.
316. ↑  Mitchison, Naomi (18 сентября 1954). Review: One Ring to Bind Them (англ.). New Statesman and Nation.
317. ↑  Carpenter, 1977, Письма № 122, № 144, № 154, № 164, № 176, №220 к Наоми Митчисон (1949—1959).
318. ↑  Irwin, W.R. (1961). There and Back Again: The Romances of Williams, Lewis, and Tolkien. Sewanee Review. 69 (4): 566–578. JSTOR 27540716.
319. ↑  Thomson, George H. (1967). The Lord of the Rings: The Novel as Traditional Romance. Wisconsin Studies in Contemporary Literature. 8 (1): 43–59. doi:10.2307/1207129. JSTOR 1207129.
320. ↑  de Camp, L. Sprague. Literary Swordsmen and Sorcerers: The Makers of Heroic Fantasy. — Arkham House, 1976. — ISBN 978-0870540769.
321. ↑  Le Guin, Ursula. Rhythmic Pattern in The Lord of the Rings // Meditations on Middle-earth: New Writing on the Worlds of J. R. R. Tolkien by Orson Scott Card, Ursula K. Le Guin, and others / editor Karen Haber. — St. Martin's Press, 2002.
322. 1 2  Timmons, Daniel. Mirror on Middle-earth: J.R.R. Tolkien and the Critical Perspectives. — University of Toronto (PhD thesis), 1998. — ISBN 0-612-35342-7.
323. 1 2 3 4 5 6 7 8 9 10  Curry, Patrick. The Critical Response to Tolkien's Fiction // A Companion to J. R. R. Tolkien / editor Lee Stuart D. Lee. — Wiley Blackwell, 2020. — P. 378. — ISBN 978-1-11965-602-9.
324. 1 2  Drout, 2007, Criticism of Tolkien, Twentieth Century, pp. 109—110.
325. ↑  Shippey, 2005, Chapter 1 'Lit. and 'Lang.'.
326. ↑  Drout, 2007, Criticism of Tolkien, Twentieth Century, pp. 109—110
327. ↑  Lee, Stuart; Shippey, Tom. Critical response to Tolkien’s fiction (англ.). Archive.org (2000).
328. ↑  Scull, Christina & Hammond, Wayne G. Criticism of Tolkien’s fiction // The J. R. R. Tolkien Companion and Guide, Part I. — HarperCollins, 2017. — ISBN 978-0008-214524.
329. ↑  Timmons, Daniel (1998). J.R.R. Tolkien: The "Monstrous" in the Mirror. Journal of the Fantastic in the Arts. 9 (3 (35) The Tolkien Issue): 229–246. JSTOR 43308359.
330. ↑  Shippey, 2000, Afterword. The Followers and the Critics.
331. ↑  Manlove, 1978, pp. 205—206.
332. ↑  Brooke-Rose, Christine. A Rhetoric of the Unreal: Studies in Narrative and Structure, Especially of the Fantastic. — Cambridge: Cambridge University Press, 1981. — P. 247. — ISBN 9780521276566.
333. 1 2 3  Shulevitz, Judith. Hobbits in Hollywood (англ.). The New York Times (22 апреля 2001). Архивировано 9 апреля 2009 года.
334. 1 2 3 4  Turner, Jenny (2001-11-15). Reasons for Liking Tolkien. London Review of Books. 23 (22).
335. ↑  Higgins, Andrew (2015). [Review:] A Companion to J. R. R. Tolkien, ed. Stuart D. Lee. Journal of Tolkien Research. 2 (1). Article 2.
336. 1 2 3 4  Shippey, Tom (2013) [2007]. Literature, Twentieth Century: Influence of Tolkien. In Drout, Michael D. C. (ed.). J.R.R. Tolkien Encyclopedia: Scholarship and Critical Assessment. Routledge. pp. 378–382. ISBN 978-0-415-86511-1.
337. ↑  Grovier, Kelly. In the Name of the Father (англ.). The Guardian (29 апреля 2007). Архивировано 2 октября 2013 года.
338. ↑  Curry, Partick. Defending Middle-earth. Tolkien: Myth and Modernity. — HarperCollins, 1998. — P. 15. — ISBN 0261103717.
339. 1 2 3 4 5  Canavan, Gerry. Tolkien Against the Grain (англ.). Dissent (2025).
340. ↑  Jameson F. Archaeologies of the Future. The Desire Called Utopia and Other Science Fictions. — London, New York : Verso, 2005. — 431 p. — ISBN 1-84467-033-3.
341. ↑  Moorcock, Michael. Epic Pooh (англ.). Архивировано 24 марта 2008 года.
342. ↑  Brin, David. J.R.R. Tolkien — enemy of progress (англ.). Salon Magazine (17 декабря 2002). Архивировано из оригинала 15 февраля 2012 года.
343. ↑  Douthat, Ross. Pullman Versus Tolkien (англ.). The Atlantic (10 декабря 2007).
344. ↑  Shippey, 2000, The Followers and the Critics.
345. ↑  Lezard, Nicholas. Maps and Legends and Manhood for Amateurs by Michael Chabon (англ.) (3 апреля 2010).
346. ↑  Mieville, China. Tolkien — Middle Earth Meets Middle England. Socialist Review (January 2002). Архивировано из оригинала 31 октября 2010.
347. ↑  Mieville, China. There and Back Again: Five Reasons Tolkien Rocks (англ.). Omnivoracious (15 июня 2009). Архивировано из оригинала 18 июня 2009 года.
348. ↑  Shippey, 2005, pp. 371, 374—375.
349. ↑  Shippey, 2005, p. 259.
350. ↑  Rosebury, 2003, pp. 149—154.
351. ↑  Грум, 2024, с. 368.
352. ↑  Drout, 2007, Literary Context, Twentieth Century, pp. 363—366.
353. 1 2 3 4 5 6 7  Attebery, 2014, 4. Romance and Formula, Myth and Memorate.
354. ↑  Yates, Jessica (15 октября 1996). Tolkien the Anti-totalitarian. Mythlore. 21 (2). Article 35.
355. ↑  Thompson, E. P. (1981-01-24). America's Europe: A Hobbit among Gandalfs. The Nation: 68–72.
356. 1 2  Drout, 2007, Marxist Readings of Tolkien, pp. 410—411.
357. ↑  Richards, Jay & Witt, Jonathan. The Scouring of the Shire // The Hobbit Party: The Vision of Freedom That Tolkien Got, and the West Forgot. — Ignatius Press, 2014. — P. 138. — ISBN 978-1-58617-823-9.
358. ↑  Drout, 2007, Communism, p. 109.
359. ↑  Shippey, 2000, pp. 166—168.
360. ↑  Drout, 2007, Tolkien Scholarship: An Overview, pp. 653—654.
361. ↑  Shippey, 2000.
362. ↑  Flieger, Verlyn. Splintered Light: Logos and Language in Tolkien's World. — 2nd. — Kent, Ohio: Kent State University Press, 2002. — P. 38. — ISBN 978-0-87338-744-6.
363. ↑  Hour of The Wolf: Our Annual Reading from Lord of the Rings (англ.). WBAI-FM (31 декабря 2015).
364. ↑  Riel Radio Theatre — The Lord of the Rings, Episode 2 (англ.). Radioriel (15 января 2009). Архивировано из оригинала 15 января 2020 года.
365. ↑  Genome BETA Radio Times 1923—2009 (англ.). BBC (1981). — «12.00: The Lord of the Rings: 1: The Long Awaited Party by J. R. R. Tolkien prepared for radio in 26 episodes by Brian Sibley Starring Ian Holm as Frodo and Michael Hordern as Gandalf».
366. ↑  'Unworldly' Tolkien’s ring of gold (англ.). The Guardian (11 декабря 2001).
367. ↑  'Hobbit' Heirs Seek $220 Million for 'Rings' Rights (Update1) (англ.). Bloomberg (15 июля 2009). Архивировано 2 августа 2012 года.
368. ↑  Hobbit movies meet dire foe in son of Tolkien (англ.). The Times (28 мая 2008). Архивировано 15 июня 2011 года.
369. 1 2  Mathijs, Ernest. The Lord of the Rings: Popular Culture in Global Context. — Wallflower Press, 2006. — P. 25. — ISBN 978-1-904764-82-3.
370. ↑  Drout, 2007, p. 15
371. ↑  Bramwell, Tony. Magical Mystery Tours: My Life with the Beatles. — Pavilion Books, 2014. — P. 70. — ISBN 978-1-910232-16-3.
372. ↑  Jones, Brian Jay. Jim Henson: The Biography. — New York: Ballantine, 2013. — P. 304. — ISBN 978-0-345-52611-3.
373. ↑  Beatles plan for Rings film (англ.). CNN (28 марта 2002). Архивировано 9 апреля 2002 года.
374. ↑  Best Films Never Made #8: John Boorman's The Lord of the Rings (англ.). OneRoomWithaView (19 января 2014). Архивировано 16 декабря 2018 года.
375. ↑  K-Special, I trollkarlens hatt (швед.). SVT (23 октября 2015). Архивировано 27 октября 2015 года.
376. ↑  Gaslin, Glenn. Ralph Bakshi's unfairly maligned Lord of the Rings (англ.). Slate (21 ноября 2001).
377. ↑  Cassady, Charles. The Return of the King (1980) (англ.). Common Sense Media (9 июля 2010).
378. ↑  Greydanus, Stephen. The Return of the King (1980) (англ.). Decent Films.
379. ↑  Kajava, Jukka. Tolkienin taruista on tehty tv-sarja: Hobitien ilme syntyi jo Ryhmäteatterin Suomenlinnan tulkinnassa (фин.). Helsingin Sanomat (29 марта 1993).
380. ↑  Comparison of The Lord of the Rings Books and Film Adaptations (англ.). Theses.cz (2024).
381. ↑  Rosenberg, Adam. 'Star Wars' ties 'Lord of the Rings' with 30 Oscar nominations, the most for any series (англ.). [Mashable (14 января 2016). Архивировано 12 мая 2019 года.
382. ↑  All Time Domestic Box Office (англ.). Box Office Mojo. Архивировано 4 июня 2004 года.
383. ↑  All Time Worldwide Box Office (англ.). Box Office Mojo. Архивировано 5 июня 2004 года.
384. ↑  Croft, Janet Brennan. Anticipation and Flattening in Peter Jackson's The Fellowship of the Ring (англ.). University of Oklahoma. Архивировано из оригинала 31 октября 2011 года.
385. ↑  Burdge, Anthony S. & Burke, Jessica. Humiliated Heroes: Peter Jackson's Interpretation // Translating Tolkien: Text and Film / editor Thomas Honegger. — Walking Tree Publishers, 2011. — P. 129—157. — ISBN 978-3-9521424-9-3.
386. ↑  Shippey, 2005, Peter Jackson's Film Versions, pp. 409—429.
387. ↑  Bogstad, Janice M.; Kaveny, Philip E. Picturing Tolkien: Essays on Peter Jackson's The Lord of the Rings Film Trilogy. — McFarland, 2011. — P. 5—23. — ISBN 978-0-7864-8473-7.
388. ↑  Masters, Tim. Making Middle-earth on a shoestring (англ.). BBC News (30 апреля 2009). Архивировано 3 мая 2009 года.
389. ↑  Lamont, Tom. Born of Hope – and a lot of charity (англ.). The Guardian (7 марта 2010). Архивировано 5 января 2015 года.
390. ↑  White, Peter. Amazon Prime Video Reveals 'The Lord Of The Rings' Series Title & Teases Second Age Tales (англ.). Deadline Hollywood (19 января 2022).
391. ↑  Ronald, Issy. New 'Lord of the Rings' movie series in the works at Warner Bros. (англ.). CNN (24 февраля 2023).
392. ↑  Sharf, Zack. ‘Lord of the Rings: The Hunt for Gollum’ Sets December 2027 Release Date; Warner Bros. Also Dates New ‘Evil Dead’ and M. Night Shyamalan Movies for 2026 (англ.). Variety (8 мая 2025).
393. ↑  The Lord of the Rings: The Fellowship of the Ring. Absolute Games. Архивировано 22 апреля 2012 года.
394. ↑  Больше не Властелин. Absolute Games. Архивировано из оригинала 25 сентября 2012 года.
395. ↑  The Lord of the Rings: Tactics (англ.). Gamespot. Архивировано 24 августа 2011 года.
396. ↑  Gygax, Gary. Gary Gygax — Creator of Dungeons & Dragons (англ.). The One Ring.net. Архивировано 27 июня 2006 года.
397. ↑  Classic: Zelda und Link [Classic: Zelda and Link]. Club Nintendo (нем.). Vol. 1996, no. 2. Nintendo of Europe. April 1996. p. 72. [The two program designers Shigeru Miyamoto and Takashi Tezuka were responsible for the game, who set themselves the goal of developing a fairytale adventure game with action elements... ...Takashi Tezuka, a great lover of fantasy novels such as Tolkien's Lord of the Rings, wrote the script for the first two games in the Zelda series].
398. ↑  Shigeru Miyamoto Interview. Super PLAY (швед.) (4/03). Medströms Dataförlag AB. March 2003. Архивировано из оригинала 7 сентября 2006. Дата обращения: 2006-09-24. Shigeru Miyamoto: All ideas for The legend of Zelda were mine and Takashi Tezukas...Books, movies and our own lives. Legend of Zelda was based on my childhood
399. ↑  The Gamasutra Quantum Leap Awards: Role-Playing Games (англ.). Gamasutra (6 октября 2006). Архивировано 13 марта 2011 года.
400. ↑  Kalata, Kurt. The History of Dragon Quest (англ.). Gamasutra. Архивировано 22 июля 2015 года.
401. ↑  Douglass, Perry. The Influence of Literature and Myth in Videogames (англ.). IGN (17 мая 2006). Архивировано 18 января 2016 года.
402. ↑  Yin-Poole, Wesley. UK chart: Shadow of Mordor biggest launch for a game based on Lord of the Rings (англ.). Eurogamer (6 октября 2014). Архивировано 3 августа 2015 года.
403. ↑  The Lord Of The Rings: Gollum - Kill Little One Or Let Little One Live (англ.). Game Rant (25 мая 2023).
404. ↑  Inglis, Rob (narrator) (1990). The Lord of the Rings. Recorded Books. ISBN 1-4025-1627-4.
405. ↑  Phil Dragash (англ.). Phil Dragash.
406. ↑  Lord of The Rings: The Fellowship of the Ring – Soundscape by Phil Dragash (англ.). Archive.org (2013).
407. ↑  Andy Serkis records Lord of the Rings audiobooks for HarperCollins (англ.). The Bookseller (7 июля 2021).
408. ↑  Грум, 2024, с. 226.
409. ↑  Gilliver, Peter. The Ring of Words: Tolkien and the Oxford English Dictionary. — Oxford University Press, 2006. — P. 174, 201—206. — ISBN 0-19-861069-6.
410. ↑  Bratman, David (2013) [2007]. Parodies. In Drout, Michael D. C (ed.). The J. R. R. Tolkien Encyclopedia. Routledge. pp. 503–504. ISBN 978-0-415-86511-1.
411. ↑  Seiler, Andy. 'Rings' comes full circle (англ.). USA Today (16 декабря 2003). Архивировано 12 февраля 2006 года.
412. ↑  Walker, 2009, p. 1.
413. ↑  The Fellowship of the Ring published 63 years ago (англ.). Tolkien Society (29 июля 2017).
414. ↑  Diver, Krysia. A lord for Germany (англ.). The Sydney Morning Herald (5 октября 2004). Архивировано 28 марта 2006 года.
415. ↑  Cooper, Callista. Epic trilogy tops favourite film poll (англ.). ABC News Online (5 декабря 2005). Архивировано 16 января 2006 года.
416. ↑  100 'most inspiring' novels revealed by BBC Arts (англ.). BBC News (5 ноября 2019). Архивировано 8 ноября 2019 года.
417. ↑  Parsons, Dike. Introduction // J.R.R. Tolkien, Robert E. Howard and the Birth of Modern Fantasy (Critical Explorations in Science Fiction and Fantasy, 47). — McFarland & Company, 2015. — ISBN 978-1-4766-1749-7.
418. ↑  Schlagwein, Felix. How Tolkien became the father of fantasy (англ.). Deutsche Welle (1 марта 2022). Архивировано 4 марта 2025 года.
419. ↑  George R.R. Martin On 'The Lord Of The Rings', Whether Tolkien Would Have Liked His Work, And One Big Regret [Interview] (англ.). SlashFilm (9 мая 2019).
420. 1 2 3 4 5 6  Fimi, Dimitra. Later Fantasy Fiction: Tolkien's Legacy // A Companion to J. R. R. Tolkien / editor Stuart D. Lee. — Wiley Blackwell, 2020. — P. 335—349. — ISBN 978-1119656029.
421. ↑  Pratchett, Terry. A Slip of the Keyboard: Collected Non-fiction. — Doubleday, 2013. — P. 86. — ISBN 978-0-85752-122-4.
422. ↑  Falconer, Rachel. Earlier Fantasy Fiction: Morris, Dunsany, and Lindsay // A Companion to J. R. R. Tolkien / editor Stuart D. Lee. — Wiley Blackwell, 2020. — P. 303—316. — ISBN 978-1119656029.
423. 1 2  Gifford, 2018, Introduction.
424. ↑  Gifford, 2018, Fantasy: An Invented History and a Material Theory.
425. ↑  Продолжения Толкина. Ник Перумов, Ниэнна и другие. Мир фантастики (1 мая 2004).
426. ↑  Tolkien, J. R. R. & Swann, Donald. The Road Goes Ever On: A Song Cycle. — Ballantine Books, 1967.
427. ↑  J. R. R. Tolkien, Donald Swann (1967). Poems and Songs of Middle Earth (LP recording). Caedmon Records. TC1231/TC91231.
428. 1 2  Snider, Charles. The Strawberry Bricks Guide to Progressive Rock. — Strawberry Bricks, 2008. — P. 120—121. — ISBN 978-0-615-17566-9.
429. ↑  Greene, Andy. Ramble On: Rockers Who Love 'The Lord of the Rings' (англ.). Rolling Stone (16 августа 2017). Архивировано 16 августа 2017 года.
430. ↑  The Lord of the Rings Der Herr der Ringe Symphony No. 1 Sinfonie Nr. 1 (англ.). Rundel.
431. ↑  Ryan, Roma (2002). Only Time — The Collection (Booklet notes, pages 15, 16, 19, 21). Enya. Warner Music. 0927 49211-2.
432. ↑  Tolkienmoot (англ.). Tolkienmoot.org (2024).
433. ↑  Эльфы против орков. Kulichki.com (29 ноября 2000).
434. ↑  Walls-Thumma, Dawn M. (2015). Transformative Works as a Means to Develop Critical Perspectives in the Tolkien Fan Community (PDF). Mythmoot III: Proceedings of the 3rd Mythgard Institute Mythmoot, BWI Marriott, Linthicum, Maryland, 10-11 January 2015.
435. ↑  Gilsdorf, Ethan. Cities both big and small are offering tours of film locations (англ.). USA Today (9 ноября 2006).